# Biểu tình cải cách lương hưu Pháp 2023
Một loạt các cuộc tổng đình công và biểu tình đã bắt đầu ở Pháp từ ngày 19 tháng 1 năm 2023, được tổ chức bởi những người phản đối chính sách dự luật cải cách lương hưu được ban hành 2023 do chính phủ Borne đề xuất, theo đó sẽ tăng tuổi nghỉ hưu từ 62 lên 64 tuổi. Các cuộc đình công đã dẫn đến sự gián đoạn trên diện rộng, bao gồm rác thải chất đống trên đường phố và hủy bỏ giao thông công cộng. Vào tháng 3, chính phủ đã phải sử dụng Điều 49.3 hiến pháp Pháp để buộc dự luật được thông qua tại Nghị viện Pháp, chính vì hành động đó đã gây ra nhiều cuộc biểu tình hơn và hai cuộc bỏ phiếu bất tín nhiệm đối với chính phủ Borne đã không thành công, góp phần làm gia tăng bạo lực trong các cuộc biểu tình bên cạnh hành động đình công do công đoàn tổ chức.

## Bối cảnh
Vấn đề về cải cách lương hưu đã từng được nhiều chính phủ giải quyết trong những thập kỷ gần đây, đặc biệt là để giải quyết về tình trạng thiếu hụt ngân sách. Pháp là một trong những quốc gia có độ tuổi nghỉ hưu thấp nhất đối khi Pháp lại là một quốc gia công nghiệp hóa và đang chi tiêu cho lương hưu nhiều hơn hầu hết các quốc gia khác, chiếm gần 14% sản lượng kinh tế. Hệ thống lương hưu của Pháp hầu như phần lớn đều được xây dựng dựa trên cơ cấu "trả theo mức sử dụng"; cả người lao động và người sử dụng lao động "đều bị đánh thuế bởi biên chế bắt buộc được sử dụng để tài trợ cho lương hưu của những người về hưu". Hệ thống này đã cho phép các "thế hệ nghỉ hưu đối với mức lương hưu được nhà nước đảm bảo sẽ không thay đổi". So với các nước châu Âu khác, Pháp sở hữu "một trong những tỷ lệ người hưởng lương hưu có nguy cơ nghèo đói thấp nhất", với tỷ lệ thay thế lương hưu ròng ("thước đo ở mức độ hiệu quả từ thu nhập hưu trí thay thế cho thu nhập trước đó") là 74%, cao hơn so với OECD và mức trung bình của EU. Tờ báo The New York Times cho biết chính phủ Pháp đã lập luận rằng tuổi thọ trung bình ngày càng tăng "đã khiến cho hệ thống rơi vào tình trạng ngày càng bấp bênh"; "vào năm 2000, có 2,1 công nhân phải trả tiền vào hệ thống cho mỗi một người về hưu; và vào năm 2020, tỷ lệ đó đã giảm xuống còn 1,7 và vào năm 2070, tỷ lệ này dự kiến sẽ giảm xuống 1,2 theo các dự đoán chính thức". Tờ báo The Times đưa tin rằng các biện pháp đã được bảo vệ, với "nhu cầu làm việc lâu hơn là phản ứng tất yếu đối với tuổi thọ ngày càng tăng hiện nay". Đồng thời, chi phí lương hưu đã đóng góp một phần khiến cho nợ của quốc gia là Pháp sẽ tăng lên 112% GDP, so với 98% trước đại dịch COVID-19; đây là một trong những mức cao nhất trong kinh tế EU, cao hơn cả Anh và Đức. Trong một cuộc phỏng vấn vào tháng 3 năm 2023, Macron đã từng nói rằng "khi ông bắt đầu làm việc, đã có 10 triệu người Pháp nghỉ hưu và hiện tại là 17 triệu người". The New York Times cũng nói thêm rằng để "có thể giữ cho hệ thống khả thi về mặt tài chính mà không cần đổ thêm tiền của những người đóng thuế vào đó — điều mà chính phủ đã làm — Macron đã tìm cách để tăng dần độ tuổi hợp pháp khi những người lao động có thể bắt đầu nhận lương hưu sau ba tháng mỗi năm cho đến khi đạt 64 tuổi vào năm 2030". Đồng thời, Macron cũng đã "đẩy nhanh một sự thay đổi trước đó làm tăng số năm mà người lao động phải đóng vào hệ thống để được hưởng lương hưu đầy đủ và bãi bỏ các quy tắc lương hưu đặc biệt có lợi dành cho người lao động trong các lĩnh vực như năng lượng và vận tải".
Là một phần trong cuộc cải cách lương hưu của Macron, theo quy đình mới đây, tuổi nghỉ hưu từ 62 tuổi đã được nâng lên thành 64 hoặc 65 tuổi. Vào tháng 12 năm 2022, người ta đã chỉ ra rằng hệ thống trả lương khi mà bạn đi làm – thì việc tăng tuổi nghỉ hưu sẽ giúp hỗ trợ tài chính nhiều hơn, khi tuổi thọ tăng lên và nhiều người đã bắt đầu làm việc muộn hơn – sẽ có thặng dư khoảng 3,2 tỷ euro vào năm 2022, nhưng ban cố vấn lương hưu (COR) của chính phủ đã dự báo rằng nó sẽ "rơi vào tình trạng thâm hụt cơ cấu trong những thập kỷ tới trừ khi họ tìm được một nguồn tài chính mới". Vào tháng 3 năm 2023, Bộ trưởng bộ Lao động Olivier Dussopt đã nói rằng, "nếu không có hành động ngay lập tức" thì thâm hụt lương hưu sẽ vượt quá 13 tỷ đô la hàng năm vào năm 2027. Chính phủ cũng đã tuyên bố rằng các cuộc cải cách sẽ có thể "cân bằng thâm hụt" vào năm 2030, với khoản thặng dư lên tới hàng tỷ đô la sẽ được "chi trả cho các biện pháp cho phép những người làm công việc đòi hỏi thể chất trước khi được nghỉ hưu sớm".
Các cuộc cải cách lương hưu đã được Macron và chính phủ của ông xem xét từ lâu. Cải cách hệ thống lương hưu là một phần quan trọng trong cuộc cương lĩnh bầu cử của ông vào năm 2017, với các cuộc biểu tình và đình công ban đầu trên các phương tiện giao thông vào cuối năm 2019, trước cả đại dịch COVID-19 khiến cho Macron phải tiếp tục trì hoãn việc cải cách. Việc tăng tuổi nghỉ hưu không phải là một phần của những cải cách ban đầu này, nhưng một "kế hoạch khác nhằm thống nhất các hệ thống lương hưu phức tạp khác của Pháp" bằng cách "loại bỏ 42 chế độ đặc biệt cho các lĩnh vực từ công nhân đường sắt và năng lượng đến luật sư là rất quan trọng để duy trì tài chính cho hệ thống trở nên khả thi". Vào ngày 26 tháng 10 năm 2022, Macron đã thông báo trong một cuộc phỏng vấn trên truyền hình rằng cải cách lương hưu dự kiến sẽ bắt đầu vào năm 2023 nhằm nâng tuổi nghỉ hưu lên 65, cụ thể là tuổi nghỉ hưu tối thiểu để có thể nhận lương hưu đầy đủ thì sẽ được "tăng mức lương dần" từ 62 lên 65 cho đến năm 2031, cứ ba tháng mỗi năm từ tháng 9 năm 2023 cho đến tháng 9 năm 2030. Hơn nữa, số năm mà các khoản đóng góp cần phải được thực hiện để đủ điều kiện mà nhận toàn bộ số lương hưu mà nhà nước sẽ tăng từ 42 lên 43 vào năm 2027, có nghĩa là một số người có thể phải làm việc cho đến 67 tuổi – năm mà một người tự động phải được hưởng trợ cấp mà có thể nhận được lương hưu từ nhà nước. Ngoài ra, 42 chế độ lương hưu riêng biệt của Pháp sẽ được "sắp xếp một cách hợp lý". Macron còn nói rõ rằng ông sẽ sẵn sàng "thảo luận về độ tuổi nghỉ hưu với các công đoàn và thực hiện các sửa đổi tiềm năng", hơn nữa, việc không thực hiện các cuộc cải cách sẽ dẫn đến việc giảm quy mô lương hưu.
Thông tin chi tiết về các cuộc cải cách dự kiến sẽ được tiết lộ vào ngày 15 tháng 12 năm 2022, nhưng đã bị trì hoãn phải lên đến ngày 10 tháng 1 năm 2023, như một phép lịch sự đối với Đảng Xanh và Đảng Cộng hòa đang bầu chọn các nhà lãnh đạo mới; việc trì hoãn các cuộc cải cách nhằm để cho phép Macron tham khảo ý kiến của các nhà lãnh đạo mới trước khi được tiết lộ các chi tiết nói trên.
Trong bài phát biểu vào đêm giao thừa ngày 31 tháng 12 năm 2022, ông còn nói rõ thêm rằng chúng sẽ được thực hiện vào mùa thu năm 2023. Và vào đầu tháng 1 năm 2023 trước khi tham khảo ý kiến của các công đoàn, Thủ tướng Elisabeth Borne đã phát biểu trên đài phát thanh FranceInfo, nói rằng chính phủ có thể sẽ "linh hoạt" hơn đối với ý định nâng độ tuổi nghỉ hưu lên 65 và sẵn sàng khám phá "các giải pháp" phù hợp khác để cho phép chính phủ "đạt được mục tiêu cân bằng được hệ thống lương hưu vào năm 2030". Bà còn thông báo rằng chính sách này sẽ được trình bày trước nội các vào ngày 23 tháng 1 và sẽ được tranh luận tại quốc hội vào đầu tháng 2, với đầy đủ chi tiết đã được công bố vào ngày 10 tháng 1.

### Sử dụng Điều luật 49.3
Trong điều 49.3 từ Hiến pháp Pháp cho phép các chính phủ có thể bỏ qua Quốc hội và buộc thông qua mọi dự luật mà không cần bỏ phiếu. Tuy nhiên, việc viện dẫn nó đến sẽ kích hoạt một điều kiện cho phép các kiến nghị bất tín nhiệm được đệ trình lên chính phủ. Chỉ có một lần duy nhất, vào năm 1962, khi Điều khoản được kích hoạt, chính phủ đã thua trong một động thái bất tín nhiệm sau đó.
Vào ngày 14 tháng 3, tờ báo The Guardian đã tuyên bố rằng Macron chỉ có hai lựa chọn - một thỏa thuận về môi giới với Les Républicains hoặc ông phải buộc dự luật thông qua việc sử dụng Điều 49.3, "một biện pháp có thể né tránh một cuộc bỏ phiếu của Quốc hội [chính phủ] khi có nguy cơ thua cuộc". Họ nói "các bộ trưởng đã từng nói rằng chính phủ sẽ không sử dụng điều 49.3, cơ chế đo sẽ bị nhiều người lên án là phi dân chủ và có nguy cơ sẽ gây ra tâm trạng bất ổn của công chúng", họ nói thêm là "thay vào đó, đã có một loạt các cuộc đàm phán của các bộ trưởng để đảm bảo đa số trong hạ viện”; "Liên minh các nhà lãnh đạo đã nói rằng việc sử dụng điều 49.3 sẽ dẫn đến một sự phản đối gay gắt hơn và sẽ leo thang các cuộc đình công và biểu tình". Vào ngày 16 tháng 3, có thông tin cho rằng "còn nhiều phút trước khi các nghị sĩ ở hạ viện bỏ phiếu, Macron vẫn đang tổ chức một loạt các cuộc gặp điên rồ với những nhân vật chính trị cấp cao, và đột nhiên ông lại chọn sử dụng các quyền hạn đặc biệt thay vì mạo hiểm bỏ phiếu, điều này dường như đã sẵn sàng để ông có thể chấp nhận sự thua cuộc". Quyết định viện dẫn là một "quyết định bất ngờ, vào những phút cuối" của Macron, vì "ông không chắc chắn về sự ủng hộ đầy đủ từ các nhà lập pháp" để đưa dự luật ra Quốc hội bỏ phiếu.
The Guardian còn giải thích thêm rằng việc viện dẫn điều 49.3 cho thấy một "vị thế khó khăn của Macron trong quốc hội", đảng và nhóm nghị viện của ông đã mất đa số ghế trong cuộc bầu cử lập pháp năm 2022.

## Động lực
Sự phối hợp đình công của tất cả các công đoàn Pháp được coi là một "sự đoàn kết hiếm có", với những công nhân vận tải và năng lượng, giáo viên, công nhân bến tàu và các công nhân khu vực công (chẳng hạn như nhân viên bảo tàng) đã tạo nên những cuộc đình công. Các công đoàn cho biết rằng "sự cải cách sẽ trừng phạt những người có thu nhập thấp làm những công việc chân tay có xu hướng bắt đầu sự nghiệp sớm, buộc họ phải làm việc lâu hơn với những người mới tốt nghiệp, những người ít bị ảnh hưởng bởi những sự thay đổi đó".
Các cuộc thăm dò đã liên tục chỉ ra rằng các biện pháp về cơ bản đã không lấy được lòng dân, cũng như việc sử dụng Điều 49.3 để ban hành cải cách mà không có một cuộc bỏ phiếu nghị viện nào trong Quốc hội. France 24 đã đưa tin rằng, một cuộc thăm dò vài ngày trước động thái này đã cho thấy khoảng "tám trong số mười người phản đối việc lập pháp theo cách này, bao gồm cả đa số cử tri ủng hộ cho Macron trong vòng đầu tiên của cuộc bầu cử tổng thống vào năm ngoái". American Prospect đã cho rằng việc ủng hộ trước đó từ các thành viên bảo thủ của Quốc hội đối với các cải cách đã mất dần do kết quả của cuộc thăm dò cho thấy các cuộc cải cách đều không được ưa chuộng. Quyết định viện dẫn Điều 49.3 được những người về phía cánh tả coi là "một thất bại lớn và cũng là dấu hiệu của sự yếu kém" đối với chính phủ, mà giờ đây sẽ bị coi là "tàn bạo và phi dân chủ"; Antoine Bristielle, đại diện của tổ chức tư vấn Fondation Jean-Jaures, nhận xét rằng việc sử dụng điều 49.3 không khác gì là "biểu tượng của sự tàn bạo" có thể "làm xói mòn sự ủng hộ của cả chính phủ và các thể chế dân chủ". Kết quả là xếp hạng phê duyệt của Macron đã trở nên xấu đi.
Có ý kiến cho rằng việc cải cách không cần phải giải quyết một cách thỏa đáng những bất lợi mà phụ nữ đang gặp phải trong lực lượng lao động, những người thường phải nghỉ hưu muộn hơn nam giới và với lương hưu thấp hơn 40% so với nam giới do phải làm việc bán thời gian nhiều hơn và còn phải nghỉ thai sản. Phụ nữ đã có thể nghỉ hưu muộn hơn do phải nghỉ làm để nuôi con. Trang Euronews phác thảo rằng những cuộc cải cách sẽ dẫn đến việc phụ nữ sẽ phải nghỉ hưu muộn hơn và trung bình làm việc sẽ lâu hơn 7 tháng trong suốt cuộc đời của họ, trong khi nam giới sẽ làm việc lâu hơn khoảng 5 tháng. Họ đã dẫn lời Franck Riester, Bộ trưởng phụ trách Quan hệ Nghị viện, thừa nhận rằng phụ nữ sẽ "bị phạt một chút bởi cuộc cải cách" vào tháng 1.
Ngoài ra, có người lập luận rằng các cuộc cải cách sẽ đánh vào tầng lớp lao động và những người làm các công việc chân tay một cách không cân xứng. Trang CNN đã chỉ ra rằng những nhân viên cổ cồn xanh có khả năng bắt đầu làm việc ở độ tuổi trẻ hơn so với nhân viên cổ cồn trắng; Tờ Washington Post cũng đã chỉ ra rằng những người làm các công việc đòi hỏi về 'thể chất lẫn tinh thần' vẫn sẽ đủ điều kiện để nghỉ hưu sớm hơn với lương hưu đầy đủ, mặc dù The New York Times cũng đã chỉ ra rằng đây là một sự nhượng bộ của chính phủ nhằm "xoa dịu sự phản đối", điều này ở một góc nhìn chung vốn đã thất bại vì các công đoàn coi rằng việc tăng tuổi nghỉ hưu là "không thể bắt đầu". Ở một khía cạnh khác, có báo cáo cho rằng một số người đang lo ngại về việc bị buộc "phải nghỉ hưu muộn hơn vì những người lớn tuổi muốn làm việc nhưng bị mất việc làm thường phải đối mặt với sự phân biệt tuổi tác trên thị trường lao động".

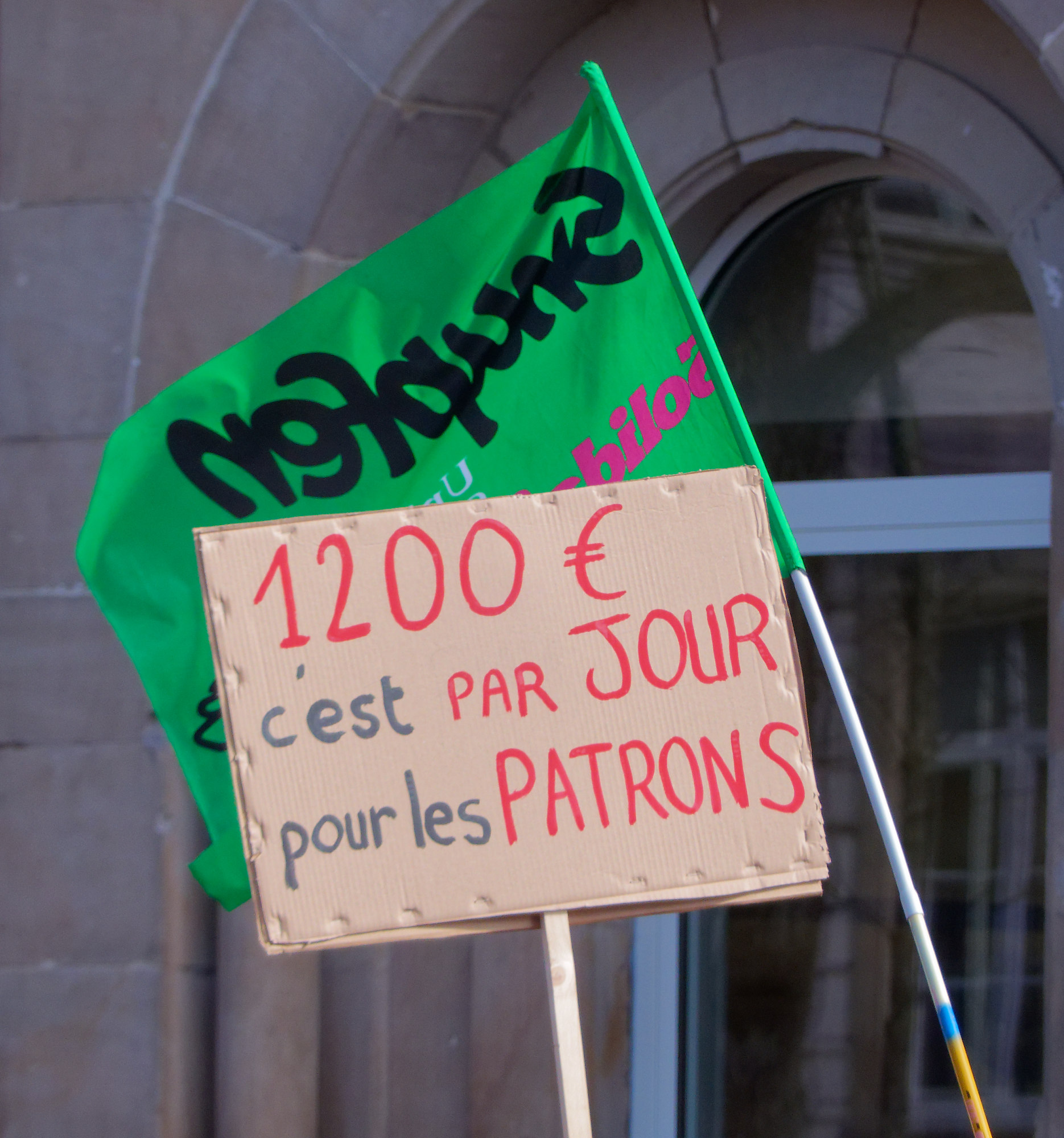
Tấm biểu ngữ phản đối tại Belfort vào ngày 15 tháng 3, ghi "1200€ mỗi ngày cho các ông chủ".

Những người đang phản đối cải cách cho rằng "chính phủ đang ưu tiên các doanh nghiệp và những người được trả lương cao hơn với những người lao động trung bình", và đã tranh cãi với nhau về "nhu cầu cấp bách", tờ The New York Times đã nói rằng họ phản đối việc "Macron đang tấn công với một quyền lợi được nghỉ hưu và tạo gánh nặng bất công cho những người lao động cồn cổ xanh vì ông từ chối tăng thuế đối với những người giàu có". Đồng thời, những người phản đối cho rằng Macron đã "phóng đại mối đe dọa thâm hụt dự kiến và từ chối xem xét các lựa chọn khác để có thể cân bằng hệ thống cũng như tăng thuế trả lương cho công nhân, tách rời lương hưu khỏi lạm phát hoặc tăng thuế đối với các hộ gia đình hoặc công ty giàu có", họ còn nói thêm rằng "Chính sách từ cơ quan giám sát hệ thống lương hưu của Pháp đã chính thức thừa nhận rằng không có nguy cơ sẽ phá sản ngay lập tức và thâm hụt dài hạn", mà Macron và chính phủ đã lập luận sẽ xảy ra nếu những cải cách này không được thực hiện, "rất khó để có thể dự đoán một cách chính xác".
Jean Garrigues, một nhà sử học về văn hóa chính trị của nước Pháp, đã đưa ra giả thuyết rằng việc cải cách vốn đã không được ưa chuộng. Một phần có thể là do cá nhân Macron, do "sự tức giận" từ trước đối với ông, ông đã "đấu tranh để rũ bỏ hình ảnh của một người lạc lõng thành 'tổng thống của người giàu'". Ông còn nói rằng "đó chính là lý do tại sao ông ấy không chỉ có tất cả các công đoàn mà còn có cả một bộ phận lớn dư luận để chống lại chính ông", bằng cách "tự ràng buộc mình vào dự án, sự phản đối với nó ngày càng cao, bị kịch tính hóa đường".
Dự án đó đã bị chỉ trích vì đã diễn ra trong một cuộc khủng hoảng chi phí sinh hoạt, mà một số người cho là đã làm trầm trọng thêm sự tức giận và phản đối các chính sách. Tờ The Times đã nói rằng một số người đã "đặt câu hỏi về sự khôn ngoan của chính trị về việc tiến hành cuộc cải cách vào thời điểm mà tâm trạng của công chúng đang trở nên tồi tệ vì lạm phát đang tăng cao", vì 7,1 tỷ euro trong số 17,7 tỷ euro cộng thêm với việc cải cách đã có nghĩa là "đã lưu hoặc đã bị xóa sổ bởi những sửa đổi đối với các điều khoản của nó".

## Diễn biến

### 19 tháng 1

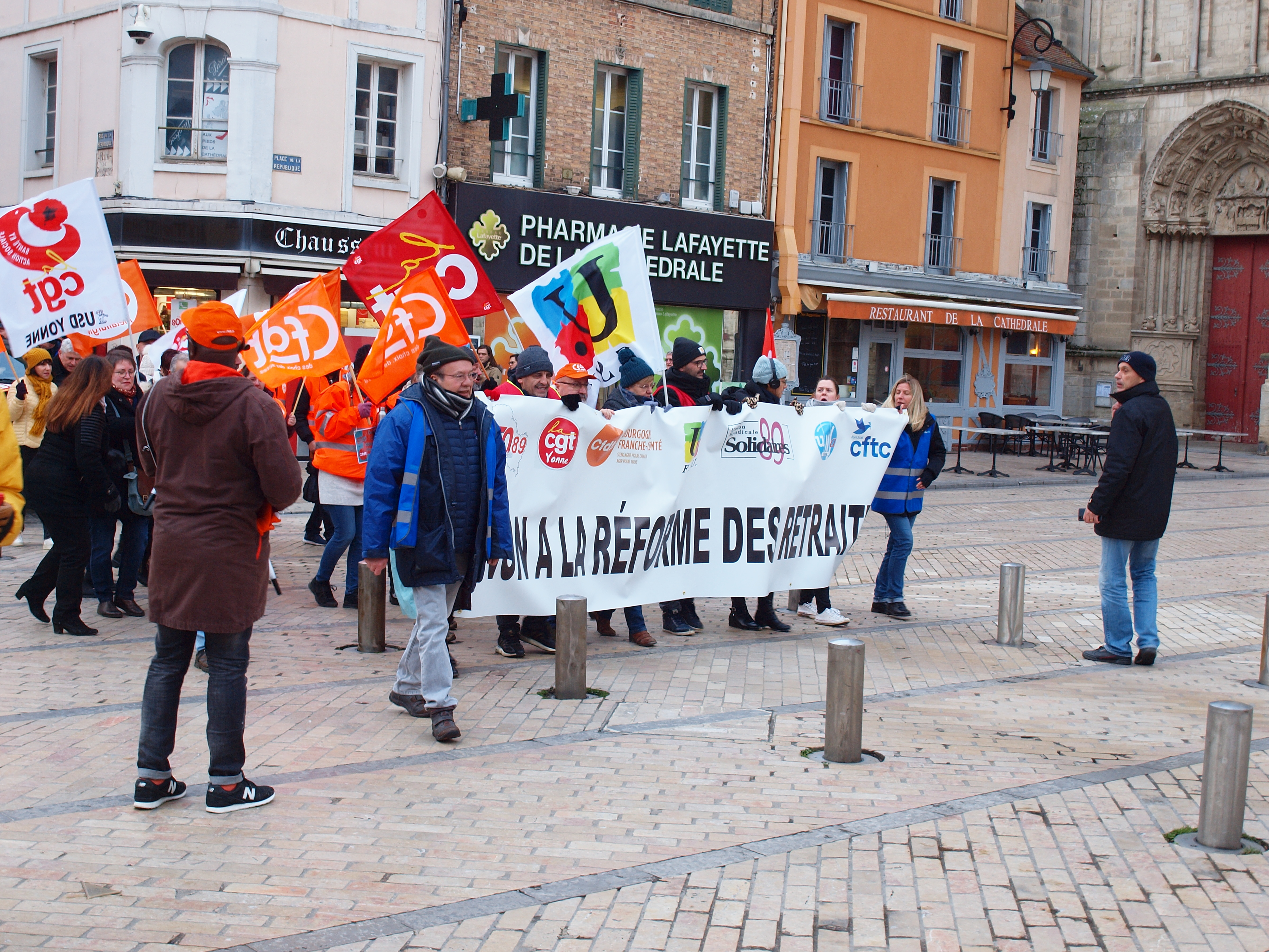
Biểu tình phản đối chính phủ Pháp về cải cách lương hưu tại Sens.

Vào ngày 19 tháng 1, Bộ Nội vụ Pháp đã thống kê được khoảng 1,12 triệu người biểu tình, trong đó có 80.000 người biểu tình tại Paris. Hơn 200 cuộc biểu tình đã được báo cáo trên toàn bộ nước Pháp.
Hơn một triệu người đã xuống đường biểu tình tại Paris và các thị trấn khác của Pháp như là một phần của cuộc biểu tình trên toàn quốc nhằm mục đích phản đối việc đề xuất tăng tuổi nghỉ hưu. Tám trong số các công đoàn lớn nhất đã tham gia cuộc đình công cũng nhằm mục đích phản đối việc cải cách lương hưu. Bộ Nội vụ Pháp đã cho biết rằng, khoảng 80.000 người biểu tình đã tập trung trên các đường phố ở Paris, nơi mà một số người đã ném chai lọ, đá và pháo hoa vào những cảnh sát chống bạo động. Hơn 200 cuộc biểu tình đã được báo cáo trên toàn đất nước. Theo các công đoàn đã báo cáo, khoảng hơn 2 triệu người đã tham gia cuộc biểu tình với hơn 400.000 người trong số họ tham gia các cuộc biểu tình tại Paris.
Bất chấp các cuộc biểu tình, Emmanuel Macron vẫn nhấn mạnh rằng, việc cải cách lương hưu vẫn sẽ được tiến hành. Các công đoàn Pháp đã tuyên bố rằng, các cuộc đình công và biểu tình tiếp theo sẽ được tổ chức vào ngày 31 tháng 1 nhằm ngăn chặn kế hoạch của chính phủ về việc tăng độ tuổi nghỉ hưu tiêu chuẩn từ 62 lên 64. Bộ luật mới được đưa ra sẽ tăng khoản đóng góp lương hưu hàng năm, từ 41 lên 43 lần trong năm. Một số chuyến bay ra khỏi Sân bay Orly đã bị hủy, trong khi trang web Eurostar đã đưa tin rằng, có nhiều đường bay phải hủy việc bay từ Paris đến Luân Đôn. Mặc dù "có một vài sự chậm trễ" đã được báo cáo tại Sân bay Charles de Gaulle, do các cuộc tấn công những kiểm soát viên không lưu nên không có chuyến bay nào bị hủy.

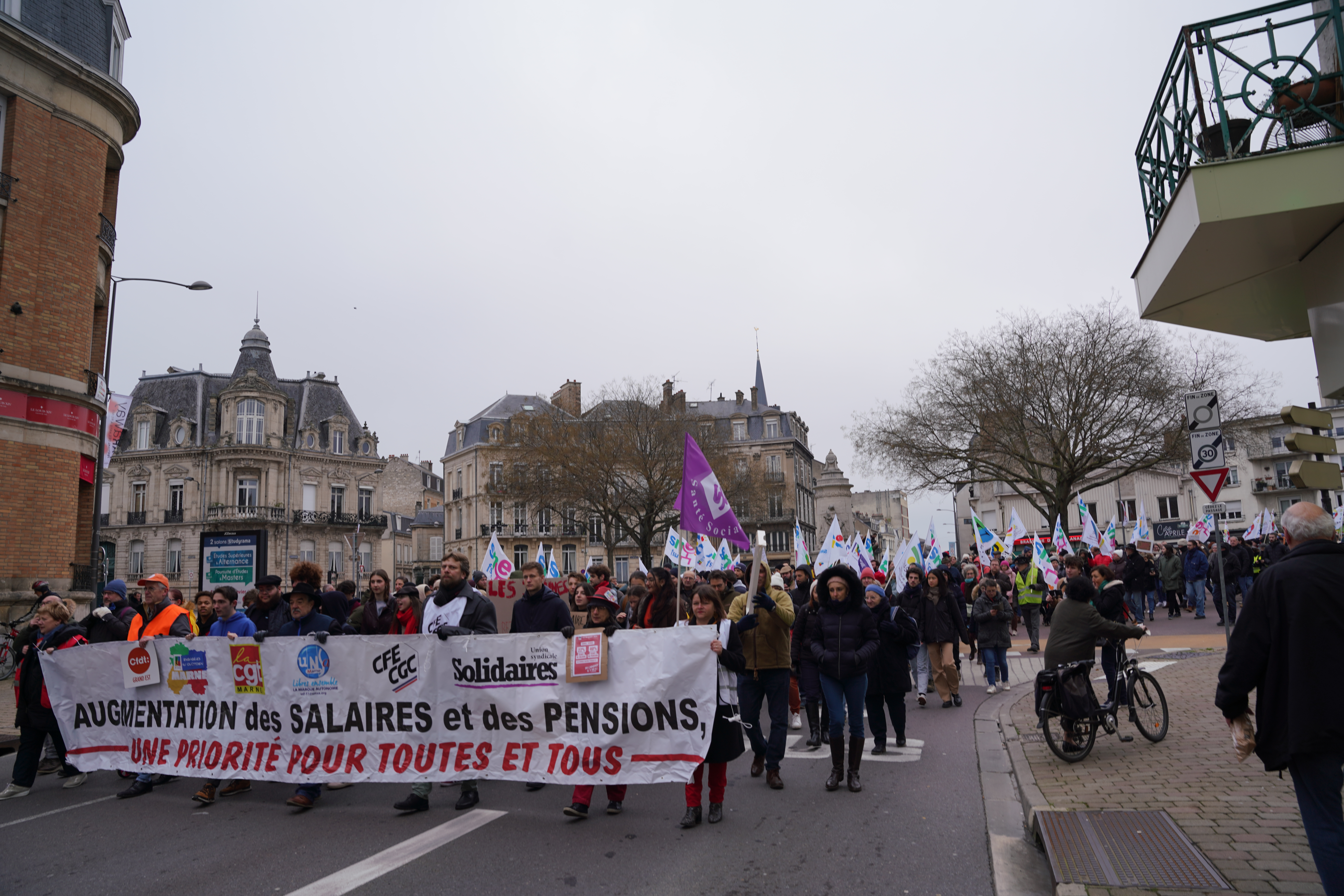
Reims vào ngày 19 tháng 1.

| Thành phố   | Theo cảnh sát | Theo công đoàn                                       |
| ----------- | ------------- | ---------------------------------------------------- |
| Paris       | 80,000        | 400,000                                              |
| Marseille   | 26,000        | 140,000                                              |
| Lyon        | 23,000        | 38,000                                               |
| Toulouse    | 36,000        | 50,000                                               |
| Nice        | 7,500         | 20,000                                               |
| Nantes      | 40,000        | 75,000                                               |
| Montpellier | 15,000        | 25,000                                               |
| Strasbourg  | 10,500        | Chưa rõ (Khoảng 18,000 đến 20,000 theo truyền thông) |
| Bordeaux    | 16,000        | 60,000                                               |
| Lille       | 16,000        | 50,000                                               |

### 21 tháng 1

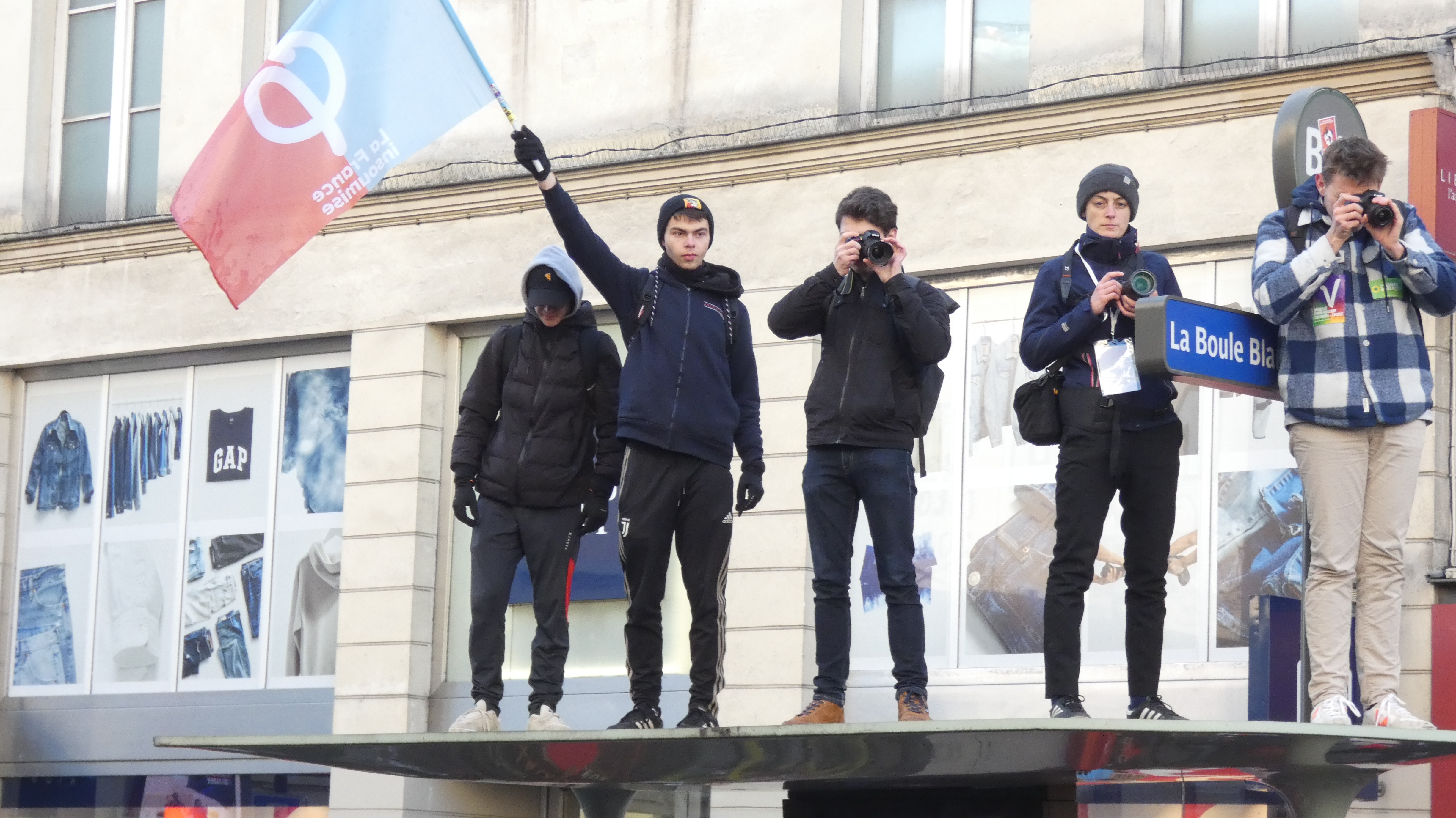
Biểu tình tại Paris vào ngày 21 tháng 1.

Một cuộc biểu tình khác đã được tổ chức tại Paris vào ngày 21 tháng 1, được cho là do các sinh viên và các tổ chức thanh niên lên kế hoạch từ lâu.
Các cuộc biểu tình do các nhóm khác nhau tổ chức đã diễn ra ở nhiều thành phố khác nhau, như ở Dinan, Limoges và Lyon.

### 31 tháng 1

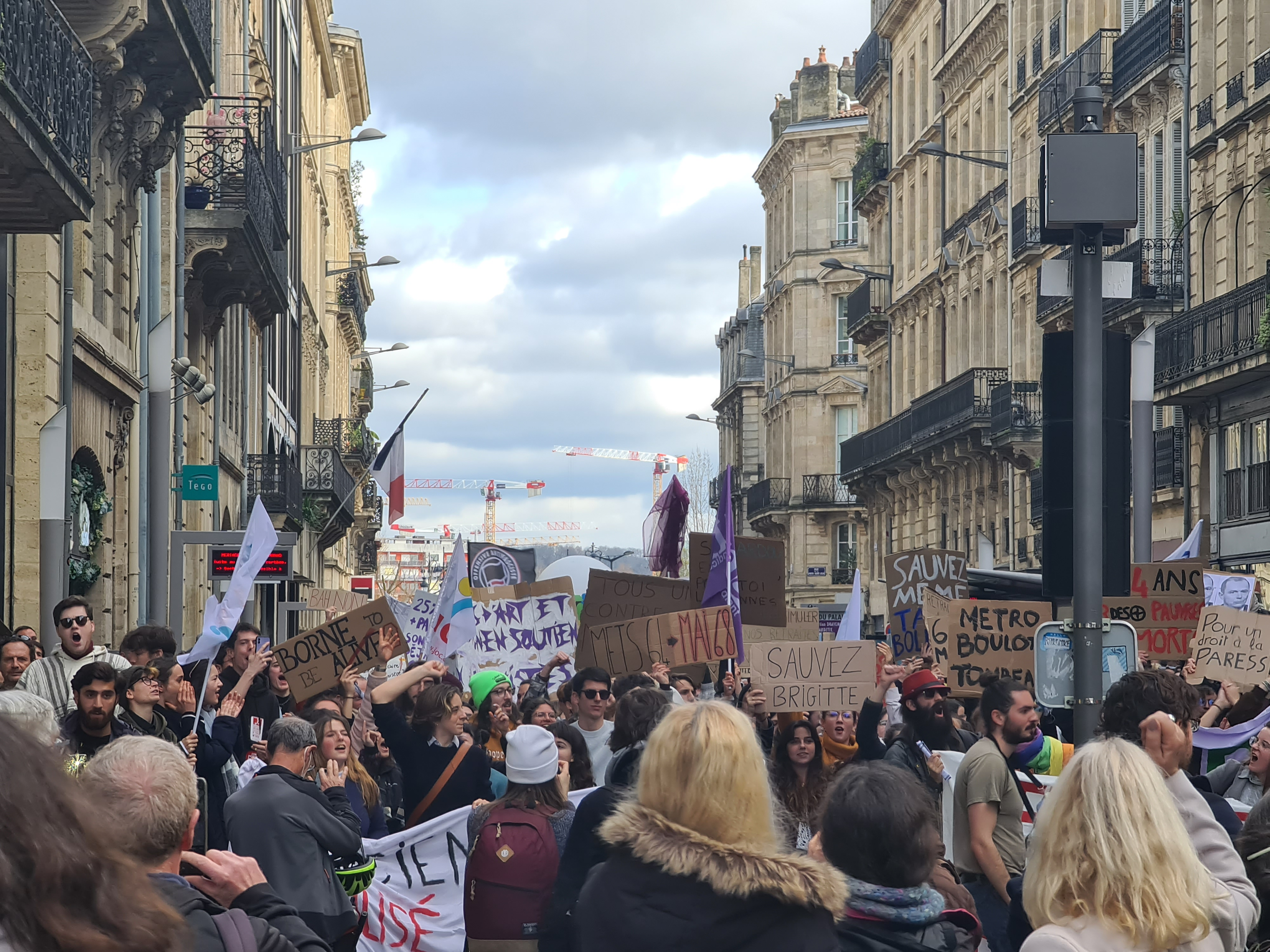
Biểu tình tại Bordeaux vào ngày 31 tháng 1.

Các cuộc biểu tình đã được tổ chức trên khắp đất nước với các phương tiện giao thông công cộng, trường học và các công cụ sản xuất điện chính là mục tiêu cụ thể của các cuộc đình công. Các đài truyền hình công cộng cũng bị ảnh hưởng bởi các cuộc đình công, với các chương trình phát sóng tin tức bị hủy bỏ và thay vào đó là các chương trình âm nhạc.
Theo công đoàn CGT, khoảng 2,8 triệu người đã tham gia cuộc biểu tình trong khi Bộ Nội vụ đã thống kê được khoảng 1,272 triệu người biểu tình.
| Thành phố   | Theo cảnh sát | Theo công đoàn |
| ----------- | ------------- | -------------- |
| Paris       | 87,000        | 500,000        |
| Marseille   | 40,000        | 205,000        |
| Lyon        | 23,000        | 45,000         |
| Toulouse    | 34,000        | 80,000         |
| Nice        | 7,000         | 25,000         |
| Nantes      | 28,000        | 65,000         |
| Montpellier | 25,000        | 30,000         |
| Strasbourg  | 10,500        | 22,000         |
| Bordeaux    | 16,000        | 75,000         |
| Lille       | 15,000        | 70,000         |

Biểu tình tại một số thành phố ở Pháp vào tháng 1
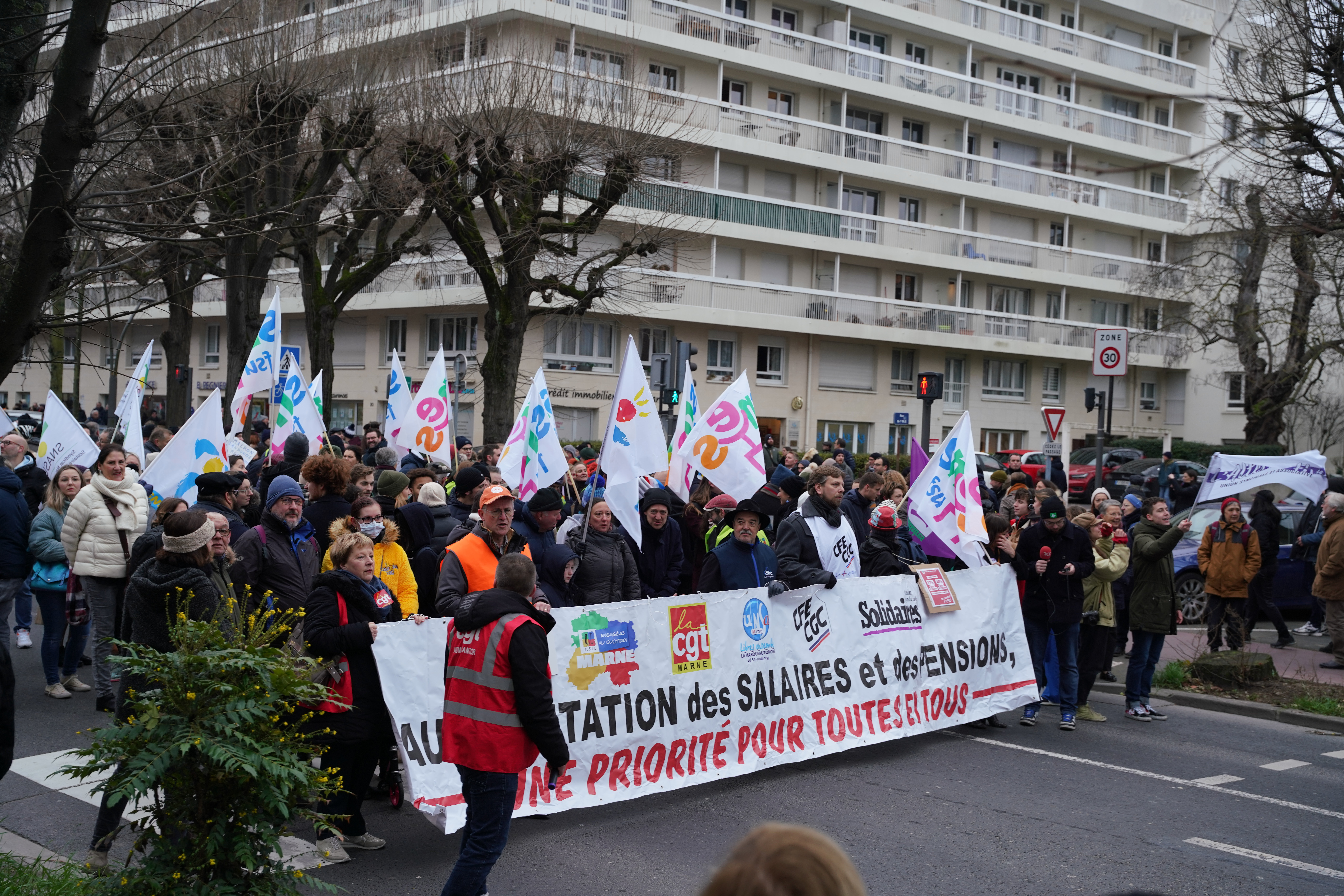
Biểu tình tại Reims vào ngày 19 tháng 1 năm 2023.
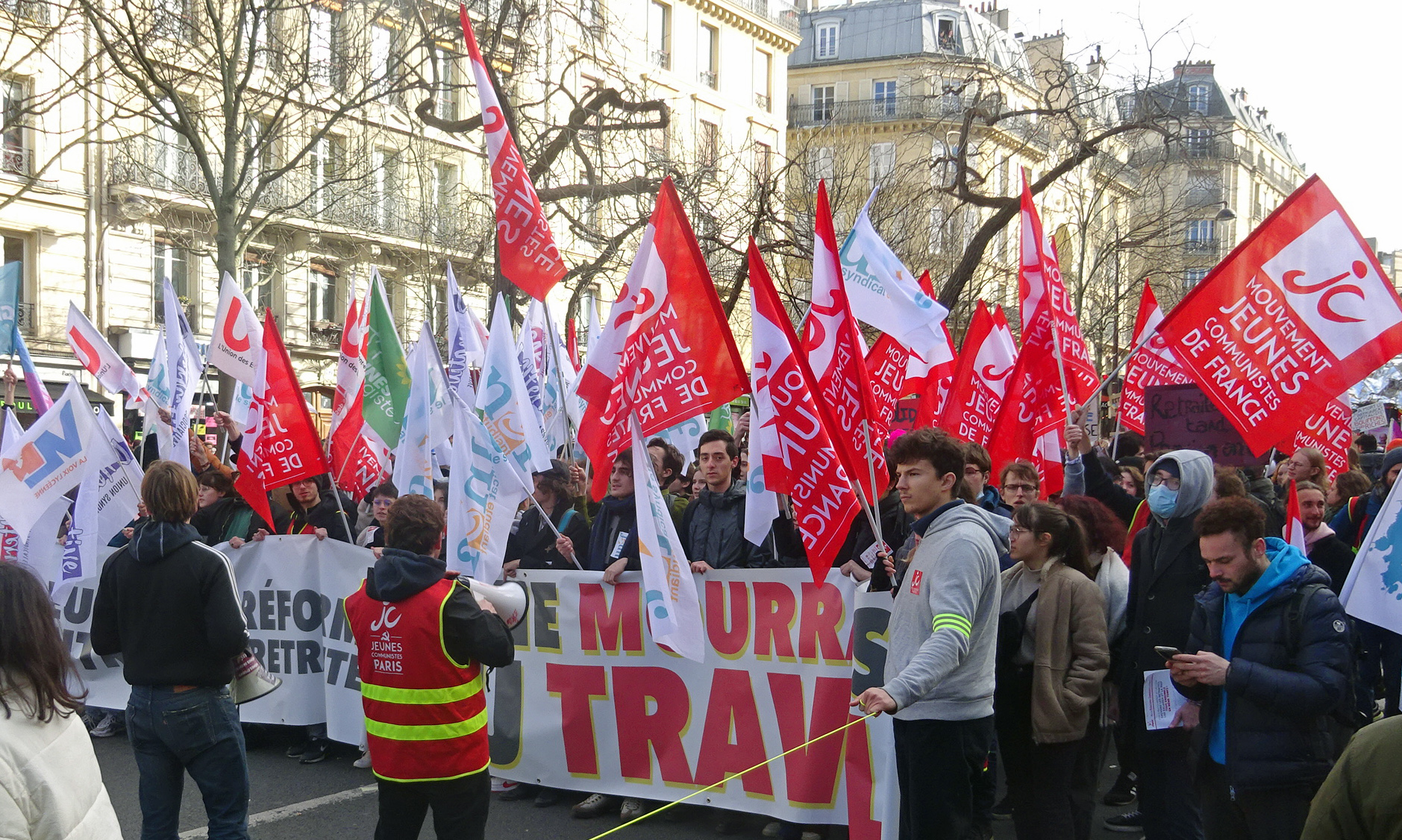
Biểu tình tại Paris vào ngày 31 tháng 1 năm 2023.
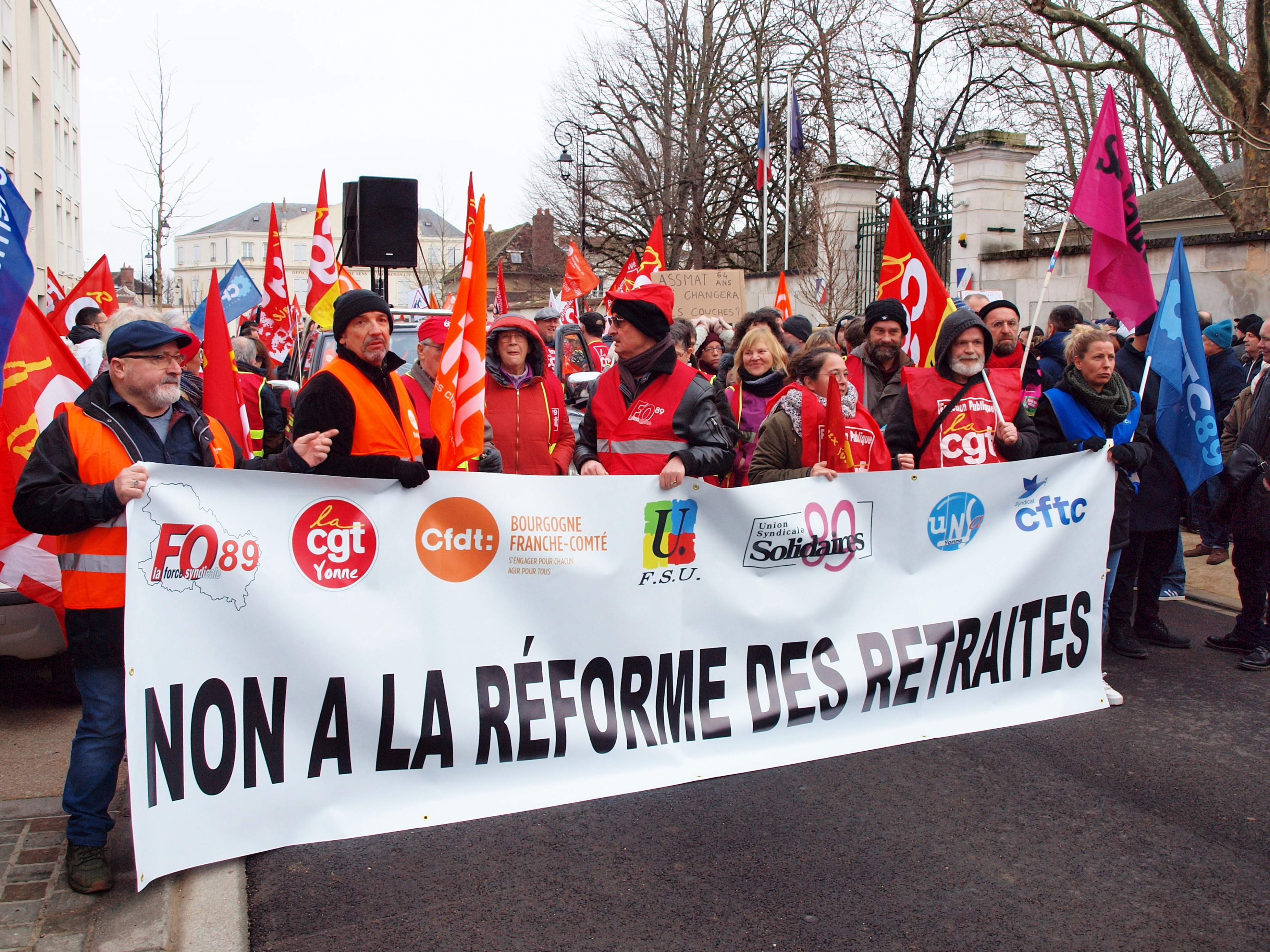
Biểu tình tại Sens vào ngày 31 tháng 1 năm 2023.

### 7 tháng 2
Vào ngày 7 tháng 2, ngày thứ ba của cuộc biểu tình trên toàn quốc được tổ chức sau khi được gọi bởi l'intersyndicale. Theo CGT, khoảng 400.000 người đã biểu tình tại Paris, giảm 100.000 người so với ngày 31 tháng 1. Tổng cộng, có khoảng hơn 2.000.000 người đã tham gia các cuộc biểu tình theo CGT, trong khi cảnh sát thì lại ước tính rằng có khoảng 757.000 người đã tham gia các cuộc biểu tình.

### 11 tháng 2
Vào ngày 11 tháng 2, ngày thứ tư của cuộc biểu tình trên toàn quốc đã được tổ chức. Theo CGT, đã có khoảng hơn 2.500.000 người đã tham gia vào các cuộc biểu tình, tăng 500.000 người so với ngày 7 tháng 2, trong khi Bộ Nội vụ lại tuyên bố rằng có khoảng hơn 963.000 người biểu tình, tăng hơn 200.000 người so với ngày 7 tháng 2. Tại Paris, hơn 500.000 người đã biểu tình chống lại cải cách theo CGT, trong khi 93.000 người biểu tình theo số liệu thành phố. Intersyndicale đã kêu gọi các cuộc đình công định kỳ bắt đầu từ ngày 7 tháng 3.

### 16 tháng 2
Vào ngày 16 tháng 2, những người biểu tình đã tham gia các cuộc biểu tình và đình công mới. Các công đoàn cho biết có khoảng hơn 1,3 triệu người đã tham gia trên toàn đất nước vào thứ năm, con số thấp nhất kể từ khi phong trào biểu tình bắt đầu vào ngày 19 tháng 1. Bộ Nội vụ đã đưa ra con số trên toàn quốc là 440.000 người, số lượng đã hạ xuống so với gần một triệu người vào thứ Bảy (11/2). Vào ngày này, 30% các chuyến bay từ sân bay Orly của Paris đã phải bị hoãn.

Hình ảnh các biểu tình tại một số thành phố ở Pháp vào tháng 2
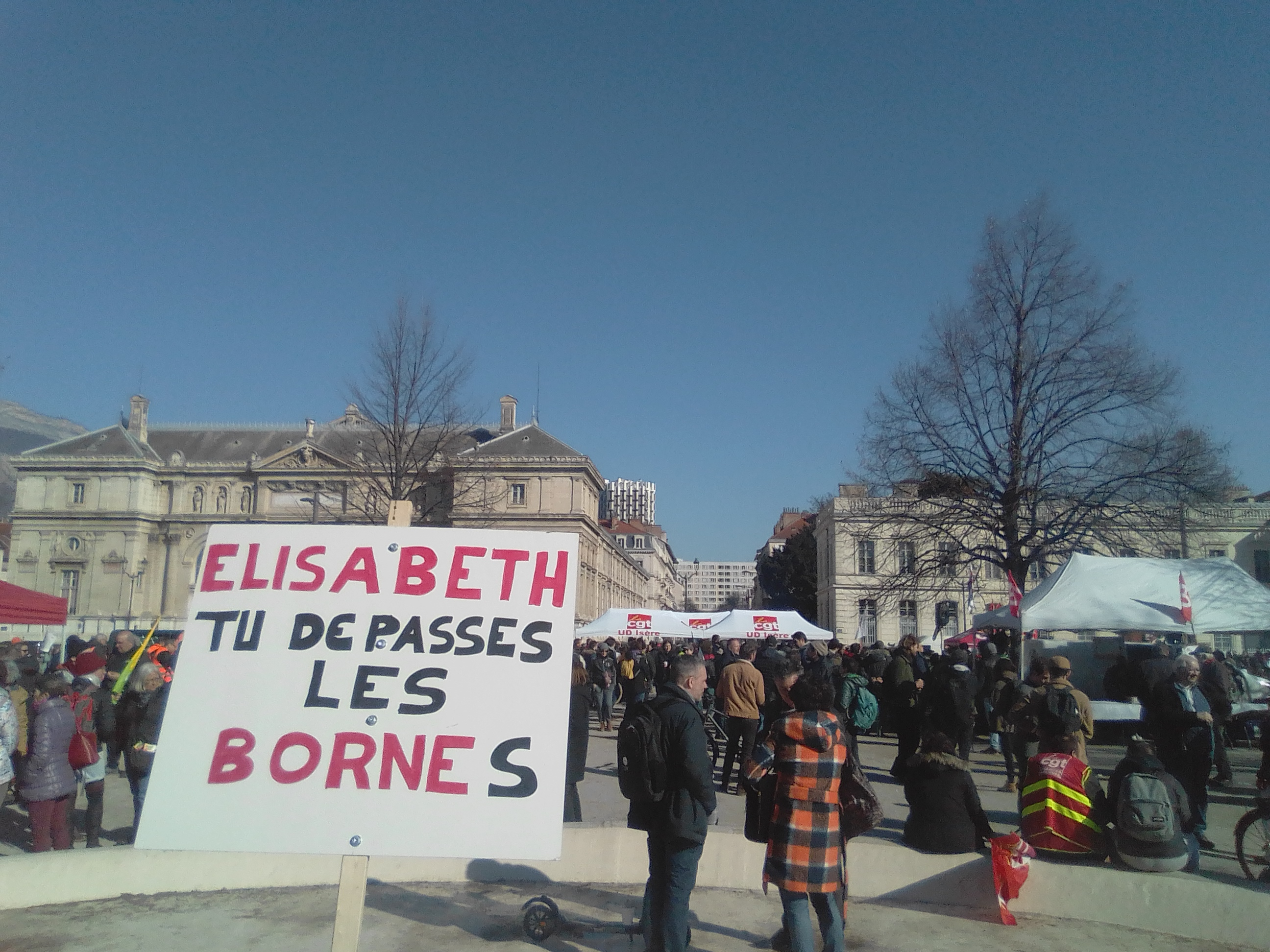
Biểu tình ngày 7 tháng 2 tại Grenoble.
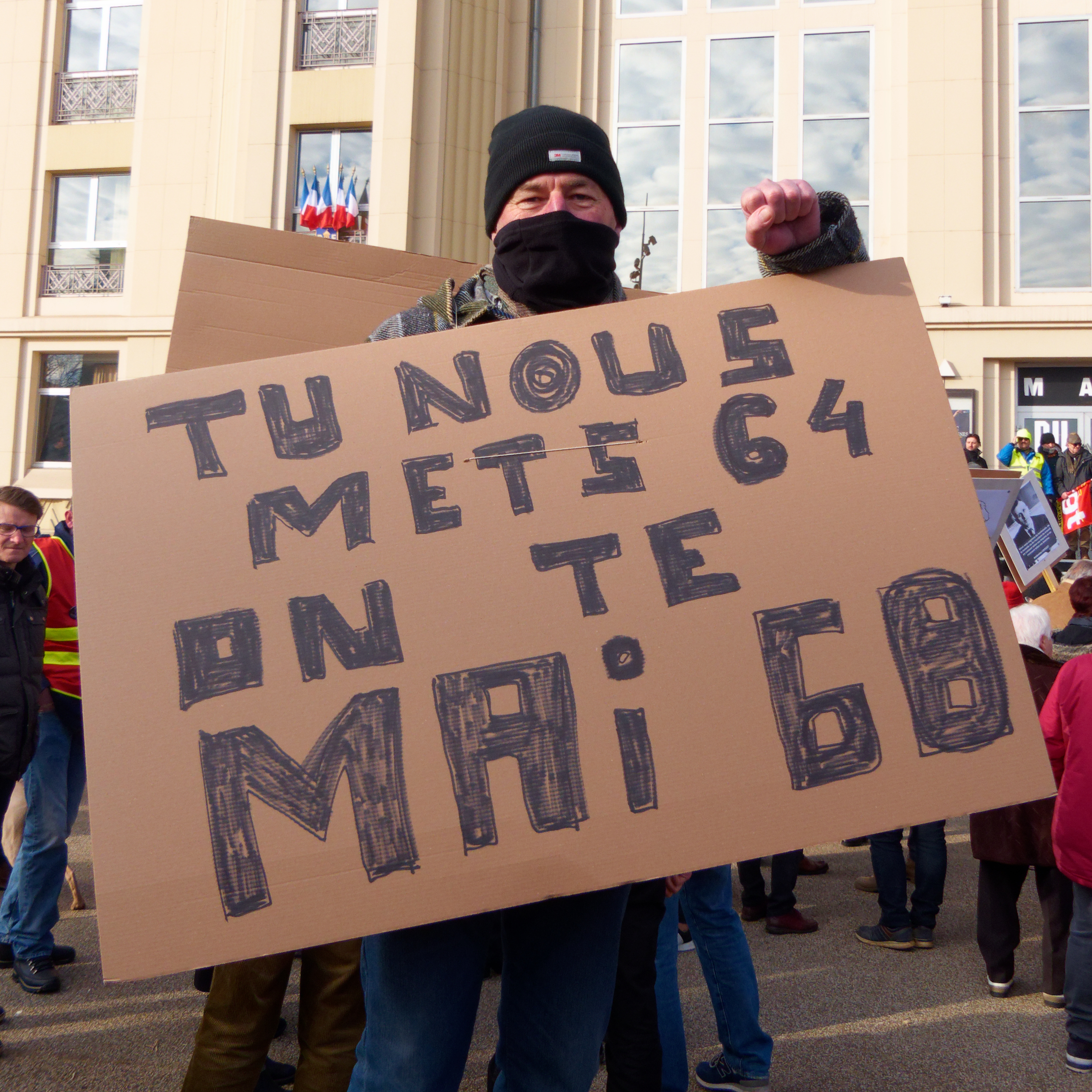
Biểu tình ngày 11 tháng 2 tại Belfort.
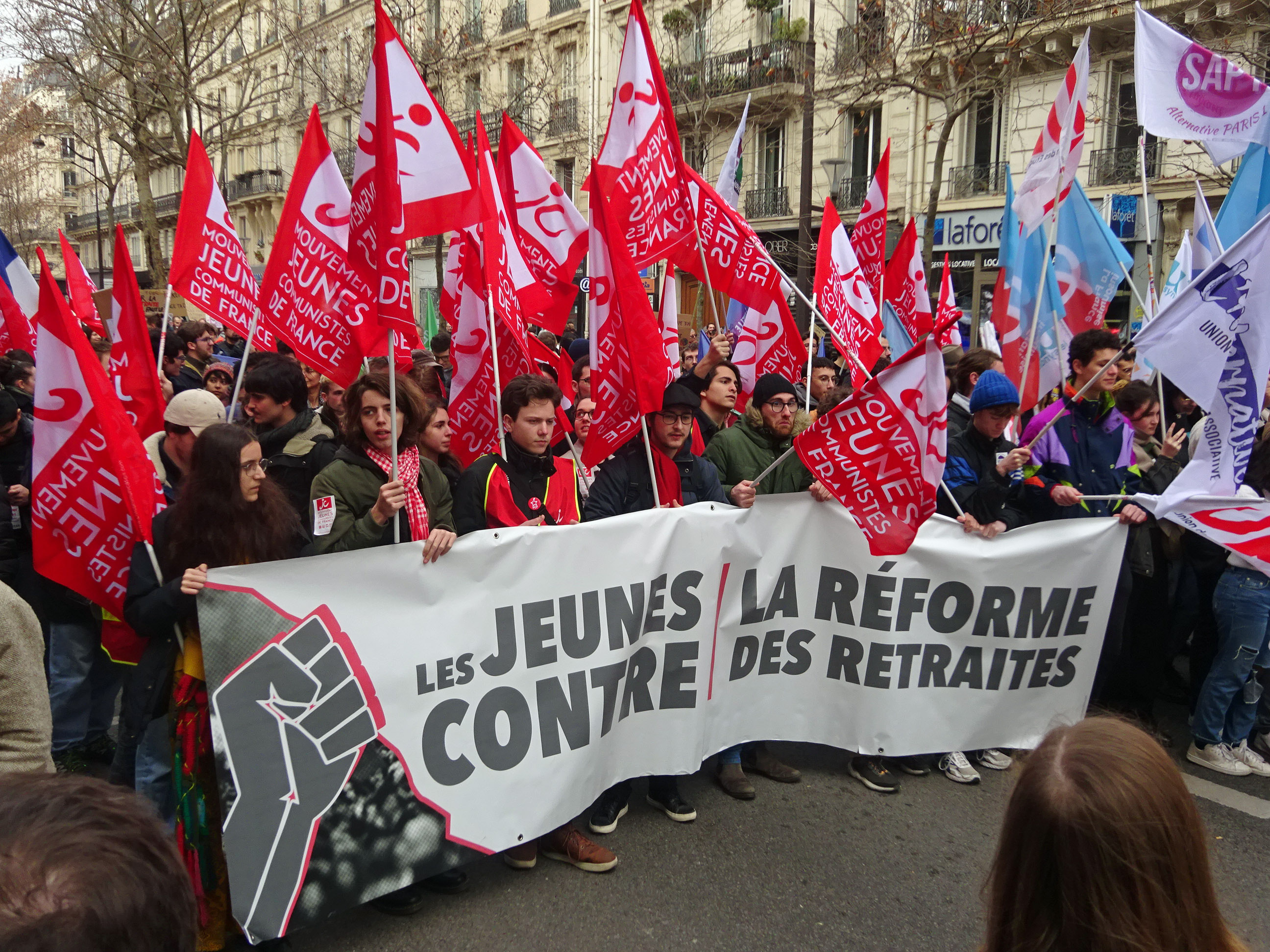
Biểu tình ngày 11 tháng 2 tại Paris.

### 7 tháng 3

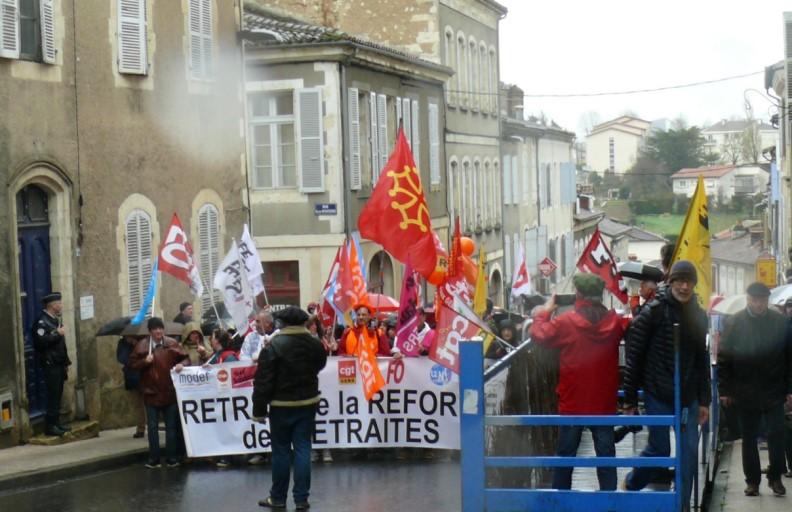
Biểu tình ngày 11 tháng 3 tại Auch ở Occitania

Vào những ngày đầu tháng 3, các chuyến tàu trên khắp đất nước tiếp tục bị ảnh hưởng bởi các cuộc đình công và biểu tình. Có thông tin cho rằng, khoảng từ 1,1 đến 1,4 triệu người đã tham gia trong hơn 260 cuộc biểu tình trên toàn đất nước. Là một phần của các cuộc biểu tình, các thành viên công đoàn đã cố gắng ngăn chặn việc giao những nhiên liệu được thực hiện, với mong muốn ý định là khiến nền kinh tế Pháp phải suy sụp.

Hình ảnh biểu tình vào ngày 7 tháng 3
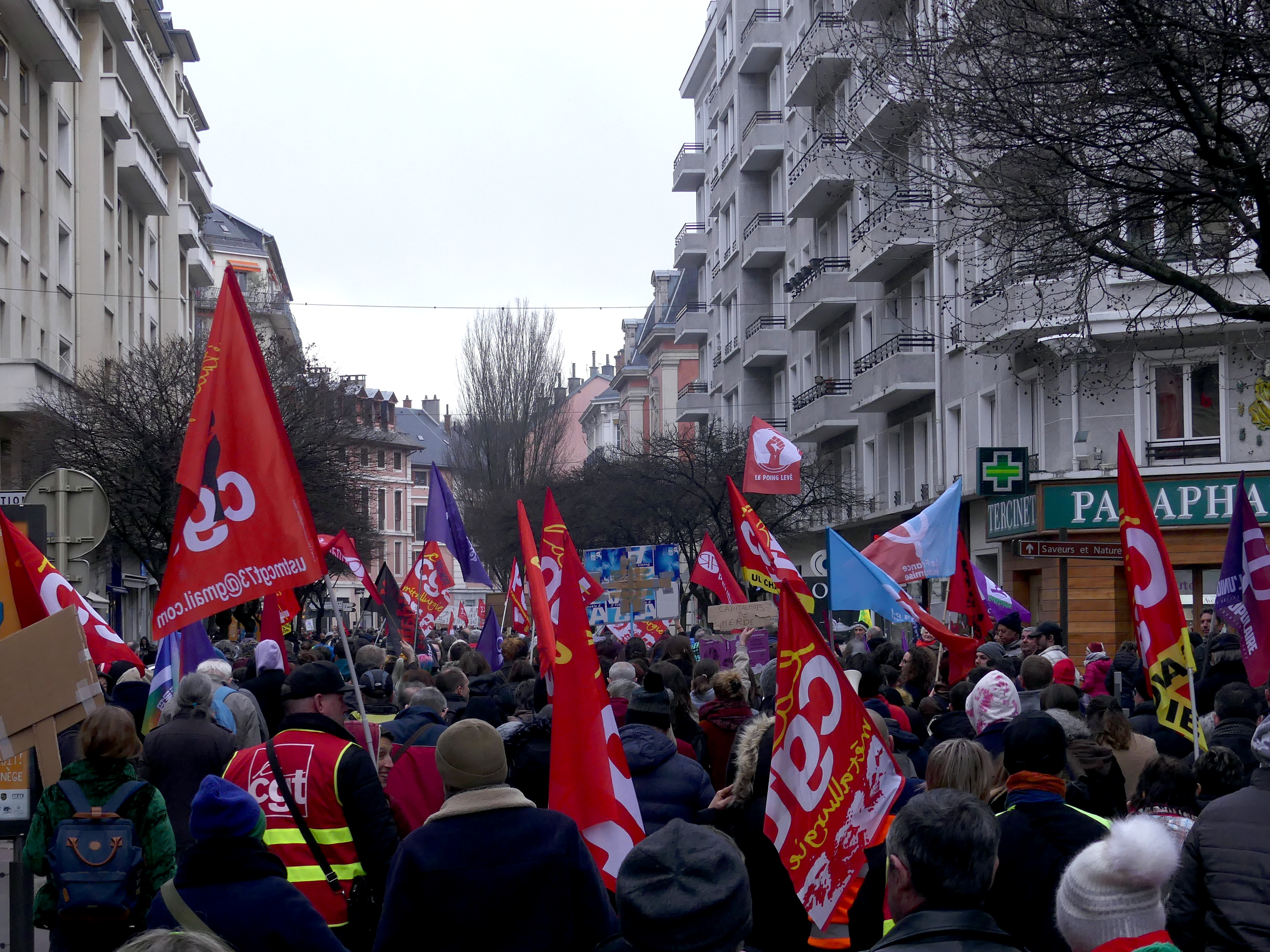
Biểu tình ngày 7 tháng 3 tại Chambéry.
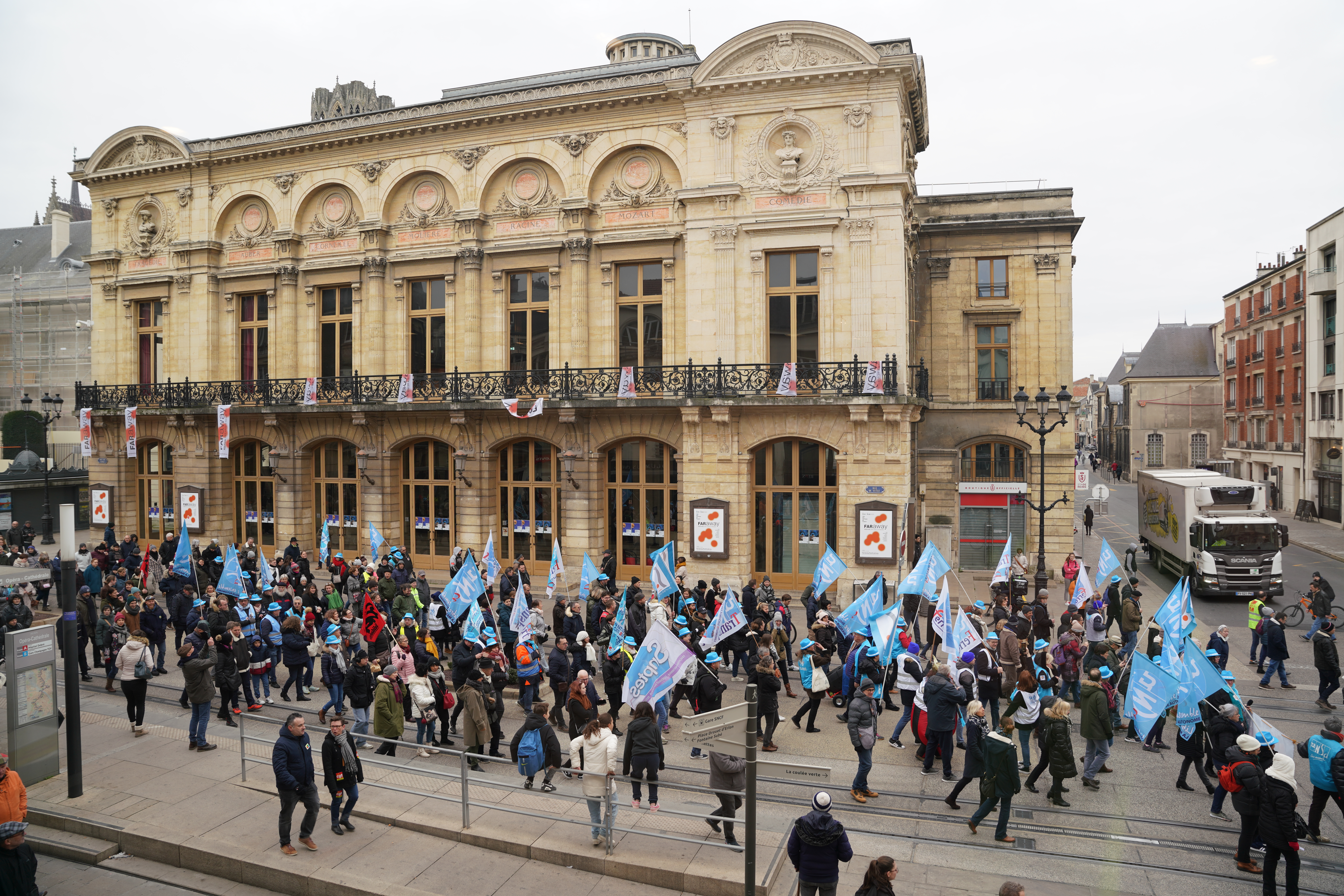
Biểu tình ngày 7 tháng 3 tại Reims.

### 11–12 tháng 3
Vào thứ Bảy, ngày 11 tháng 3, ngày thứ bảy từ các cuộc biểu tình đã được tổ chức để phản đối việc Quốc hội và Thượng viện sẽ bắt đầu tranh luận về việc dự thảo luật, với một cuộc bỏ phiếu cuối cùng được dự kiến vào tháng 3. Macron đã hai lần từ chối các cuộc họp với các công đoàn trong tuần đó. Khoảng hơn 368.000 người đã phản đối, thấp hơn với con số dự kiến là 800.000–1.000.000 người. Vào ngày hôm sau, Thượng viện đã thông qua các cuộc bỏ phiếu ban đầu với tỷ lệ 195–112.

### 15 tháng 3

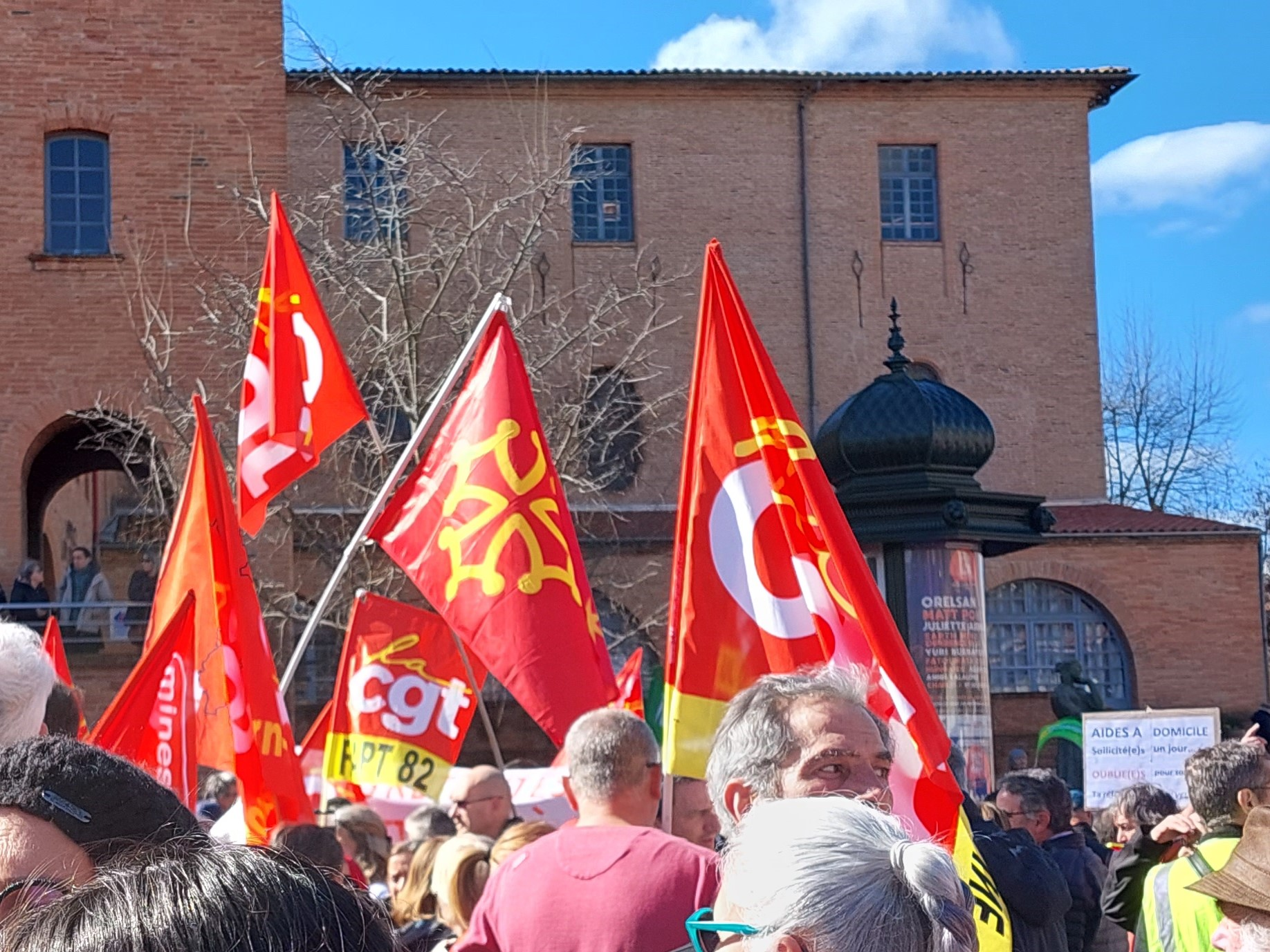
Biểu tình tại Montauban (Occitania) vào ngày 15 tháng 3.

Vào ngày 14 tháng 3, tờ The Guardian đã tuyên bố rằng, "các công đoàn Pháp đã kêu gọi biểu dương lực lượng với ngày cuối cùng của các cuộc đình công và biểu tình trước thềm" với cuộc bỏ phiếu về cải cách tại Quốc hội, sẽ là ngày thứ tám của kỳ bầu cử toàn quốc được huy động. Bộ trưởng Giao thông vận tải Clément Beaune đã cho biết "sẽ có sự gián đoạn đối với giao thông công cộng và các chuyến bay, nhưng khó có khả năng xảy ra ngày "Thứ Tư Đen Tối"", với "...mức độ gián đoạn không giống như các đợt huy động trước đây".
Hơn 200 cuộc biểu tình được báo cáo đã diễn ra trên khắp đất nước. Có những con số trái ngược nhau về số lượng của các cuộc biểu tình; Bộ Nội vụ báo cáo rằng đã có hơn 480.000 người biểu tình trên khắp đất nước, với 37.000 người ở Paris, trong khi CGT lần lượt đếm được hơn 1,78 triệu người trên khắp đất nước và 450.000 người ở Paris. Các số liệu thống kê từ Le Monde đã bác bỏ cả hai tuyên bố này. Được biết, cảnh sát Pháp dự kiến sẽ có thêm khoảng 650.000–850.000 người biểu tình trên toàn quốc, ít hơn so với các cuộc biểu tình lớn nhất vào tuần trước, với các số liệu sơ bộ cho thấy tỷ lệ đình công trong lĩnh vực năng lượng và giao thông vào giữa trưa thấp hơn so với những ngày trước.
Trong số những người đình công có cả tài xế xe lửa, giáo viên trường học, công nhân bến tàu, công nhân nhà máy lọc dầu, cũng như là những người thu gom rác đang tiếp tục hành động đình công kéo dài mười ngày của họ.
Vào buổi chiều, những người biểu tình đã tập trung tại Điện Invalides, với "những bài nhạc âm lượng lớn và các bóng bay đoàn khổng lồ". Cảnh sát đã ra lệnh "dọn sạch đống rác dọc theo các tuyến đường biểu tình" sau khi một số người đã "dùng rác để đốt lửa hoặc ném rác vào cảnh sát trong các cuộc biểu tình gần đây". Những người biểu tình bị bắt đã "được hộ tống bởi một lực lượng an ninh dày đặc" khi họ "di chuyển qua Bờ trái dọc theo những con phố không bị cản trở". Lực lượng cảnh sát báo cáo rằng, một nhóm người biểu tình đã "tấn công một doanh nghiệp nhỏ" và chín người đã bị giam giữ trong vòng ba giờ sau khi cuộc biểu tình bắt đầu. Cuộc biểu tình đã kết thúc tại Quảng trường Italie. Được gọi là "Greve 15 mars" (Đình công 15 tháng 3), cuộc đình công được phối hợp và được tổ chức bởi tám công đoàn.

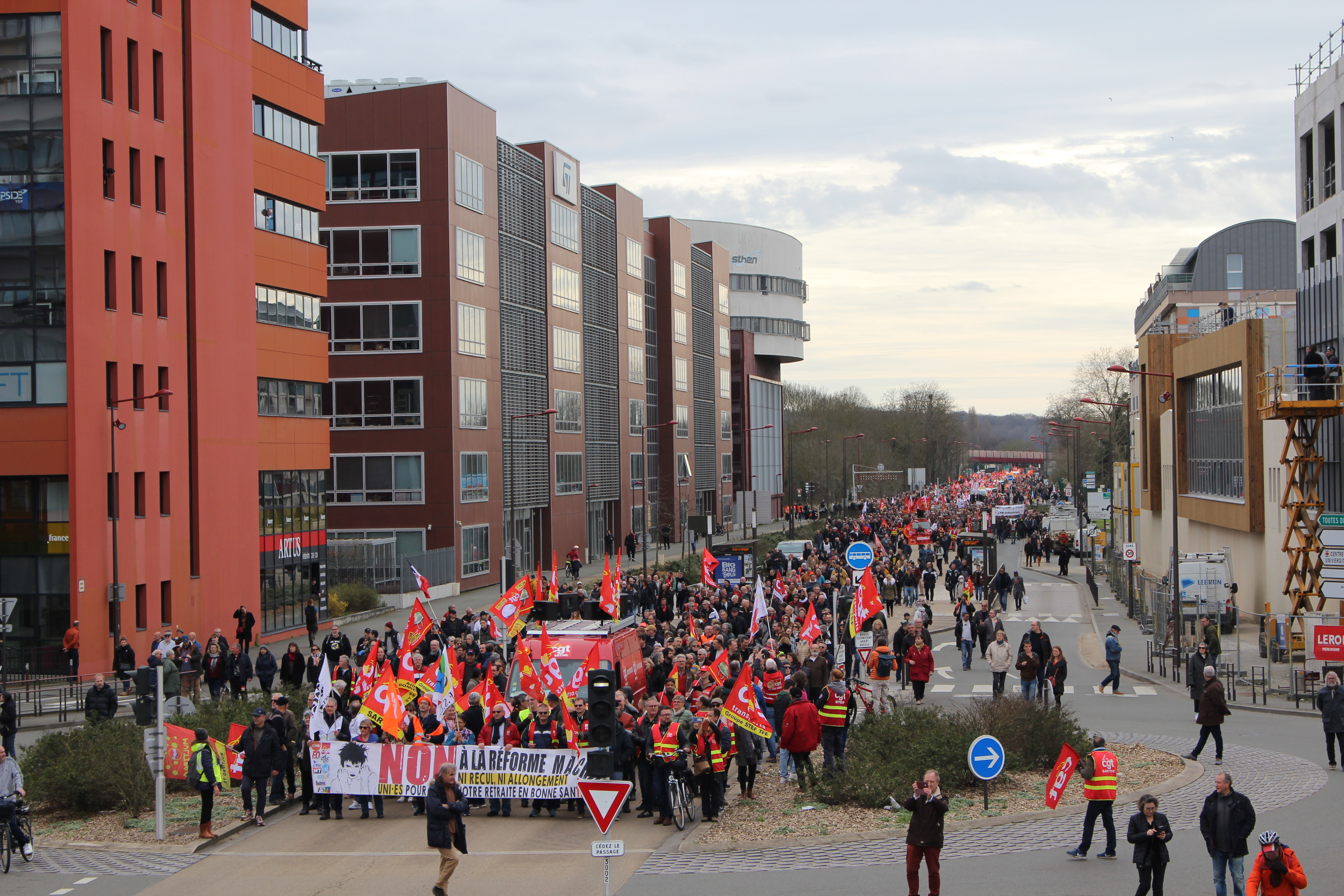
Toàn cảnh cuộc biểu tình do nhiều công đoàn tổ chức vào ngày 15 tháng 3.

Các hoạt động khí đốt tự nhiên hóa lỏng đã bị đình chỉ, với những khu giao thông công cộng bị ảnh hưởng nghiêm trọng; 40% các chuyến tàu cao tốc và một nửa số chuyến tàu trong khu vực đã bị hủy bỏ, với Tàu điện ngầm Paris chạy trễ hơn. DGAC đã cảnh báo về sự chậm trễ, báo cáo rằng 20% các chuyến bay tại sân bay Paris-Orly đã phải hủy bởi các cuộc đình công.
Ở những khu vực khác, tại Rennes, Nantes và Lyon, được cáo buộc theo truyền thông Pháp, các lực lượng an ninh đã chống lại những người biểu tình "bằng bạo lực và xịt hơi cay". Các cuộc biểu tình cũng đã diễn ra tại Le Havre ở Normandy, Nice, và Mulhouse.
Kênh PBS đã đưa tin về Bộ trưởng bộ Nội vụ Gerald Darmanin đã yêu cầu Tòa thị chính Paris cho một số công nhân thu gom rác bắt buộc phải quay trở lại làm việc, đồng thời kêu gọi việc đổ rác dọc các con phố là "một vấn đề sức khỏe cộng đồng". Thị trưởng Paris Anne Hidalgo nói rằng bà ủng hộ các cuộc đình công trong khi phát ngôn viên chính phủ Olivier Véran đã tuyên bố rằng nếu bà không tuân thủ, Bộ Nội vụ sẽ "sẵn sàng hành động thay thế".

### 16 tháng 3

#### Viện dẫn Điều 49.3

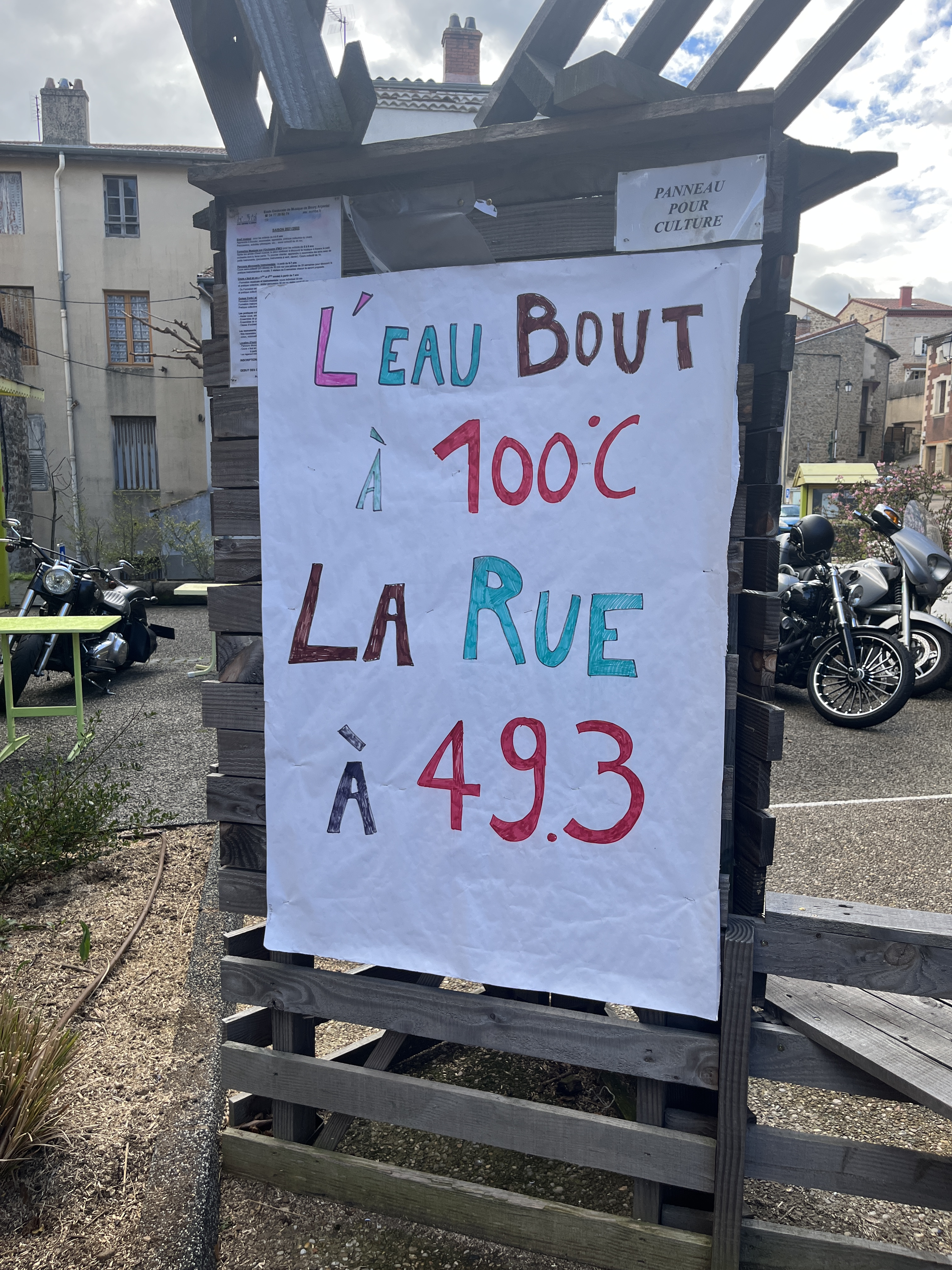
Một tấm áp phích tại Saint-Julien-Molin-Molette thể hiện sự phẫn nộ của những người phản đối cải cách do việc sử dụng điều 49.3 gây ra.

Các cuộc biểu tình sau đó đã nổ ra sau khi ra thông báo cải cách lương hưu sẽ được ban hành mà không cần bỏ phiếu ở quốc hội, Borne đã viện dẫn điều 49.3 của hiến pháp để thực hiện chỉ "vài phút" trước cuộc bỏ phiếu dự luật như theo lịch trình. Bên trong Quốc hội, các nghị sĩ cánh tả ở phe đối lập đã la ó và chế nhạo về thông báo và hát quốc ca để ngăn chặn việc Borne đang phát biểu, buộc phiên họp phải tạm dừng một thời gian ngắn trước khi thông báo của Borne được đưa ra. Đáp lại với các nghị sĩ đang la ó cô, Borne tuyên bố rằng "Chúng ta không thể đánh cược vào lương hưu tương lai của chúng ta... Cải cách là một việc cần phải làm".
Nhà chính khách Marine Le Pen đã tuyên bố rằng, bà sẽ đệ đơn kiến nghị bất tín nhiệm đối với chính phủ, mô tả việc sử dụng Điều 49.3 là một lời thú nhận "bất thường về sự yếu kém", "một sự thất bại hoàn toàn đối với chính phủ", và cô cho rằng Borne nên từ chức. Fabien Roussel từ Đảng Cộng sản, người cũng đã ủng hộ và "kêu gọi những người biểu tình trên đường phố và các đoàn viên công đoàn tiếp tục phát huy", cũng đã tuyên bố rằng, đảng cánh tả đã sẵn sàng thực hiện hành động tương tự; Lãnh đạo Đảng Xã hội Olivier Faure đã "cáo buộc Macron" rằng, ông đã triển khai một cuộc đảo chính lâu dài "để thông qua luật pháp". Tờ The Week nói rằng "Macron và chính phủ của ông đã khẳng định là cần phải cải cách để giữ cho hệ thống lương hưu có khả năng thanh toán và giữ cho các khoản vay của chính phủ ở mức độ thấp có thể chấp nhận được".
Các chính trị gia từ khắp các lĩnh vực chính trị đã lên án về động thái này. Các nghị sĩ bảo thủ, chẳng hạn như những người từ Đảng Cộng hòa, những người mà Macron đã dựa vào để được ủng hộ trong các cuộc bỏ phiếu tại Quốc hội, họ đã "chỉ trích chính phủ, cảnh báo rằng hành động của họ sẽ khiến những người chống đối trở nên cực đoan hơn và sẽ cắt xén tính hợp pháp dân chủ". Tờ The Times đã đưa tin rằng, Macron được cho là đã "hy vọng trước đó vào thứ 5 sẽ tổ chức — và ông sẽ giành chiến thắng — một cuộc bỏ phiếu tại quốc hội nhưng đã thay đổi chiến thuật sau khi biết rằng chỉ có 35 trong số 64 nghị sĩ của Đảng Cộng hòa ủng hộ cho việc cải cách, khiến ông đa số không thể đạt được", trích dẫn từ Bộ trưởng Lao động Olivier Dussopt, người đã nói rằng họ "đã làm mọi thứ để có một cuộc bỏ phiếu cho đến những phút cuối cùng". Các nghị sĩ của Đảng dân chủ, những người đã liên kết với các nhóm Phục hưng của Macron, cho biết rằng quyết định đó buộc phải thông qua dự luật "là một sai lầm"; Erwan Balanant cho biết "ông đã rời phòng quốc hội" trong tình trạng khá sốc"", trong khi "các nghị sĩ trung gian khác nói rằng đó là một sự lãng phí và nó thể hiện sự yếu kém".

#### Phản ứng

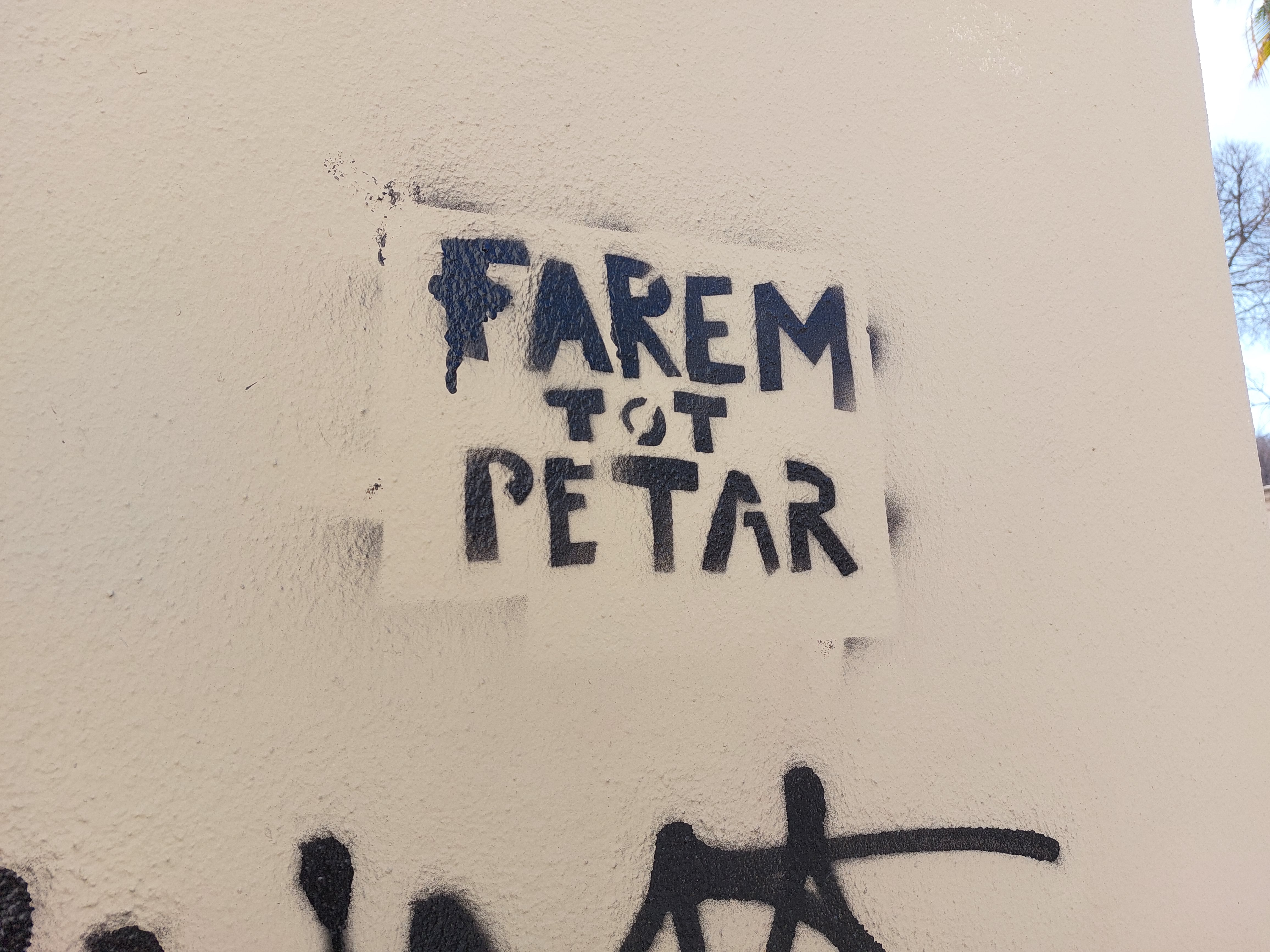
Một lời cảnh báo được vẽ bằng sơn xịt trên tường ở Marseille, ghi rằng "Farem tot petar" ("Chúng tôi sẽ phá vỡ mọi thứ", bằng tiếng Occitan)

Tại Quảng trường Concorde, hàng nghìn người đã phản đối cho thông báo trên (con số còn tranh cãi giữa 2.000 và 7.000 người biểu tình). Kênh France 24 đã đưa tin rằng đó là một "cuộc biểu tình tự phát và không có kế hoạch" trước đó, tờ Le Monde đã tuyên bố rằng nó đã "được tổ chức bởi công đoàn Solidaires và được tòa án hành chính cho phép". Lãnh đạo đảng La France Insoumise là Jean-Luc Melenchon đã phát biểu trước đám đông, tuyên bố rằng Macron đã "vượt qua ý chí của người dân". Ông cũng tuyên bố thêm cuộc cải cách sẽ "không có tính hợp pháp – sẽ không có trong quốc hội, cũng như là trên đường phố". Có thể nhiều người đã tham gia cuộc biểu tình ở Paris sau khi bị cảnh sát từ chối "phong tỏa nhà kho Veolia tại Aubervilliers".

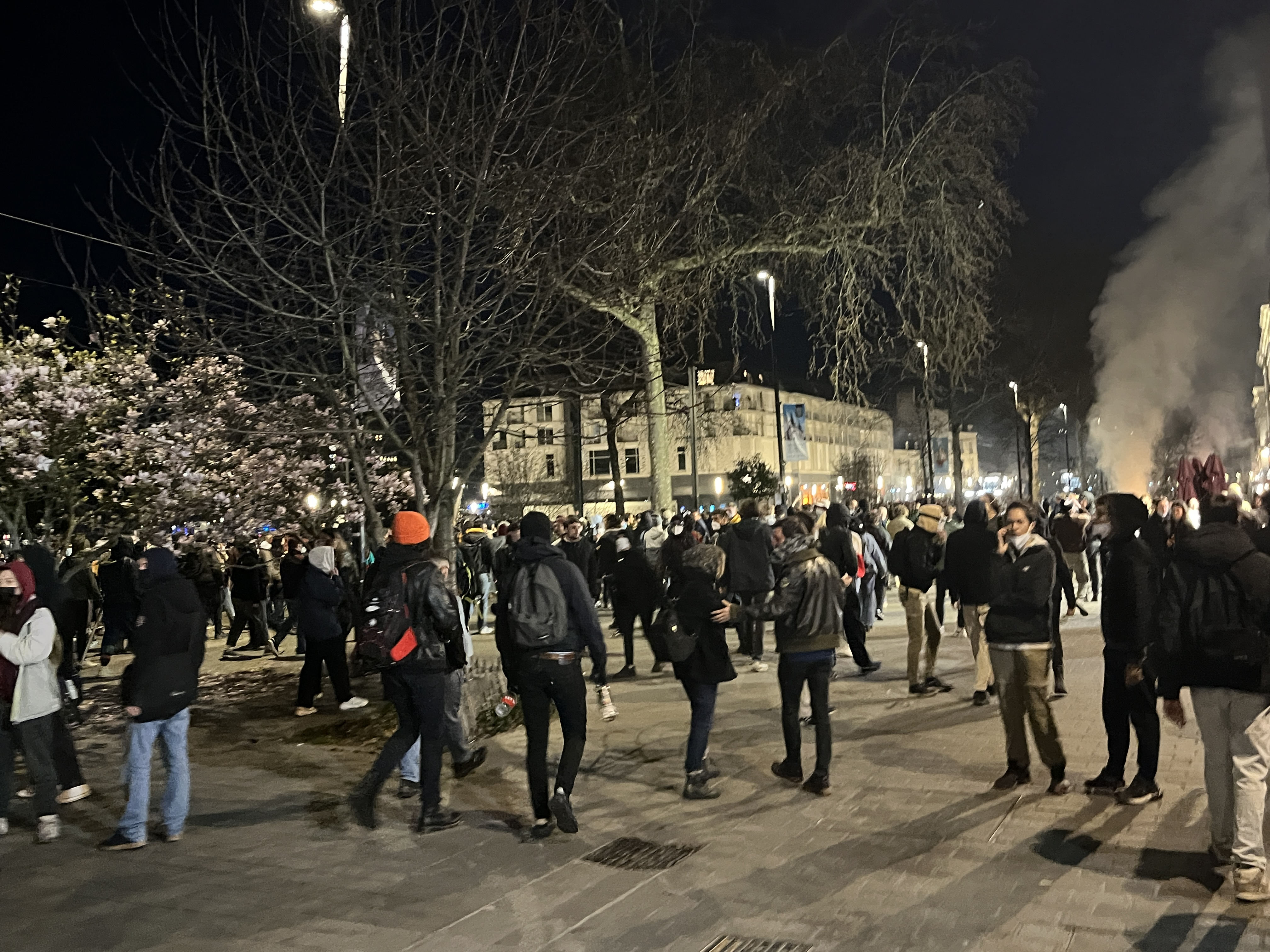
Biểu tình tại Nantes vào tối ngày 16 tháng 3.

Sau đó, một đống lửa đã được đốt lên khi cảnh sát đang được trang bị khiên và dùi cui và triển khai hơi cay trong nỗ lực giải phóng quảng trường vào khoảng 8 giờ tối. Trong đó, một sĩ quan được cho là đã bị thương.
Khi màn đêm buông xuống, 120 người biểu tình được cho là đã bị bắt, theo cảnh sát Paris, "vì tội tình nghi tìm cách gây thiệt hại";  đến 11:30 đêm, con số sau đó đã tăng lên 217 người. Những người biểu tình ở đó được quan sát là đã ném những viên đá vào lực lượng cảnh sát đang tập trung trước khi họ tiến vào để giải tán các nhóm, lực lượng cảnh sát đã sử dụng hơi cay và vòi rồng, với những nhóm người biểu tình nhỏ hơn đã chạy xuống các con phố bên cạnh và đốt những đám cháy nhỏ, chẳng hạn như đốt đống rác, và đã "gây thiệt hại cho mặt tiền cửa hàng". Nhiều chướng ngại vật tạm bợ trên đường phố Paris đã bị đốt cháy.
CGT đã công bố về các cuộc đình công và biểu tình vào ngày 23 tháng 3; người đứng đầu các cuộc đình công trên, Philippe Martinez, nói rằng việc ép buộc thông qua luật pháp đã "thể hiện sự khinh miệt đối với người dân", với các công đoàn đã mô tả động thái của chính phủ là "sự phủ nhận hoàn toàn cho nền dân chủ". Kênh France 24 cũng đã nhận xét rằng "những người theo công đoàn cũng tỏ ra mạnh mẽ, ca ngợi một chiến thắng về mặt đạo đức ngay cả khi họ tố cáo" hành vi vi phạm dân chủ "của Macron".
Các cuộc biểu tình đã diễn ra ở nhiều thành phố khác, chẳng hạn như Rennes, Nantes, Lyon, Toulouse và Marseille. Sau đó, một vài cửa sổ cửa hàng và mặt tiền của ngân hàng đã bị đập phá, một phần là do "các nhóm cánh tả cấp tiến", với các cửa hàng bị cướp phá. Các cuộc biểu tình ở ba thành phố trước đây được cho là nguyên nhân dẫn đến đụng độ giữa người biểu tình và cảnh sát, và tại Lyon bao gồm khoảng "400 người tập trung trước các văn phòng hành chính, kêu gọi tổng thống từ chức". Đã có một cuộc phong tỏa ngắn đối với Thư viện Quốc gia vào đầu ngày hôm đó.
Ngày hôm sau, Bộ trưởng Nội vụ Gérald Darmanin đã nói với đài phát thanh RTL rằng 310 người đã bị bắt liên quan đến hành động biểu tình trên toàn quốc, trong đó có 258 người ở Paris.
Macron đã không đưa ra bất kỳ bình luận công khai nào vào ngày 16 tháng 3, nhưng AFP đã đưa tin rằng "ông đã nói trong một cuộc họp nội các kín: "Bạn không thể đùa giỡn với tương lai của đất nước".

### 17 tháng 3
Các cuộc biểu tình một lần nữa lại diễn ra tại Quảng trường Concorde, với sự tham gia của hàng nghìn người "kết hợp thêm những bài hát, nhảy múa và đốt lửa với quy mô lớn", những người biểu tình đã hô vang khẩu hiệu "Đánh thuế người giàu" (Taxez les riches !),  trước khi cảnh sát chống bạo động can thiệp bằng bình xịt hơi cay để phong tỏa quảng trường, sau khi một số người đã "leo lên giàn giáo trên một công trường đang cải tạo, tự trang bị đồ dùng bằng gỗ cho mình" và "ném pháo hoa và đá lát vào cảnh sát trong tình thế bế tắc". Trên Twitter, một đoạn clip về những người biểu tình đã tụ tập ở Quảng trường và hô vang câu: "Louis XVI, chúng ta đã chặt đầu hắn, Macron, chúng ta có thể bắt đầu lại" (Louis XVI on l’a décapité, Macron on peut recommencer !). Video đã lan truyền một cách nhanh chóng, cùng với những người biểu tình nói chung hơn là đang kêu gọi Macron hãy từ chức. Đài truyền hình BFMTV đã đưa tin rằng, cảnh sát đã bắt giữ 61 người sau các cuộc biểu tình vào ngày hôm đó. Tờ The Times cũng đã tuyên bố rằng, "hàng ngũ của những người biểu tình đang tăng lên bởi các thành viên của 'khối đen' – những kẻ đã gây rối những người trẻ tuổi đeo mặt nạ ra tay gây chiến". Đáng chú ý, người đứng đầu liên minh 'ôn hòa' CFDT, Laurent Berger, nói rằng một sự thay đổi trong chính phủ hoặc Thủ tướng "sẽ không dập tắt ngọn lửa này, mà chỉ rút lại đi cuộc cải cách".
Ngoài ra, Đại lộ Périphérique của Paris đã bị "gián đoạn gần 200 phút trong giờ cao điểm" vào buổi sáng, bởi các nhà hoạt động CGT. Cũng có thông tin cho rằng, đã có "các cuộc đình công leo thang" ở các nhà máy lọc dầu, với việc phong tỏa một nhà máy lọc dầu không xác định ở miền nam nước Pháp đã bắt đầu sớm hơn trong ngày hôm đó. Một đại diện của CGT đã tuyên bố rằng, các cuộc đình công sẽ "buộc phải đóng cửa" nhà máy lọc dầu Normandy của TotalEnergies vào cuối tuần, nhằm thúc đẩy hành động công nghiệp; một cuộc đình công luân phiên đã diễn ra ngay tại đó, với những người biểu tình tiếp tục cung cấp ít nhiên liệu hơn bình thường từ các địa điểm khác. (Trang DW đã báo cáo vào ngày 18 tháng 3 rằng Dù thế nào, CGT vẫn phải đóng cửa nhà máy vào tối thứ Sáu.) Trang cũng đã thông báo về việc mở rộng các hàng rào tại Tập đoàn Điện lực Pháp.
Các cuộc biểu tình và đình công với quy mô nhỏ hơn đã diễn ra tại Bordeaux, Toulouse, Toulon và Strasbourg. Các phương pháp phản đối cụ thể trên khắp nước Pháp được báo cáo hâu như là phá hủy đồ đạc trên đường phố, đốt thùng rác và đập vỡ cửa sổ. Tại Dijon, những người biểu tình đã đốt hình nộm của Macron. Các cuộc biểu tình cũng đã diễn ra ở các thị trấn nhỏ hơn như Laval và Évreux.
Trước đó cùng ngày, cảnh sát đã xịt hơi cay vào các sinh viên biểu tình gần Đại học Sorbonne, một số học sinh còn phải bước ra khỏi giảng đường. Tại Lille, Viện Nghiên cứu Chính trị đã bị sinh viên biểu tình phong tỏa. Những người đình công của công đoàn CGT đã "bỏ phiếu ngừng sản xuất tại một trong những nhà máy lọc dầu lớn nhất đất nước vào cuối tuần này hoặc muộn nhất là vào thứ Hai", bởi vì "đã có một cuộc đình công liên tục tại địa điểm ở phía bắc khu Tổng năng lượng điên lực Normandy, và việc ngừng sản xuất sẽ khiến cho tình hình công nghiệp trở nên leo thang", hành động đó đã làm dấy lên lo ngại về tình trạng thiếu nhiên liệu", cùng với việc các công nhân biểu tình sẽ tiếp tục "cung cấp ít nhiên liệu hơn". Tại Bordeaux, "hàng chục" người biểu tình đã xâm phạm đường ray tại nhà ga xe lửa chính, bao gồm cả các thành viên công đoàn CGT, với lá cờ CGT và NPA đã được tung bay. Tại Donges, một thông báo chốt chặn đã được đặt gần các kho chứa dầu của nhà máy lọc dầu Total S.A;  tại Valenciennes, những công nhân đình công đã chặn đường vào một kho nhiên liệu trong khi cảnh sát chống bạo động đã được quan sát thấy đang tháo lốp xe trên con đường gần đó; các công nhân thu gom rác đang biẻu tình đã đụng độ với cảnh sát tại một lò đốt ở xã Ivry-sur-Seine; và việc phải phong tỏa cảng Marseille do các công nhân CGT đình công vẫn tiếp tục. Các công đoàn từ SNCF, công ty điều hành xe lửa quốc gia, cũng đã "kêu gọi công nhân tiếp tục một cuộc đình công liên tục khác".
Một đề nghị bất tín nhiệm đa đảng đã được đưa ra trước Quốc hội vào đầu ngày hôm đó. Dẫn đầu bởi nhóm trung tâm Liot, được đồng ký kết bởi NUPES, với tổng số 91 nghị sĩ từ 5 nhóm nghị viện khác nhau đã được ký kết. Vào cuối ngày, đảng Mặt trận Quốc gia Pháp đã đệ trình một kiến nghị bất tín nhiệm riêng biệt, được ký bởi 81 nghị sĩ liên đảng; cùng với lãnh đạo đảng Le Pen đã cho biết quyết định thúc đẩy thay đổi lương hưu là một "thất bại hoàn toàn đối với chính phủ".
Trên đài phát thanh RTL, Bộ trưởng Nội vụ đã "cảnh báo về sự chống đối, cái mà ông gọi là sự hỗn loạn của các cuộc biểu tình ngẫu nhiên, bộc phát trên đường phố", mô tả rằng "ông chấp nhận việc phản đối là hợp pháp, các cuộc biểu tình là hợp pháp, nhưng phá hoại thì không, và ông đã tố cáo một sự thật rằng những hình nộm của Macron, Borne và các bộ trưởng khác đã bị đốt cháy trong một cuộc biểu tình ở Dijon" và cho rằng "các tòa nhà công cộng đã bị nhắm mục tiêu". Aurore Bergé, người đứng đầu phong trào Phục hưng trong quốc hội, đã viết thư cho Darmanin yêu cầu ông "đảm bảo về độ an toàn của các nghị sĩ hay lo sợ bạo lực chống lại họ", bởi vì "cô sẽ không chấp nhận các nghị sĩ sống trong một nỗi sợ bị trả thù". Và ông trả lời rằng: "cảnh sát sẽ cảnh giác và chống lại bất kỳ bạo lực nào nhắm vào các nhà lập pháp".

### 18 tháng 3
Vào ngày 18 tháng 3, có thông tin cho rằng, các cuộc biểu tình ở Paris đã bị cấm tại Quảng trường Concorde, đối diện với quốc hội, cũng như là ở Đại lộ Champs-Élysées. Cảnh sát giải thích điều này là do "nguy cơ gây rối loạn trật tự công cộng và an ninh nghiêm trọng", đồng thời còn cho biết thêm về những người không tuân theo mệnh lệnh này có thể sẽ bị phạt. Tuy nhiên, một ngọn lửa đã được thắp lên tại Quảng trường Concorde, với một hình nộm của Macron đã được thả xuống để cổ vũ. Mặc dù vậy, các cuộc biểu tình lan rộng vẫn được báo cáo tại Paris, với một cuộc biểu tình thay vì được lên kế hoạch tại Quảng trường Italie ở phía nam Paris lúc 6 giờ chiều tối hôm đó, tại khu vực đó, những người biểu tình đã hô vang, một lần nữa, yêu cầu Macron từ chức: "Macron sẽ sụp đổ, chúng ta sẽ chiến thắng !". 4.000 người biểu tình đã có mặt vào ngày hôm đó. Rào chắn đã được dựng lên trên đường phố, thùng rác bị đốt cháy, những khung kính trên các tầm biển quảng cáo và nhà chờ xe buýt đã bị đập vỡ. Rào chắn được sử dụng để chặn các tuyến trên đường phố và các chai lọ được ném vào các cảnh sát chống bạo động, những người đã sử dụng bình xịt hơi cay và vòi rồng để giải tán những người biểu tình. 81 vụ bắt giữ đã được thực hiện trong các vùng lân cận. những người biểu tình đã tập trung tại Quảng trường Italie ngay sau đó và đã "biểu tình về phía nhà máy đốt rác thải lớn nhất châu Âu, nơi đã trở thành tâm điểm của sự căng thẳng", một số người đã đốt thùng rác và hô vang khẩu hiệu chẳng hạn như đường phố là của chúng ta "khi còi báo động của lính cứu hỏa kêu rền rĩ". Tờ Politico, trích lời Bộ Nội vụ, sau đó đã báo cáo hơn 122 người đã bị bắt tại Paris, với tổng số 169 người trên toàn quốc.

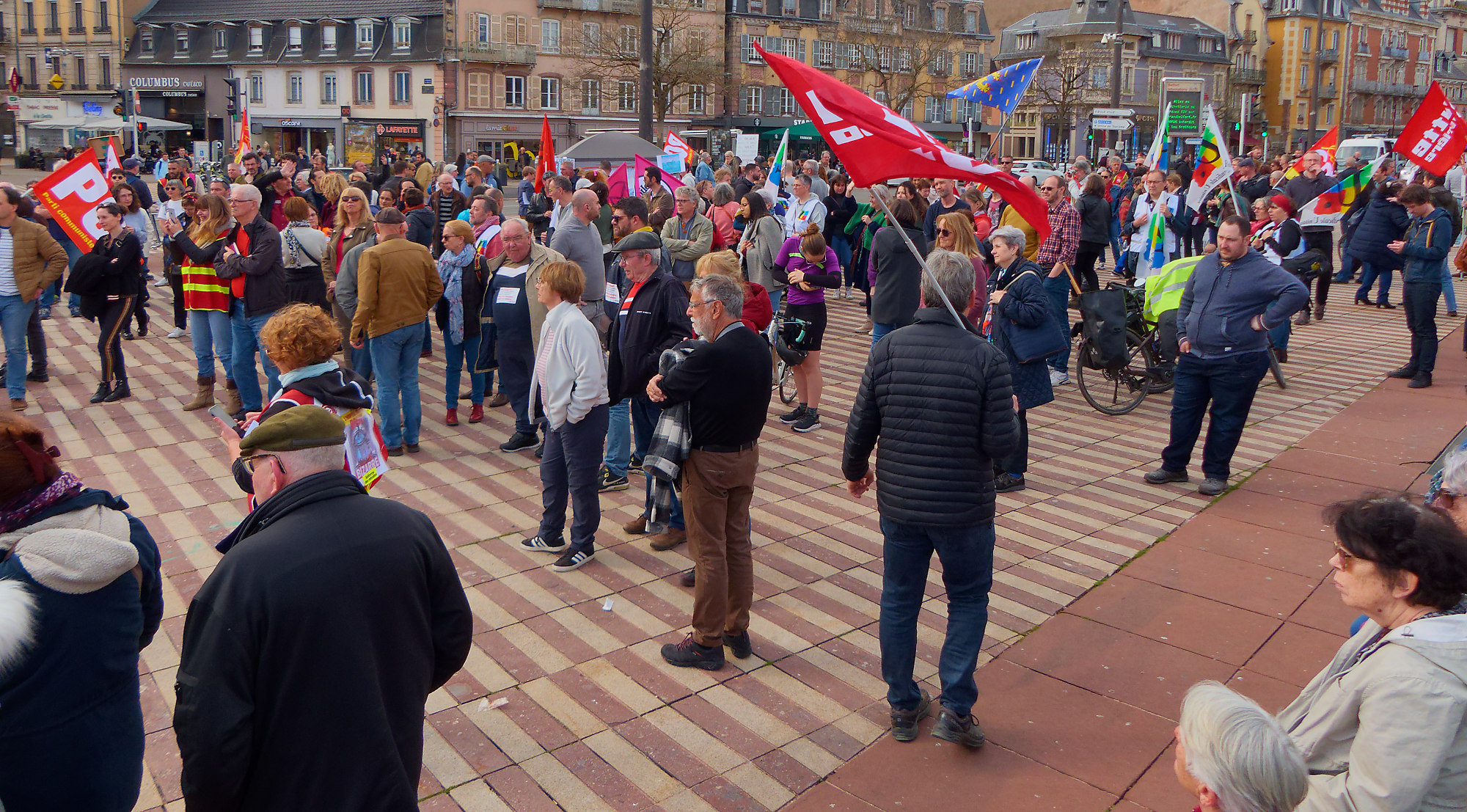
Những người biểu tình đã tập hợp ở Belfort vào chiều ngày 18 tháng 3.

Cảnh sát cũng đã sử dụng bình xịt hơi cay để chống lại những người biểu tình phóng hỏa ở Bordeaux, khi đài BFMTV công chiếu các cuộc biểu tình ở các thành phố lớn như Marseille, Compiegne, Nantes (nơi có khoảng một nghìn người biểu tình), Brest, và Montpellier, với khoảng hơn 200 người biểu tình ở Lodeve tại miền nam nước Pháp. Tại thành phố Nice, văn phòng chính trị của lãnh đạo đảng Cộng hòa, Eric Ciotti, đã bị lục soát, với những dòng chữ đe dọa được để lại, viết rằng: "Nếu đảng này từ chối ủng hộ bất kỳ động thái bất tín nhiệm nào đối với chính phủ, bạo loạn sẽ ập đến". Vào buổi chiều tại Nantes, những người biểu tình đã ném những chai lọ vào cảnh sát, họ cũng đã đáp trả bằng hơi cay; mặc dù vậy, trang DW đã mô tả các cuộc biểu tình ở Nantes, cũng như là ở Marseille và Montpellier, là "hầu hết các cuộc biểu tình ôn hòa", cũng như trang AP. Họ cũng đã báo cáo rằng ở Marseille, những người biểu tình đã trốn tránh cảnh sát và đã chiếm một nhà ga xe lửa chính trong khoảng 15 phút. Ở Besancon, hàng trăm người biểu tình đã đốt một lò than và đốt những tấm thẻ cử tri. Tại Lyon, một số người biểu tình đã cố gắng đột nhập vào một tòa thị chính và phóng hỏa, cảnh sát đã bắt giữ được 36 người; Lực lượng cảnh sát đã nhận định rằng "các nhóm cá nhân bạo lực đã gây ra các cuộc đụng độ".
Người phát ngôn của TotalEnergies đã báo cáo rằng, khoảng 37% nhân viên vận hành tại các nhà máy lọc dầu và kho chứa, chẳng hạn như tại Feyzin và Normandy, đang xảy ra các cuộc đình công. Các cuộc biểu tình cũng đã tiếp tục diễn ra trên đường sắt. Các sinh viên và các nhà hoạt động từ tập thể Cách mạng Thường trực đã "xâm chiếm" khu trung tâm mua sắm Forum des Halles, với những biểu ngữ kêu gọi tổng đình công và hô vang Paris "hãy đứng lên" và "vùng lên", và thả những ống khói đỏ. Đại diện của một số công đoàn và cũng đại diện cho những người thu gom rác thải đã cho biết những người đình công ở 3 lò đốt rác bên ngoài Paris sẽ cho phép một số xe tải đi qua để "hạn chế nguy cơ bùng phát dịch bệnh", trong khi cảnh sát lại tuyên bố xe tải từ 5 kho đã hoạt động trở lại. CGT cũng đã thông báo "những người đình công đã tạm dừng sản xuất tại hai nhà máy lọc dầu vào cuối tuần qua".
CGT đã thông báo đóng cửa nhà máy lọc dầu lớn nhất của Pháp, địa điểm Gonfreville-L'Orcher (Seine-Maritime) của TotalEnergies, và "ít nhất hai nhà máy lọc dầu có thể sẽ ngừng hoạt động bắt đầu từ thứ Hai". Bộ trưởng Công nghiệp Roland Lescure đã tuyên bố chính phủ có thể ra lệnh cho những người đình công quay trở lại làm việc để có thể tránh nguy cơ về tình trạng thiếu nhiên liệu.
Đài AP cũng đã đưa tin rằng, DGAC đã yêu cầu hủy 30% các chuyến bay tại Sân bay Orly và 20% tại Marseille vào Thứ 2 ngày 20 tháng 3.

### 19 tháng 3
Vào buổi tối hôm đó, "hàng trăm" người biểu tình đã được báo cáo ở các thành phố như Paris, Lyon, Marseille và Lille. Tại Marseille, một ngọn lửa lớn đã được đốt lên, với một đám đông người biểu tình cùng nhảy múa xung quanh ngọn lửa.
Một số khu vực lân cận của Paris tiếp tục bị gián đoạn từ việc thu gom rác thải; Philippe Martinez từ đài CGT đã "kêu gọi" các công nhân thu gom rác tại Paris hãy tiếp tục cuộc đình công mà đã kéo dài hai tuần nay. Vài trăm người biểu tình đã đứng bên ngoài khu trung tâm mua sắm Les Halles trước khi lực lượng cảnh sát đến nơi và giải tán đám đông. Vào đầu ngày chủ nhật, "hàng chục" nhà hoạt động công đoàn đã tiến hành cuộc đình công qua một trung tâm mua sắm ở Rosny-sous-Bois, và ô tô được phép đi qua trạm thu phí trên cung đường cao tốc A1 và A13 miễn phí trong ngày hôm đó. Các nhà máy lọc dầu vẫn tiếp tục trong tình trạng ngừng hoạt động, với các báo cáo về việc hàng chục các loại xe phương tiện phải đứng xếp hàng để đổ xăng ở miền nam nước Pháp; các nhà chức trách đã cố gắng tuyên bố rằng "nguồn cung phải đủ cao để tránh tình trạng thiếu hụt".
Đáp lại các báo cáo về việc các văn phòng bầu cử của nhiều nghị sĩ khác nhau đã bị phá hoại, Macron đã gọi điện cho người phát ngôn của cả hai viện quốc hội để khẳng định sự ủng hộ của ông đối với tất cả các nhà lập pháp và cho biết chính phủ đã được huy động để "chuẩn bị mọi thứ cho sự an toàn của chính họ" vào cuối ngày 19 tháng 3.
Macron cũng đã đưa ra một tuyên bố công khai đầu tiên kể từ ngày 16 tháng 3; phát biểu với hãng thông tấn AFP, nói rằng ông đang hy vọng có một "văn bản nói về lương hưu có thể đi đến cuối hành trình dân chủ của nó với sự tôn trọng của tất cả mọi người". Bruno Le Maire, Bộ trưởng bộ Tài chính, đã nhận xét thêm rằng; "trong số chúng ta, những người có khả năng sẽ dần dần cần phải làm việc nhiều hơn để tài trợ cho mô hình xã hội của chính chúng ta, một trong những mô hình xã hội hào phóng nhất thế giới". Lãnh đạo Đảng Cộng hòa, Eric Ciotti, cho biết rằng, đảng của ông sẽ không ủng hộ cho các động thái bất tín nhiệm, vì ông luôn "từ chối về việc 'thêm hỗn loạn vào hỗn loạn'"; do đó, họ cho rằng các chuyển đổi sẽ không được thông qua, bởi vì Đảng Cộng hòa đang đóng một vai trò là những người làm vua trên thực tế trong Quốc hội, cả khối của Macron và các đảng đối lập khác đều không chiếm đa số. Jean-Luc Melenchon từ liên minh NUPES đã thông báo với đài RTL rằng "chừng nào cuộc cải cách 64 năm còn đang được bàn thảo, chúng ta buộc phải duy trì nó, nhưng vẫn chỉ trích về việc sử dụng bạo lực, hãy khuyên những người biểu tình phải cố gắng không làm cho cuộc đấu tranh của họ trở nên vô hình với những thông lệ sẽ chống lại cho chính họ, vì "Macron... đang trông cậy vào việc mọi người sẽ đi quá xa, để kiếm lợi từ những tình huống sợ hãi"". Tờ The Times đã đưa tin cho rằng, để đáp lại việc đảng của Ciotti đã từ chối ủng hộ các kiến nghị và nói rằng một số nghị sĩ của Đảng Cộng hòa có thể sẽ không tuân theo quyết định của nhà lãnh đạo, chủ tịch Mặt trận Quốc gia Pháp Jordan Bardella đã cố gắng "thuyết phục nhiều người cùng làm theo bằng cách hứa rằng đảng của ông sẽ không bao giờ bỏ cuộc cho các ứng cử viên sẽ chống lại họ nếu cuộc khủng hoảng phải dẫn đến một cuộc bầu cử".

### 20 tháng 3

#### Ban ngày
Vào ngày 18 tháng 3, trang DW đã báo cáo rằng các nhà lãnh đạo công đoàn đã dự đoán về một số sân bay sẽ phải chứng kiến gần 1/3 số chuyến bay bị hủy vào ngày 20 tháng 3 do các hành động đình công. Cả hai hãng hàng không của Anh là EasyJet và Ryanair đã cảnh báo cho những hành khách về sự gián đoạn này. Hãng Ryanair cho biết rằng họ "có thể sẽ phải hủy và hoãn các chuyến bay đến và đi từ Pháp từ ngày 20 cho đến ngày 23 tháng 3". Hãng đường sắt Eurostar đã thông báo rằng các chuyến tàu sẽ chạy bình thường vào ngày 20 và 21 tháng 3, nhưng dịch vụ giao thông công cộng ở Lille có thể sẽ bị gián đoạn vào ngày 20 tháng 3.
Vào buổi sáng, những đống rác được đốt xung quanh đường vành đai Rennes như là một phần của việc phong tỏa con đường, với những người biểu tình cũng phong tỏa các địa điểm thu gom rác thải và cả kho dầu Vern-sur-Seiche gần đó cũng đã bị phong tỏa. Cuộc phong tỏa con đường đã có sự tham gia của "hàng trăm người". Cuộc biểu tình đã bắt đầu lúc 6:30 sáng, và dẫn đến việc "hệ thống giao thông ở quanh thành phố đã bị đình trệ với chiều dài hơn 24km". Cảnh sát đã phải sử dụng bình xịt hơi cay nhằm tấn công những người biểu tình đang đi trên đường và ở trên các cánh đồng xung quanh. Ngay trước khi giữa trưa, họ đã thông báo rằng, tất cả những người biểu tình đã được giải tán. Tuy nhiên, một con đường bị hư hỏng ở Porte de Saint-Malo đồng nghĩa với việc giới hạn tốc độ đành phải tạm thời giảm xuống còn 70 km/h. Trang Crisis24 đã cho biết về tình trạng hoạt động công nghiệp tại các nhà máy lọc dầu đã "bắt đầu ảnh hưởng đến nguồn cung cấp nhiên liệu", với tình trạng thiếu nhiên liệu tại các trạm, "đặc biệt" ở Marseille và miền nam của đất nước. Vào ngày 17 tháng 3, kênh Sky News đã tuyên bố rằng, các cuộc đình công thu gom rác sẽ tiếp tục cho đến ít nhất là ngày 20 tháng 3.
Công ty SNCF đã cảnh báo về "sự gián đoạn đối với các dịch vụ xe lửa liên thành phố và khu vực", chỉ còn có hai trong số ba chuyến tàu vẫn còn có thể chạy được trên một số tuyến đường từ mạng lưới RATP của Paris. Trang Crisis24 đã báo cáo rằng, sự gián đoạn như vậy có thể sẽ tiếp tục cho đến ngày 23 tháng 3, khi các cuộc đình công trên toàn quốc sẽ làm trầm trọng thêm việc cung cấp dịch vụ.
Vào ngày 17 tháng 3, các công đoàn giáo viên đã kêu gọi đình công trong những tuần tiếp theo, có thể sẽ làm gián đoạn cho kỳ thi tú tài của Pháp, sẽ bắt đầu vào ngày 20 tháng 3. Laurent Berger từ công đoàn CFDT đã tuyên bố rằng cô mong muốn một kỳ thi mà không bị gián đoạn bởi vì chúng chỉ có thể làm trầm trọng thêm mức độ căng thẳng vốn đã cao của các học sinh đang chuẩn bị tham gia kỳ thi.
39% công nhân của tập đoàn TotalEnergie đã bắt đầu đình công. Tờ Le Monde đã đưa tin cho rằng một nửa "các trạm đổ xăng đã thiếu một hoặc nhiều nhiên liệu ở các vùng đông nam tại Provence-Alpes-Côte d'Azur, họ yêu cầu chính quyền địa phương phải hạn chế bán hàng cho đến thứ 5", với việc cấm đổ đầy jerrycan, và "nhiều khu vực" ở phía tây nước Pháp đang bị ảnh hưởng bởi việc phải tiếp tục phong tỏa và đóng cửa nhà máy lọc dầu Donges. Ngoài ra, họ đã trích dẫn số liệu từ hành lang dầu mỏ UFIP rằng, 7% các trạm xăng dầu trên toàn đất nước đang bị ảnh hưởng bởi tình trạng thiếu nhiên liệu, (con số đã tăng lên 3% trước cuối tuần; và chỉ có 5–8 trong số 200 cơ sở lưu trữ đã bị chặn) có nghĩa là "người dân ở các thành phố lớn nói riêng sẽ phải cố gắng "chịu đựng"; điều này còn tồi tệ hơn ở một số khu vực, như ở Marseille, "khoảng một nửa số trạm xăng đã báo cáo về tình trạng thiếu xăng, với ước tính hơn 40% số trạm phải đóng cửa hoàn toàn ở Bouches-du-Rhône", và cho rằng "khu vực Paris cũng có thể sẽ bị ảnh hưởng bởi tình trạng thiếu hụt xăng dầu tại cơ sở lưu trữ Genevilliers nằm ở phía tây bắc thủ đô nước Pháp". Trang Penurie.mon-essence.fr đã cho biết thêm, khoảng 986 trạm nhiên liệu đã "bị thiếu hụt một phần", với 739 trạm đã hết nhiên liệu "hoàn toàn". Olivier Gantois, chủ tịch điều hành của UFIP, đã cho biết "ở đây sẽ chỉ xảy ra tình trạng thiếu hụt nếu mọi người cứ tiếp tục đổ xô đi đổ xăng", và ông cho rằng "nếu khách hàng hoảng loạn, công việc hậu cần sẽ thất bại và chúng tôi sẽ hết nguồn cung"; Tờ Le Monde cũng nói thêm rằng, những bình luận như vậy cũng là "với một niềm tin về sự thiếu hụt sẽ là kết quả duy nhất của việc những người tiêu dùng mua trước"

#### Hậu vận
Các cuộc biểu tình tự phát đã nổ ra ở trên khắp thủ đô Paris. Vào buổi chiều, những người biểu tình đã xuống đường để phản ứng với kết quả bỏ phiếu bằng cách hô vang câu "Macron démission" ("Macron bước xuống"). Vào buổi tối, những người biểu tình đã tụ tập tại Quảng trường Vauban, họ đều hô vang các câu như "Macron từ chức!" nhằm kêu gọi Macron hãy từ chức và "Aux armes" (Cầm lấy vũ khí) với cảnh sát. Lưc lượng cảnh sát đã "đẩy họ trở lại và chặn lối vào của quảng trường". Rào chắn đã được dựng lên dọc theo khu phố Rivoli. Tại Paris, những người biểu tình đã đốt các vật dụng như thùng rác hay xe đạp.
Kênh CNN đã báo cáo cho sự việc này, viết rằng: "Sự hiện diện dày đặc của cảnh sát đã bao phủ ra toàn thủ đô khi những người biểu tình đang phải di chuyển giữa các địa điểm khác nhau", trích lời từ cảnh sát trưởng Paris Laurent Nunez, người đã cho biết rằng bạo lực do các nhóm lên đến 300 người đang "nhanh chóng di chuyển qua thủ đô". Vào buổi tối hôm đó, ít nhất 70 người đã bị bắt tại Paris, sau đó con số đã tăng lên 234 người; những người này bị bắt hầu như là vì tội đốt rác bừa bãi trên đường phố.

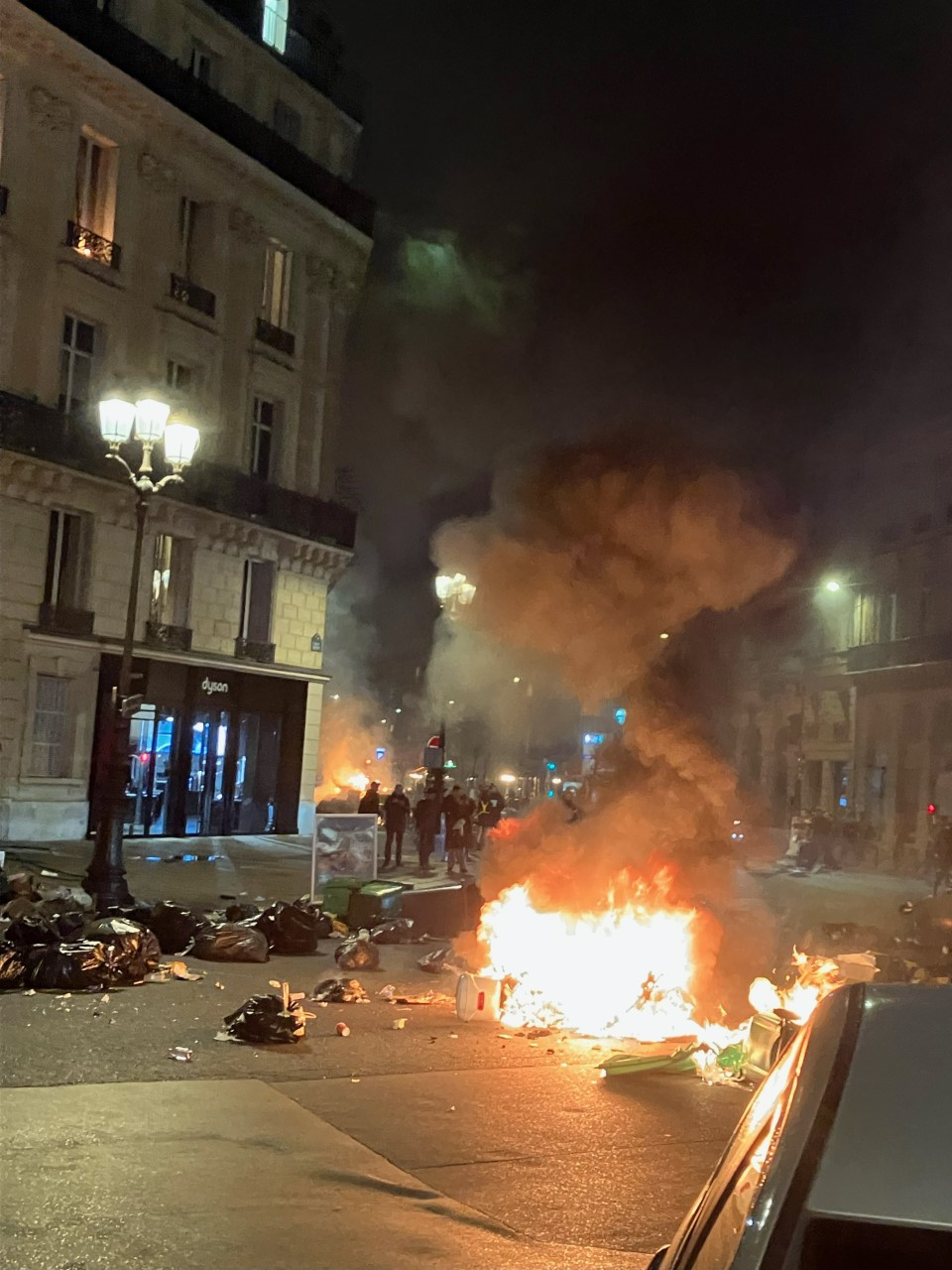
Ngọn lửa đang cháy trên Quảng trường Opéra vào tối ngày 20 tháng 3.

Hãng thông tấn Reuters đã đưa tin cho rằng: "Tại một số đại lộ uy tín nhất ở Paris, các nhân viên cứu hỏa đã phải tranh giành lẫn nhau để dập tắt những ngọn lửa đang cháy trên những đống rác đã không được thu dọn trong nhiều ngày do các cuộc đình công khi những người biểu tình đang hành động không khác gì như họ đang chơi trò mèo vờn chuột với cảnh sát" khi "những liên minh và phe đối lập giữa các bên đang cho biết họ sẽ đẩy mạnh các cuộc biểu tình để thử và làm cho chính phủ phải quay đầu". Một tuyên bố của công đoàn CGT cho rằng "không có gì có thể phá bỏ được việc huy động công nhân" và ông đã kêu gọi các công nhân, nói rằng hãy 'đẩy mạnh' việc hành động công nghiệp rồi hãy "tham gia vào các cuộc đình công và biểu tình rầm rộ". Nunez đã thông báo một thông tin cho rằng, một cuộc điều tra nội bộ sẽ được diễn ra sau khi có một video đã quay được cảnh một sĩ quan đã đấm một người đàn ông biểu tình đang đi lùi và khiến người đàn ông đó ngã xuống đất. Video đó đã lan truyền trên khắp mạng xã hội nước Pháp.
Vào cuối ngày hôm đó, trang AP đã cho biết quy mô của các cuộc biểu tình đã và đang diễn ra ở các thành phố trên khắp nước Pháp hầu như chủ yếu là theo quy mô "nhỏ" và "rải rác", chỉ một số các cuộc biểu tình đã "biến chất thành bạo lực". Tại Bordeaux, một nhóm gồm khoảng từ 200 đến 300 người chủ yếu là các thanh niên trẻ tuổi đã hô vang các câu lăng mạ để yêu cầu ông Macron từ chức. Một vài thùng rác đã bị đốt cháy, với những người biểu tình đang tụ tập và hô vang câu "This will blow up" (Rồi nó sẽ nổi lên thôi). Các cuộc biểu tình cũng đã được báo cáo tại Dijon và Strasbourg, nơi mà những người biểu tình đã đập vỡ cửa sổ từ một cửa hàng bách hóa. Tổng cộng đã có 287 người bị bắt từ các cuôc biểu tình trên toàn quốc.
Vào buổi đêm ngày 20 tháng 3, văn phòng của Thủ tướng Borne đã đưa ra một thông báo muộn rằng bà sẽ trực tiếp "đệ trình văn bản về dự luật mới lên Hội đồng Hiến pháp Pháp để yêu cầu xem xét", bà đã hy vọng rằng "tất cả các ưu điểm và khuyết điểm của dự luật được nêu ra trong các cuộc tranh luận đều có thể sẽ được xem xét"; như Kênh France 24 đã nói, họ đã đề cập về những thách thức do một số nghị sĩ đưa ra về một vài tính hợp hiến của một số biện pháp trong việc cải cách lương hưu. Những người đã phản đối cải cách ở cả 2 phe, phe cánh tả và phe cực hữu đã đệ đơn lên chính phủ nhằm yêu cầu họ hãy xem xét lại; chỉ sau khi việc cải cách được Hội đồng Hiến pháp cho thông qua dự luật thì nó mới có thể được chính thức ký thành một điều luật và nếu chuyện đó xảy ra thì điều luật đó có thể "từ chối toàn bộ các điều khoản trong dự luật nếu chúng không phù hợp với hiến pháp". Đối với những người phản đối, họ nói rằng những văn bản hay có chiều hướng để "nói chung chung, để tạo nên được vật thì chúng xứng đáng nên bị loại bỏ"; Đáp lại lời từ những người phản đối, văn phòng của Borne còn nói thêm rằng, hành động vừa rồi của bà mà bà đã làm là  để "đẩy nhanh quá trình cẩi cách". Hơn nữa, bà cũng "bày tỏ về 'tình đoàn kết'" của chính phủ đối với hơn 400 cảnh sát đang bị thương trong những ngày gần đây, chỉ riêng 42 người đang phải một mình qua đêm. Hội đồng Hiến pháp chỉ còn có một tháng để có thể "xem xét mọi phản đối" đối với dự luật trên.

### 21 tháng 3
Vào ngày 21 tháng 3, Tổng thống Pháp Macron đã đưa ra một tuyên bố rằng ông sẽ không có ý định giải tán Quốc hội để giành cho các cuộc bầu cử mới, cải tổ chính phủ hay là  kêu gọi một cuộc trưng cầu dân ý chỉ để nói về "một cuộc cải cách mà ông cho là cần thiết cho sự tồn tại của hệ thống kinh tế", cũng như ông sẽ không có ý định rút lui hay loại bỏ những cuộc cải cách đó. Điều này cũng đã được khẳng định lại bởi Thủ tướng Pháp, Élisabeth Borne và Bộ trưởng Lao động Olivier Dussopt phát biểu tại Quốc hội; Ngoài ra, Borne đã cho biết chính phủ sẽ cố gắng thu hút sự tham gia của công chúng và các đoàn thể khác tập trung vào vấn đề lập pháp nhiều hơn nữa trong tương lai, mặc dù bà đã không đưa ra bất kỳ một thông tin chi tiết nào nói về cách thức và cả hai bên cũng đã đều đồng ý rằng họ sẽ "dành nhiều thời gian nhất có thể để có thể đối thoại về những vấn đề liên quan đến dự luật cải cách lương hưu". Thay vào đó, Macron đã có kế hoạch bằng cách sử dụng một cuộc phỏng vấn trên truyền hình vào ngày 22 tháng 3 để có thể "xoa dịu mọi thứ" cũng như là lên kế hoạch và chuẩn bị cho những cuộc cải cách tiếp theo sẽ diễn ra trong suốt phần còn lại của nhiệm kỳ tổng thống mà ông đang đương nhiệm. Thông tấn Reuters đã đưa thông tin này vào ngày 21 tháng 3 nhằm để nói về sự bất an trong các đảng mà Macron đang liên kết hoặc đang thân cận và đã viết rằng Bây giờ tổng thống không nên tiếp tục "các công việc như thường lệ được nữa khi ông đang ở trong bối cảnh các cuộc biểu tình đang trở nên bạo lực hơn và các cuộc đình công đang diễn ra sẽ là một sự thách thức vô cùng nghiêm trọng đối với quyền lực của một vị tổng thống trung gian" kể từ cuộc nổi dậy "Phong trào áo gi lê vàng" đã bắt đầu từ năm 2018 cho đến tận ngày hôm nay. Gilles Le Gendre, một nghị sĩ cao cấp từ đảng Phục hưng, đã nói rằng "tổng thống, chính phủ và đa số... đều đang bận rộn trong những ngày cuối tuần" và ông có nói thêm rằng "không phải là vì luật pháp đã được thông qua mà chúng ta có thể kinh doanh được như bình thường". Cũng giống như đảng Phục Hưng, Patrick Vignal đã thẳng thừng thúc giục tổng thống nên "loại bỏ dự luật cải cách lương hưu" do "sự tức giận của công chúng và những thiệt hại do nó đã gây ra và cả độ ưa chuộng không được sâu sắc của nó".
Hãng thông tấn Reuters đã dẫn lời từ các nhà phân tích của trang Eurointelligence và cho biết Macron chỉ có 2 lựa chọn: một là “giả vờ rằng không có gì đáng nghiêm trọng đang xảy ra và cứ để cho cuộc khủng hoảng đó tự tiêu hao", hai là bị "theo đuổi về việc phải chung sống với những người thiện chí trong hội đồng". Với bản chất của Macron, chúng ta đã thấy rằng ông đang bị thu hút bởi lựa chọn đầu tiên nhiều hơn. Viết rằng, đây giống như là một vụ cá cược mạo hiểm".
Vào ngày 20 tháng 3, kênh CNN đã đưa tin cho rằng "các cơ quan phụ trách giao thông hàng không chuyên dụng đã yêu cầu các hãng hàng không phải hủy hơn 20% chuyến bay của họ vào trong khoảng thời gian từ ngày 21 tháng 3 và ngày 22 tháng 3, hãng hành không Air France cũng đã ra một cảnh báo về việc phải hủy chuyến bay trong những ngày sắp tới".
Lực lượng cảnh sát bạo động đã được gửi vào đầu giờ ngày 21 tháng 3 nhằm để giải tán đám đông tại kho cảng dầu Donges, nơi mà đã bị những người đình công chiếm giữ trong vòng hơn một tuần. Bộ Chuyển giao Năng lượng cũng đã thông báo về việc "nên trưng dụng" cho 3 nhân viên thay ca luân phiên" tại một kho chứa dầu ở Fos-sur-Mer", do "căng thẳng nguồn cung đang ngày càng trầm trọng"; họ đã nhận định rõ rằng "yêu cầu sẽ có hiệu lực trong vòng 48 giờ nếu cần, bắt đầu từ ngày 21 tháng 3" và yêu cầu đó liên quan đến "nhân sự cần thiết cho các hoạt động của cơ sở lưu trữ".
"Hàng trăm" công nhân biểu tình đã chặn kín khu lối vào các kho xăng tại một thị trấn gần Marseille, với các cuộc đình công đang diễn ra ở nhiều nhà máy lọc dầu trên khắp miền tây và miền nam của nước Pháp, đã làm "gián đoạn một phần" cho các chuyến vận chuyển dầu mỏ. Những công nhân đang biểu tình đã phải đụng độ với lực lượng cảnh sát tại nhà máy lọc dầu Fos-sur-Mer ở ExxonMobil, khi Bộ Chuyển đổi Năng lượng đã tuyên bố rằng họ sẽ phải cần những nhân viên có những đóng góp "không thể thiếu đối với hoạt động" của kho cũng như là các nhà máy và đã yêu cầu họ phải trở lại làm việc. Để phản ứng lại với thông tin của Bộ Chuyển đổi Năng lượng, "xung đột đã nổ ra" khi  những người biểu tình bắt đầu tham gia vào những cuộc đình công với một tần suất dày đặc hơn. Họ đã cố gắng chặn quyền truy cập vào các trang web của chính phủ, đồ đạc thì bị những người biểu tình "lên tục ném" vào những người cảnh sát, cảnh sát đã phải sử dụng hơi cay để cố gắng giải tán những người biểu tình. Trang AP đã nói thêm rằng, các kho cung cấp nhiên liệu cho các trạm xăng ở miền đông nam nước Pháp hiện đang bị ảnh hưởng nặng nề nhất bởi tình trạng thiếu hụt năng lượng; Phát ngôn viên chính phủ Olivier Veran đã "cảnh báo rằng, rất có thể cũng sẽ có nhiều vấn đề tương tự trong những ngày tới đối với các địa điểm khác". Tại Paris, lực lượng cảnh sát Paris đã thông báo rằng họ đã ra lệnh cho những người thu gom rác phải hoạt động trở lại để "đảm bảo 'dịch vụ tối thiểu'; tình trạng sẽ bao gồm 674 nhân viên, với 206 xe chở rác phải hoạt động trở lại để dọn dẹp các rác thải của đường phố do những người biểu tình.
Trong một bài báo vào ngày 21 tháng 3, tờ The Guardian, đã nêu một loạt những thông tin chi tiết về mức độ hoạt động ở một nhà máy đốt rác đang bị phong tỏa ở Ivry-sur-Seine thuộc phía nam Paris. Một đám đông sinh viên đã tụ tập để "ủng hộ cho những người đình công" tại nhà kho, khi đó chỉ có "một vài chiếc xe chở rác... hay chạy qua mỗi ngày". Việc phong tỏa đã diễn ra ít nhất từ ngày 14 tháng 3, với một số người đang đình công và những người cũng đang ủng hộ và họ đã có mặt sớm nhất là vào lúc 5 giờ sáng trong suốt quá trình hoạt động.
Vào buổi sáng ngày 22 tháng 3, lực lượng cảnh sát đã sơ tán khuôn viên Tolbiac của trường Đại học Panthéon-Sorbonne tại Paris, nơi mà trước đó đã bị các sinh viên đình công phong tỏa và được bao quanh bởi rào chắn (trước kia đã từng có tiền lệ khét tiếng về vấn đề đó); Một người từng tham dự đã đề cập rằng, rất nhiều sinh viên trẻ tuổi ở đó cũng đã từng nói về trải nghiệm của họ khi nói về bạo lực của cảnh sát. Tại bên ngoài của trường nghệ thuật École Duperré, các sinh viên đã phải chất một đống "thùng rác", với những tấm biển ghi rằng, quyết định để tăng tuổi nghỉ hưu "sẽ được đáp ứng vào tháng 5 năm 1968 mới"; một sinh viên đã được phỏng vấn và cho biết cô ấy đã quá sợ hãi khi phải trở thành nạn nhân của bạo lực cảnh sát vào ban đêm để có thể biểu tình vào khoảng thời điểm đó trong ngày. Những ngọn lửa nhanh chóng đã được đốt cháy trong một cuộc biểu tình ở Rennes.

### 22 tháng 3
Vào buổi trưa ngày 22 tháng 3, tổng thống Macron khi đó đang trả lời trong một cuộc phỏng vấn trên truyền hình với nhiều nhà báo từ khác nhau từ các đài truyền hình và các nhật báo như TF1 và France 2 đã đặt câu hỏi. Sau đó ông đã trả lời rằng, một cuộc cải cách không phải là một thứ "xa xỉ" hay là "thú vui", mà nó là một "điều cần thiết", ông nói thêm rằng, ông "không mấy thích thú khi buộc phải thông qua các cuộc cải cách này", và ông "cần phải có trách nhiệm để không thể bỏ mặc vấn đề này mặc dù nó không được vừa lòng ý dân". Về các cuộc biểu tình, ông nói rằng "những người biểu tình, họ có thể có quyền được xuống đường, có quyền được tức giận, nhưng ông không thể chấp nhận được khi họ phải dùng đến bạo lực mà không có bất kỳ quy tắc nào", ông khẳng định bản thân sẽ tiếp tục tin tưởng vào Quốc hội và Bộ trưởng Borne, và ông đã hối tiếc vì nó đã "không thành công trong công việc thuyết phục mọi người về sự cần thiết của cải cách".
Các lãnh đạo của nhiều công đoàn CGT và CFDT cũng đã phản hồi với lời phát biểu của tổng thống; cựu lãnh đạo đạo công đoàn Philippe Martinez đã nói rằng cuộc phỏng vấn vừa qua rất là "kỳ lạ" và nó đã khiến cho "hàng triệu người biểu tình lại trở thành những kẻ ngu ngốc nhất khi tuyên bố cải cách của ông là giải pháp thay thế duy nhất", người còn nói thêm rằng "câu trả lời tốt nhất mà người dân chúng tôi có thể dành cho tổng thống là hàng triệu người biểu tình sẽ đình công và xuống đường vào ngày mai", trong khi Laurent Berger, người mà trước đây đã từng cáo buộc Macron đang "viết lại lịch sử và đã nói dối sự thật để che giấu về việc ông đã không giành được đa số ghế trong quốc hội", liên quan cụ thể đến lời phát biểu của tổng thống mà các công đoàn đã không đưa ra một sự thay thế tương tự. Berger từng được cho là đã "gắt gỏng" với tổng thống la vì cô đã nhận xét khi ông miêu tả về tranh chấp lương hưu "như là một cuộc đấu khẩu" giữa một người (đàn ông) có trách nhiệm và một nhóm vô trách nhiệm". Nhà chính khách Marine Le Pen đã cho biết "Berger sẽ không thể đóng" bất cứ một vai trò nào trong việc dập tắt vấn đề này bởi vì "tổng thống chỉ là người duy nhất có được chìa khóa mà nó đã gây ra một cuộc khủng hoảng chính trị mà do chính ông ấy tạo ra", đồng thời bà còn chỉ ra rằng, cuộc phỏng vấn đã được phát sóng trong khoảng thời gian khi đó là vào buổi trưa, khi mà các chương trình tin tức chủ yếu là được xem bởi những người đã nghĩ hưu - Reuters đã tuyên bố rằng đây chỉ là một "nhân khẩu học duy nhất không thể kiên quyết chống lại cuộc cải cách" - là một ví dụ về "sự khinh bỉ đối với người lao động" của Macron và cả cái cách mà ông đã "xúc phạm lên tất cả những người dân Pháp, nói chung là tất cả những người... đều đang phản đối cho quyết định của ông".
Những người công nhân đã bắt đầu đình công nhằm để phản đối cho quyết định của ông đã "chặn nhanh" một chuyến tàu cao tốc TGV trong một cuộc biểu tình tại một nhà ga xe lửa ở Nice. Những người biểu tình cũng đã chặn một nhà ga xe lửa ở Toulouse.
Ngoài ra, có một thông tin cho rằng gần 13% trạm xăng đang bị thiếu nhiên liệu do các nhà máy lọc dầu đang bị phong tỏa và gần "một nửa số máy bơm ở khu vực của tỉnh Bouches-du-Rhône nằm tại phía nam cũng đã cạn kiệt nhiên liệu". Các công đoàn cũng đã nói rằng "có tới hơn một nửa số giáo viên tiểu học sẽ đình công vào thứ Năm ngày 23 tháng 3, họ đã tuyên bố rằng cuộc đình công lần này sẽ là một phần của ngày hành động thứ Năm. Nhưng các cuộc biểu tình vẫn đang tiếp tục diễn ra vào thứ Tư, bao gồm ở cả 2 phía từ bên ngoài của một đoạn cảng biển nằm phía nam cảng Marseille-Fos". Trang News.com.au đã báo cáo rằng "tình trạng thiếu nhiên liệu ở các vùng thiểu số cũng đang ảnh hưởng đến các trạm dịch vụ trên toàn quốc do những người biểu tình đang chặn những địa điểm chính, với cuộc biểu tình toàn quốc lớn nhất được ghi nhận ở Pháp được ghi nhận trong tuần này, với hơn 200 cuộc biểu tình đã và đang được tổ chức riêng biệt trong khu vực".

### 23 tháng 3
Trung tâm công đoàn quốc gia CGT đã thông báo về một kế hoạch vào ngày 16 tháng 3, họ thông báo rằng, các công đoàn của họ đã lên một kế hoạch để chuẩn bị cho một ngày đình công đồng thời là nhiều cuộc biểu tình khác sẽ được diễn ra vào ngày 23 tháng 3, đây sẽ là ngày thứ 9 của các hành động công nghiệp biểu tình trên toàn quốc kể từ khi các cuộc biểu tình về cải cách lương hưu đã bắt đầu từ 2 tháng trước. Cuộc biểu tình lớn nhất dự kiến sẽ được diễn ra tại Paris, với những người biểu tình sẽ bắt đầu khởi hành tại Quảng trường Bastille lúc 2 giờ chiều, biểu tình qua thành phố từ Quảng trường République đến Quảng trường Opéra lúc 7 giờ tối.

#### Tấn công
Trung tâm công đoàn quốc gia CGT đã thông báo về một kế hoạch vào ngày 16 tháng 3, họ thông báo rằng, các công đoàn của họ đã lên một kế hoạch để chuẩn bị cho một ngày đình công đồng thời là nhiều cuộc biểu tình khác sẽ được diễn ra vào ngày 23 tháng 3, đây sẽ là ngày thứ 9 của các hành động công nghiệp biểu tình trên toàn quốc kể từ khi các cuộc biểu tình về cải cách lương hưu đã bắt đầu từ 2 tháng trước. Cuộc biểu tình lớn nhất dự kiến sẽ được diễn ra tại Paris, với những người biểu tình sẽ bắt đầu khởi hành tại Quảng trường Bastille lúc 2 giờ chiều, biểu tình qua thành phố từ Quảng trường République đến Quảng trường Opéra lúc 7 giờ tối.

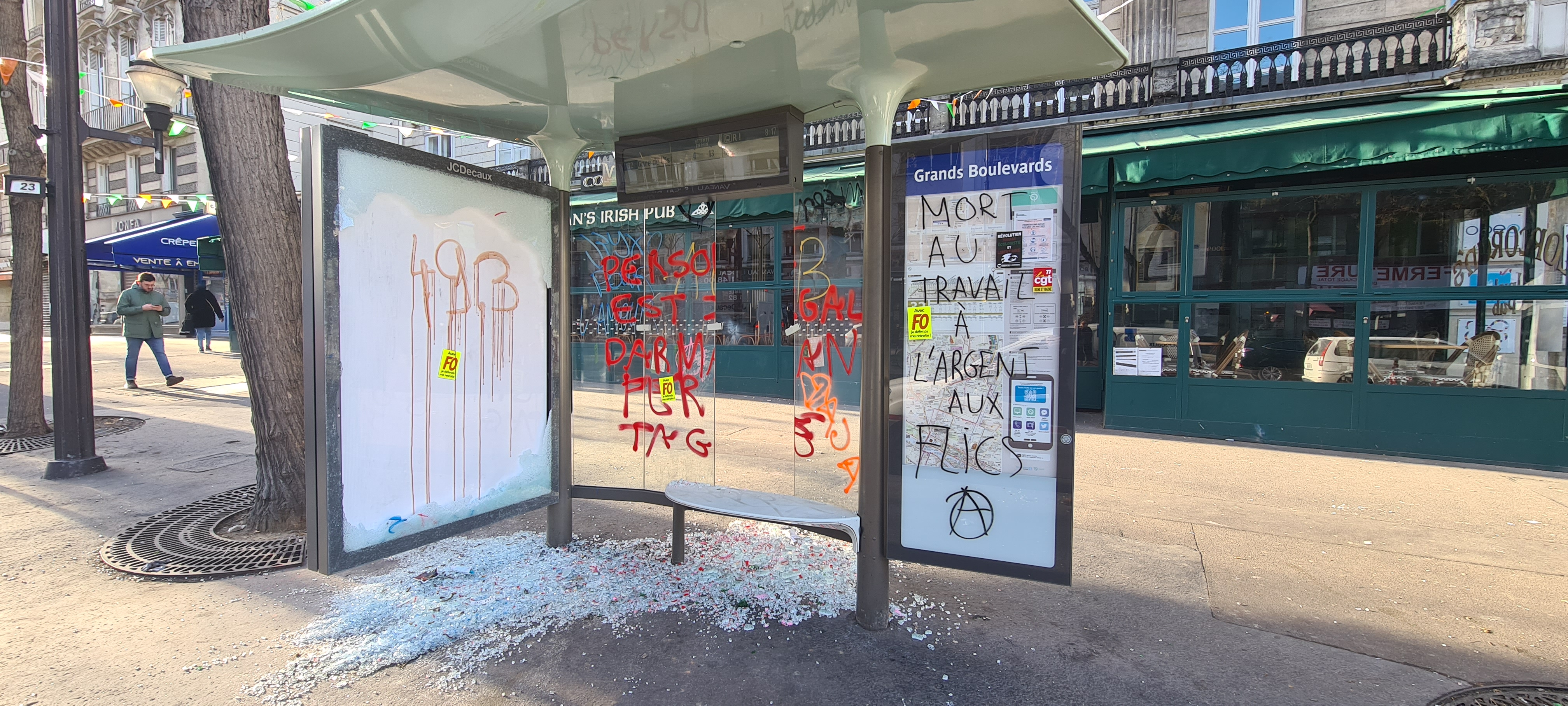
Thiệt hại tại một điểm dừng xe buýt ở Paris.

Công đoàn Snuipp-FSU đã cho biết khoảng 40 cho đến 50% các giáo viên ở các trường tiểu học tại Pháp đang tham gia các cuộc biểu tình, dự kiến sẽ có thêm các cuộc biểu tình dữ dội tại Paris và các thủ phủ khác như Bouches-du-Rhône, Pyrénées-Orientales và Haute-Vienne. Bộ Giáo dục Pháp đã cho biết khoảng 24% các giáo viên tại các trường tiểu học và các trường trung học cơ sở đã đệ đơn xin nghỉ việc, cũng như là 15% ở các trường trung học nói chung. Các giám thị trông thi cũng đã tham gia các cuộc biểu tình, làm gián đoạn các kỳ thi tú tài, với hơn nửa triệu học sinh bị ảnh hưởng.
Các công nhân đã tổ chức một cuộc biểu tình ở một kho cảng LNG tại Dunkirk, họ đã bỏ phiếu quyết định về việc giảm sản lượng của các kho dầu xuống mức tối thiểu. Trong bối cảnh khi mà các nhà máy lọc dầu và các kho bãi bị phong tỏa, 14% trạm xăng đang bị thiếu ít nhất một loại nhiên liệu, với khoảng 7% là xăng khô. Những tác động khác nhau trên quốc gia này, với các báo cáo cho thấy khoảng 40 trong số 96 thủ phủ của Pháp bị ảnh hưởng, đặc biệt là ở phía bắc vùng Brittany và Normandie, cũng như là các vùng nằm tại bờ biển Địa Trung Hải. Chính phủ đã quy định giảm số lượng nhân viên lên mức tối thiểu tại tất cả các kho dầu.
Khu lối vào của trường Đại học Paris-Panthéon-Assas, nơi mà được nhiều người coi là ngôi trường luật hàng đầu nước Pháp, cũng đã phải dựng rào để chắn; Kênh France 24 đã nhận xét rằng đây là một "dấu hiệu cho thấy phong trào biểu tình đã trở nên mạnh mẽ đến mức nào". Các địa điểm du lịch nổi tiếng như Tháp Eiffel, Khải Hoàn Môn và Cung điện Versailles đã phải bị đóng cửa cho công chúng.

#### Biểu tình

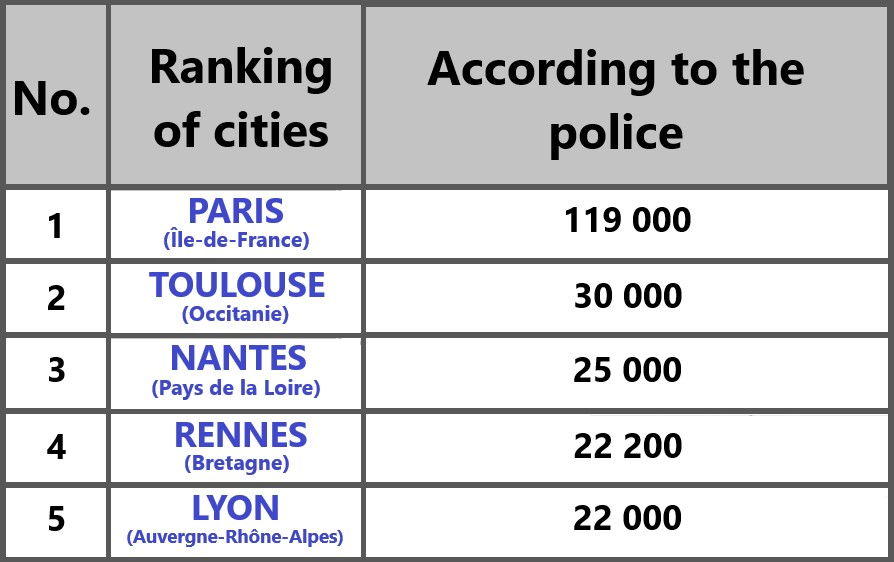
Số lượng người biểu tình theo thành phố, theo con số do cảnh sát công bố vào ngày 23 tháng 3

Vào trưa ngày 23 tháng 3, tờ The Independent đã công bố một thông tin cho rằng, hơn "12.000 cảnh sát đã đảm nhận sẽ canh gác các vị trí trên nhiều đường phố ở Pháp với hơn 5.000 cảnh sát tại Paris, khi các nhà chức trách đã bắt đầu chuẩn bị cho cuộc biểu tình lớn nhất trong suốt 2 tháng vừa qua".
Số lượng người biểu tình khác nhau tuỳ thuộc theo mỗi nguồn của nó. Trong khi Bộ Nội vụ cho biết có tới hơn 1,08 triệu người đang tham gia vào các cuộc biểu tình trên khắp nước Pháp, với hơn 119.000 người ở Paris; đây là số lượng người biểu tình cao nhất ở Paris kể từ khi các cuộc đình công và biểu tình liên quan đến việc cải cách đã bắt đầu vào giữa tháng 1. Thi công đoàn CGT lại tuyên bố có tới hơn 3,5 triệu người biểu tình trên toàn quốc và hơn 800.000 người biểu tình tại Paris.

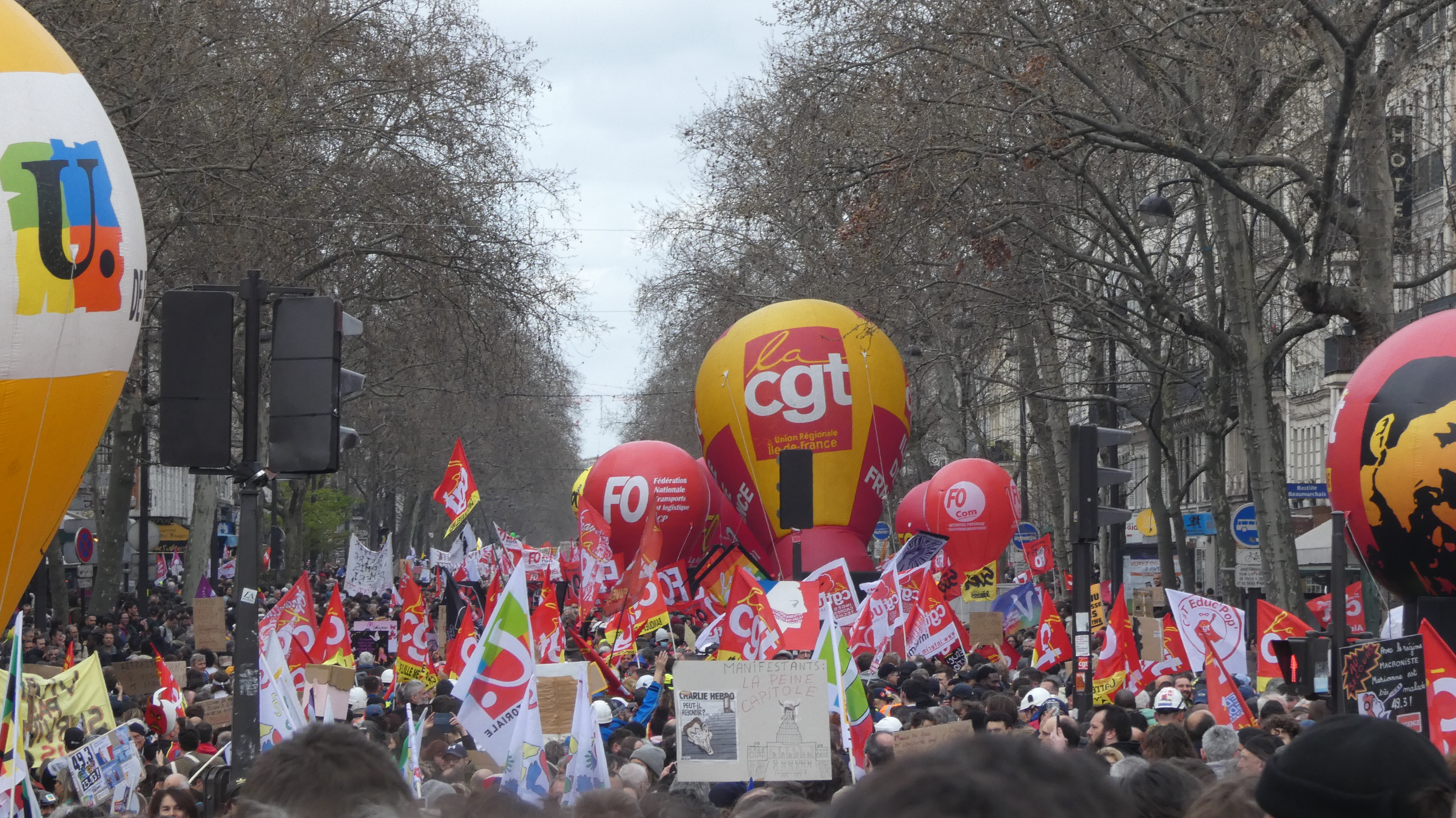
Những người biểu tình đang treo cờ và bóng bay của các đoàn thể khác nhau tại Paris vào ngày 23 tháng 3.

Các cuộc biểu tình tại Paris đã bắt đầu tại Quảng trường Bastille lúc 2 giờ chiều theo giờ địa phương (7 giờ tối theo giờ Việt Nam). Kênh ITV News đã đưa một thông tin vào lúc đầu giờ chiều rằng đây "hiện đang là tâm điểm của một cuộc biểu tình lớn", và "các đám đông khổng lồ đã bắt đầu biểu tình ở các thành phố lớn như Marseille, Lyon, Paris và Nantes với hơn 250 cuộc biểu tình khác nhau được tổ chức trên cả nước”.

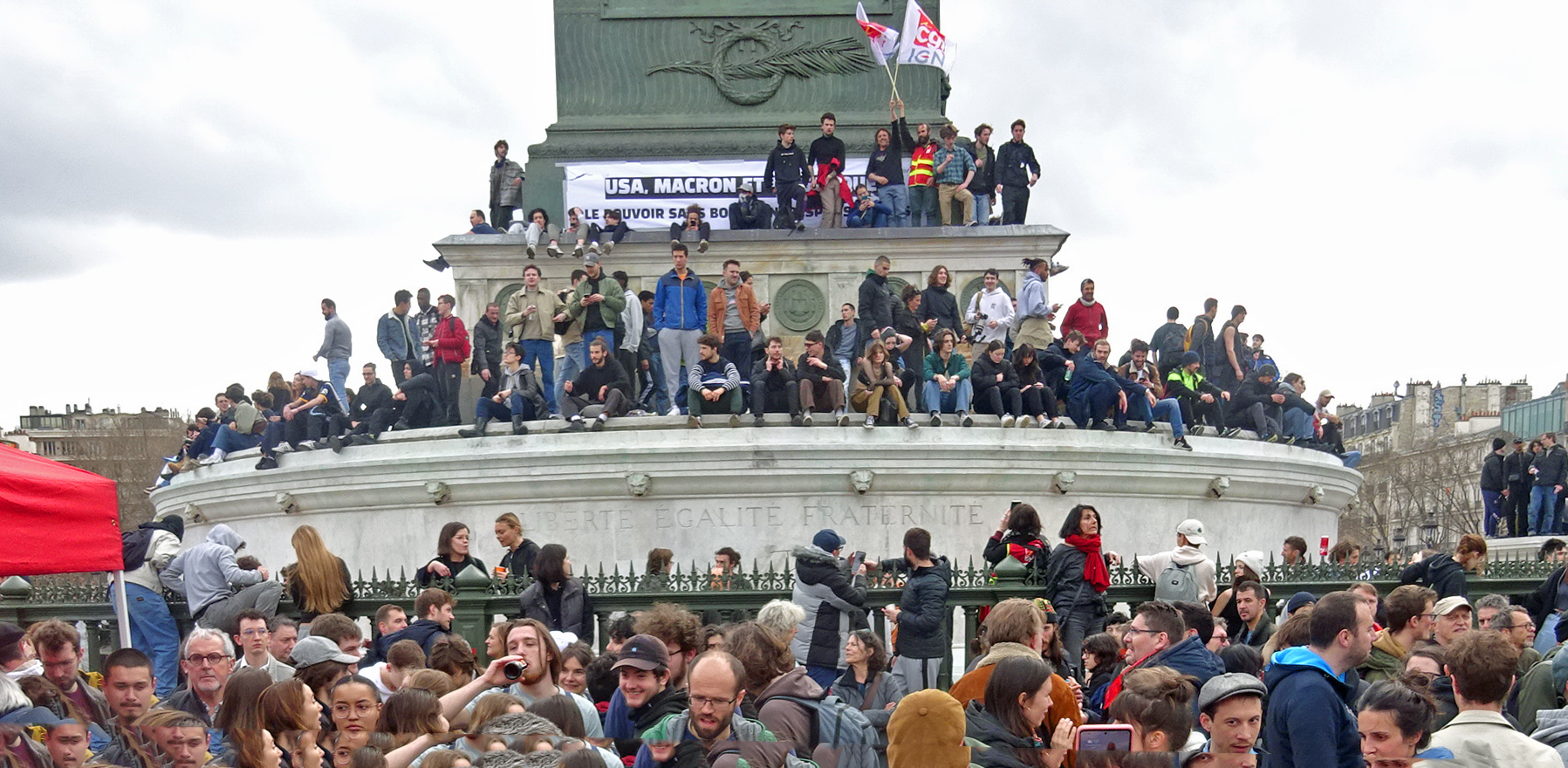
Những người biểu tình trên Cây cột Tháng Bảy.

Philippe Martinez, người đang lãnh đạo công đoàn CGT đã nói rằng "tại nơi này đang được tập hợp bởi nhiều sự phẫn nộ khác nhau, một tình huống bùng nổ" khi mà một cuộc biểu tình đã bắt đầu được tổ chức ở Paris. Hãng thông tấn Reuters đã tuyên bố rằng, các nhà lãnh đạo công đoàn đã phải kêu gọi "khuyên mọi người nên bình tĩnh khi những lúc phẫn nộ với những gì mà họ gọi những bình luận trên là sự "khiêu khích" của Macron". Các tấm áp phích dọc theo tuyến đường của các cuộc biểu tình tại Paris bao gồm những người biểu tình đã yêu cầu tổng thống nên huỷ bỏ việc cải cách cũng như là quay trở lại số tuổi nghỉ hưu mặc định là 60 và mô tả Macron không khác gì đức vua Louis XVI. Đã có những báo cáo đầu tiên về sự hiện diện dày đặc của các "lực lượng cảnh sát chống bạo động được trang bị vũ khí". Vào lúc 2:40 chiều theo giờ GMT, nhà báo Lewis Goodall đã tuyên bố rằng "các tuyến đường biểu tình chính ở Paris đã chật cứng người [và vì vậy], họ hiện đang xếp hàng và biểu tình trên mọi con phố phụ". Ông đã trích dẫn về tuyên bố của công đoàn CGT và cho thấy có hơn 800.000 người đang biểu tình tại Paris. Vào khoảng 4:05 chiều theo giờ GMT, anh đã tweet một thông tin cho rằng truyền hình của Pháp đang báo cáo về 14 người đã bị bắt cho đến nay, anh đoán có thể là ở Paris.

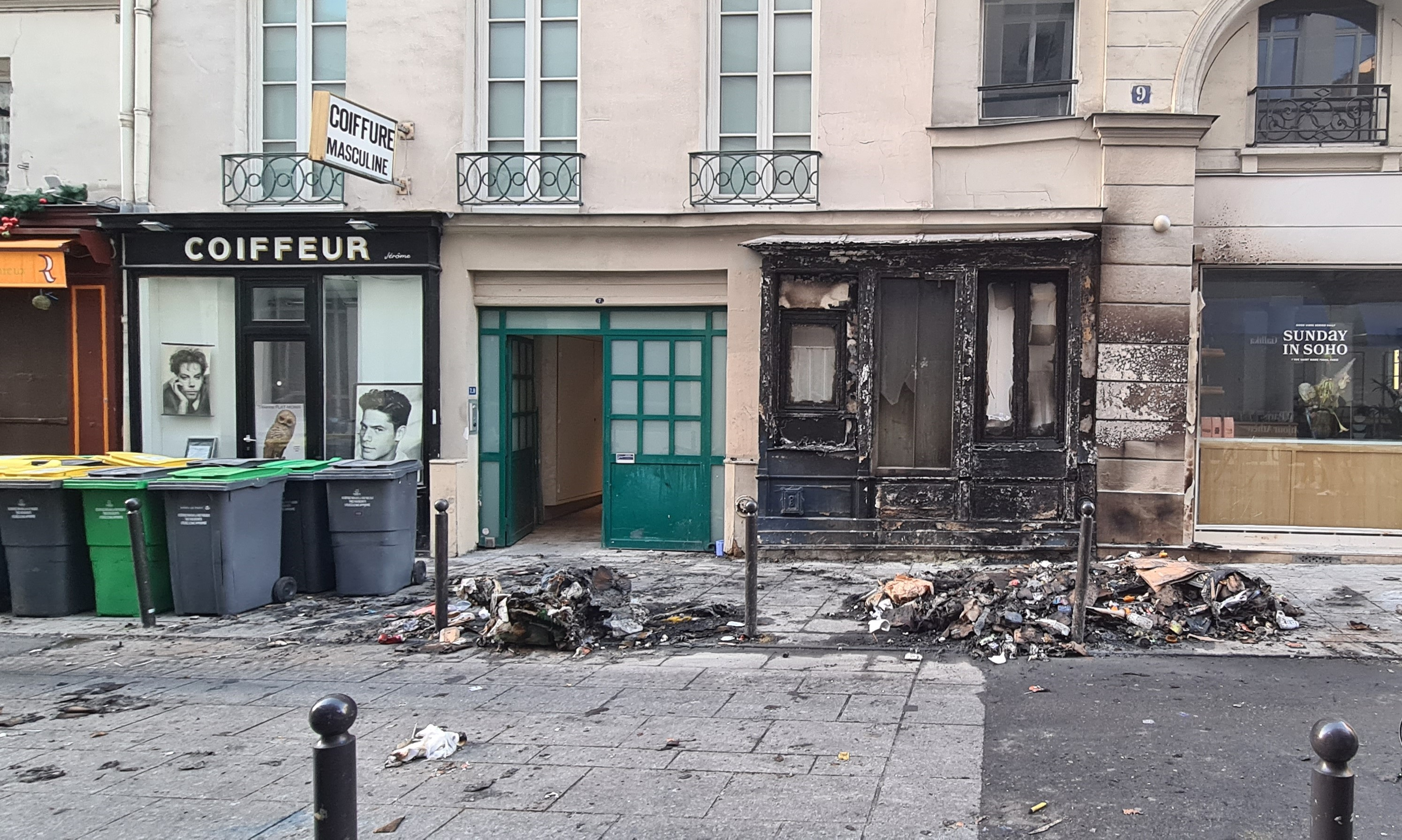
Hậu quả của một vụ hỏa hoạn tại khu Rue Saint Marc.

Kênh BBC News đã cho biết rằng "phần lớn" các cuộc biểu tình "đều đã diễn ra mà không có bạo lực xảy ra", nhưng vào buổi chiều, "các cuộc đụng độ bằng bạo lực" được cho là đã "xảy ra ở các khu vực tại Paris", khi mà các lực lượng cảnh sát chống bạo động đã buộc phải sử dụng hơi cay và 'khối đen' những người biểu tình được cho là đã ném pháo hoa, chai lọ và đá vào người của cảnh sát và họ cũng đã đốt cháy cả thùng rác. Cảnh sát chống bạo động cũng được quan sát cho thấy rằng, họ cũng đã phải sử dụng cả  dùi cui để tấn công những người biểu tình tại khu Grands Boulevards. Vào những cung giờ khác trong cuộc biểu tình, các đám cháy trên đường phố đã được đốt cháy với một số đống rác vẫn chưa được thu gom, một số đám cháy nhỏ có thể được nhìn thấy từ ngã ba Rue Saint-Fiacre và Đại lộ Poissonnière.
Vào khoảng giữa buổi chiều, các cuộc đụng độ giữa cảnh sát và những người biểu tình tại Paris đã bắt đầu trở nên căng thẳng hơn. Trên Đại lộ Bonne Nouvelle, một báo cáo của kênh BFMTV đã cho biết về cuộc biểu tình, cho thấy "bầu không khí đã hiện giờ đã thay đổi hoàn toàn" và "họ đã không ngờ rằng cuộc biểu tình lại có thể trở nên vượt quá tầm kiểm soát một cách nhanh chóng như vậy". Kênh cũng đã báo cáo rằng có ít nhất khoảng từ 350 đến hơn 400 người biểu tình 'quá khích' đã sử dụng pháo hoa cỡ "lớn" và nhắm vào một nhà hàng McDonald tại Strasbourg-St Denis. Một phóng viên đã cho biết cảnh sát đang triển khai về việc xịt hơi cay nhằm để đẩy lùi đám đông nhưng không hiệu quả do số lượng người tham gia cuộc biểu tình là quá đông. Cảnh sát ước tính đã có khoảng hơn 1.000 người biểu tình đang tham gia bạo lực.
Đến 5 giờ chiều theo giờ địa phương (10 giờ tối theo giờ Việt Nam), những người biểu tình tại Paris đã bắt đầu tập hợp tại Quảng trường Opéra. Các loại pháo và thùng đốt ở xung quanh Đại lộ de Opéra cũng đã được báo cáo. Vào khoảng 5 giờ 20 phút chiều, có thông tin cho rằng, các cảnh sát đã bắt đầu đi xe máy cơ động để đến khu vực tâm điểm lúc này là Opéra. Những chiếc xe trên là loại xe Motos Brav-M, đây là một "đơn vị cảnh sát đang được tranh cãi rất rộng rãi", vì "một số người đã cáo buộc [họ] đã sử dụng vũ lực quá mức". Một số người đã nghe thấy những tiếng "la ó và rít lên" khi họ chuẩn bị "đi xa hơn xuống Đại lộ Opéra". Đến 6 giờ chiều cùng ngày, "hầu hết những người biểu tình [đã] giải tán", nhưng "các cuộc đụng độ nhỏ giữa cảnh sát và các nhóm biểu tình nhỏ vẫn tiêp tục diễn ra" khi mà những kẻ bạo loạn được cho là "[đã] ném đá và đốt lửa". Có tới hơn 5.000 nhân viên an ninh đã được huy động làm nhiệm vụ tại Paris trong ngày hôm đó.
Có tổng cộng 320 cuộc biểu tình đã được lên kế hoạch trên khắp đất nước, với các cuộc biểu tình lớn nhất nắm ở các thị trấn tại phía nam Marseille, Nice và Toulon; trong khi hai ngày trước, "hàng nghìn người dân" đã biểu tình tại cảng Marseille rồi sau đó, cảng đã bị những người biểu tình phong tỏa trong ngày thứ 2 liên tiếp. Tại Lyon, "hàng trăm công nhân đường sắt, sinh viên và những người dân địa phương khác đã xuống các nhà ga và đường ray để biểu tình gây cản cho trở các đoàn tàu. Tại Normandie, "hàng nghìn người dân địa phương" đã xuất hiện ở các thành phố bao gồm Rouen, Caen, Le Havre và Dieppe. Tại Rouen, lực lượng cảnh sát chống bạo động cũng đã phải sử dụng hơi cay để chống lại một số người biểu tình quá khích đang ném đá vào người họ, và tại Rennes, cảnh sát buộc phải sử dụng cả hơi cay lẫn vòi rồng khi "một số người biểu tình đeo mặt nạ và dựng rào chắn". Tại Nice, những người biểu tình đang tập trung và hướng về trung tâm của thành phố, trước khi họ biểu tình đến sân bay và bị tạo thành một vòng phong tỏa.

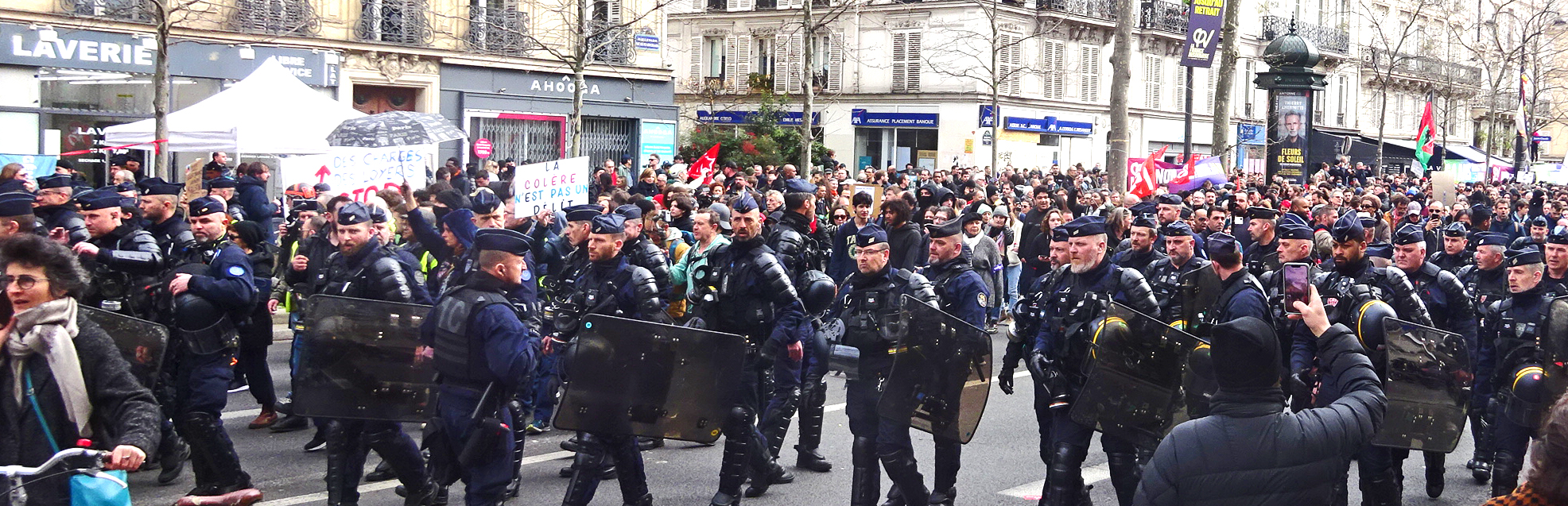
Cảnh sát đang được huy động tập hợp lại ở Paris.

Trang Yahoo! đã dẫn lời cho các phương tiện truyền thông địa phương rằng, gần 10.000 người dân địa phương đang biểu tình tại Tours, nơi mà những người biểu tình đã chặn một số đường ray và nhà ga đường sắt gây gián đoạn cho các chuyến tàu đang chuẩn bị khởi hành. Một số người dân gần đó đã quan sát cho thấy, khói bốc lên từ các mảnh vỡ đang cháy làm tắc nghẽn cho các khu vực giao thông trên đường cao tốc Toulouse, một phần là do "một số người biểu tình" đang tấn công các con đường đang bị tắc nghẽn trong một khoảng thời gian ngắn ở các thành phố khác". Cảnh sát đã xịt hơi cay vào những người biểu tình tại Nantes, nơi mà cũng có "một nhóm các nhà hoạt động đã xông vào tòa án hành chính", và liên tiếp những cảnh sát phải sử dụng vòi rồng để giải tán đám đông tại Rennes.
Tại Lorient, một tờ báo địa phương đã đưa tin cho rằng các viên đạn đã được ném vào sân của các đồn cảnh sát và đã "gây ra một vụ đám cháy trong một thời gian ngắn", với những tuyên bố cho rằng, nhiều sĩ quan cảnh sát đã bị "tấn công một cách dữ dội". Một văn phòng địa phương của thủ phủ cũng đã "bị tấn công" trong các thị trấn, Tờ The Times đã tuyên bố rằng, các nhà hoạt động và những người biểu tình "đã cố gắng tìm cách để có thể xông vào một tòa nhà của chính phủ và phóng hỏa bên trong đồn cảnh sát của thị trấn". Bộ trưởng Nội vụ Gérald Darmanin đã phản ứng với các cuộc biểu tình trên Twitter, ông nói rằng: "Các cuộc tấn công và phá hoại các khu dân cư và đồn cảnh sát ở Lorient là không thể chấp nhận được. Khi suy nghĩ về các sĩ quan bị thương trong cuộc biểu tình trên. Những hành vi này không thể không bị trừng phạt”.
Tờ The Independent đã đưa tin cho rằng có một đoạn video được đăng tải lên mạng xã hội, video cho thấy có một số chiếc xe tải bị đổ lốp xe, rác và các phân hữu cơ bị ném trước văn phòng hội đồng ở một số khu vực" và "các đường cao tốc đã bị chặn bằng các hàng rào gỗ và lốp xe đang cháy khi những người biểu tình đang giơ cao khẩu hiệu của họ".
Con phố Palais Rohan tại Bordeaux đã bị những người biểu tình phóng hỏa, gây ảnh hưởng đến các khu vực phía trước, mặc dù ngọn lửa đã được lực lượng cứu hỏa dập tắt kịp thời.
Vào buổi tối ngày hôm đó, Bộ trưởng Nội vụ Darmanin đã đưa ra một thông tin cho rằng, một số người biểu tình quá khích đã cố gắng giết các sĩ quan cảnh sát khi đang tổ chức các cuộc biểu tình. Kênh BBC News và France 24 cũng đã khẳng định lại lời mà ông đã tuyên bố khi mà có khoảng tổng cộng 123 cảnh sát đã bị thương trên toàn nước Pháp, trong khi có, một nhà báo độc lập ở Pháp đã cho biết rằng, ông tuyên bố có 149 người đã bị thương chỉ riêng tại Paris khi mà họ đang cố gắng chống chọi lại với đám đông quá khích. Tại Paris, một sĩ quan đã "được kéo đến một nơi an toàn trong tình trạng bất tỉnh, khi mà anh và các đồng nghiệp của mình đã bị các pháo hoa và đạn tự hành của những người biểu tình bắn trúng. Còn anh (ám chỉ viên sĩ quan) thì đã được kết luận thì có thể đã bị đánh vào đầu". Ở Rouen, một người phụ nữ trẻ được cho là đã mất ngón tay cái sau khi bị trúng đạn từ loại súng 'flash ball', loại súng mà cảnh sát đã sử dụng để có thể cố gắng giải tán những người đang biểu tình – Damien Adam, Nghị sĩ từ Đảng Tiến bước của khu vực, đã nói rằng những vụ việc trên " õ ràng là không thể chấp nhận được" và ông đã yêu cầu, mong muốn có một cuộc điều tra của cảnh sát để có thể tìm hiểu chuyện gì đã xảy ra" – và bên phía cảnh sát đã xác nhận có 2 sĩ quan đang bị thương sau khi bị đạn tự hành được ném vào người họ. Các quan chức bên phía LFI cũng đã phàn nàn rằng "6 người biểu tình đã bị thương do hơi cay và lựu đạn gây choáng của cảnh sát và họ yêu cầu muốn biết các sĩ quan đã ra lệnh như thế nào".
Darmanin đã thông báo rằng, khoảng hơn 80 người biểu tình đã bị bắt tính đến thời điểm buổi tối ngày 23 tháng 3. Khi tình trạng thiếu lính cứu hỏa vào buổi tối đồng nghĩa với việc người dân địa phương phải tự dập lửa do những người biểu tình gây ra; Darmanin đã tuyên bố rằng, họ đã phải dập tắt cho hơn 140 đám cháy ở Paris, với 50 ngọn lửa vẫn còn đang cháy vào thời điểm đó (khoảng 8:30 chiều GMT - 1:30 sáng theo giờ Việt Nam).
Vào buổi chiều ngày hôm đó, những người đang đứng đầu công đoàn Berger và Martinez đã lên tiếng. Berger thì đã kêu gọi mọi người nên biểu tình một cách bất bạo động, vì ông muốn "tôn trọng tài sản và con người", và ông cũng giải thích cho rằng "những cuộc biểu tình bất bạo động sẽ không ảnh hưởng đến cuộc sống hàng ngày của mọi người". Martinez đã tuyên bố cho rằng Macron thì đang bị đổ lỗi cho những hành động của những người biểu tình, đáp lại lời của ông, những người biểu tình đã nói rằng ông đã từng "ném một can xăng vào môt ngọn lửa đang cháy". Hugh Schofield từ kênh BBC News đã nói rằng, các công đoàn và cánh tả đã gọi "ngày này là ngày thành công nhất kể từ khi cuộc biểu tình bắt đầu, với một lượng lớn người dân đã từ chối dự luật lương hưu của Macron thêm một lần nữa".

### 28 tháng 3
Vào ngày 28 tháng 3, ngày biểu tình thứ 10 đã được chính phủ Pháp ước tính có khoảng hơn 740.000 người đã tham dự cuộc biểu tình trên và hơn 2 triệu người đang tham gia bởi các đoàn thể. Thủ tướng Borne xác nhận cho rằng, bà đã từ chối chính thức hòa giải, nhưng bà lại đồng ý nói chuyện với 8 nhà lãnh đạo công đoàn hàng đầu vào tuần sau, khi ngày biểu tình thứ 11 đang được lên kế hoạch.

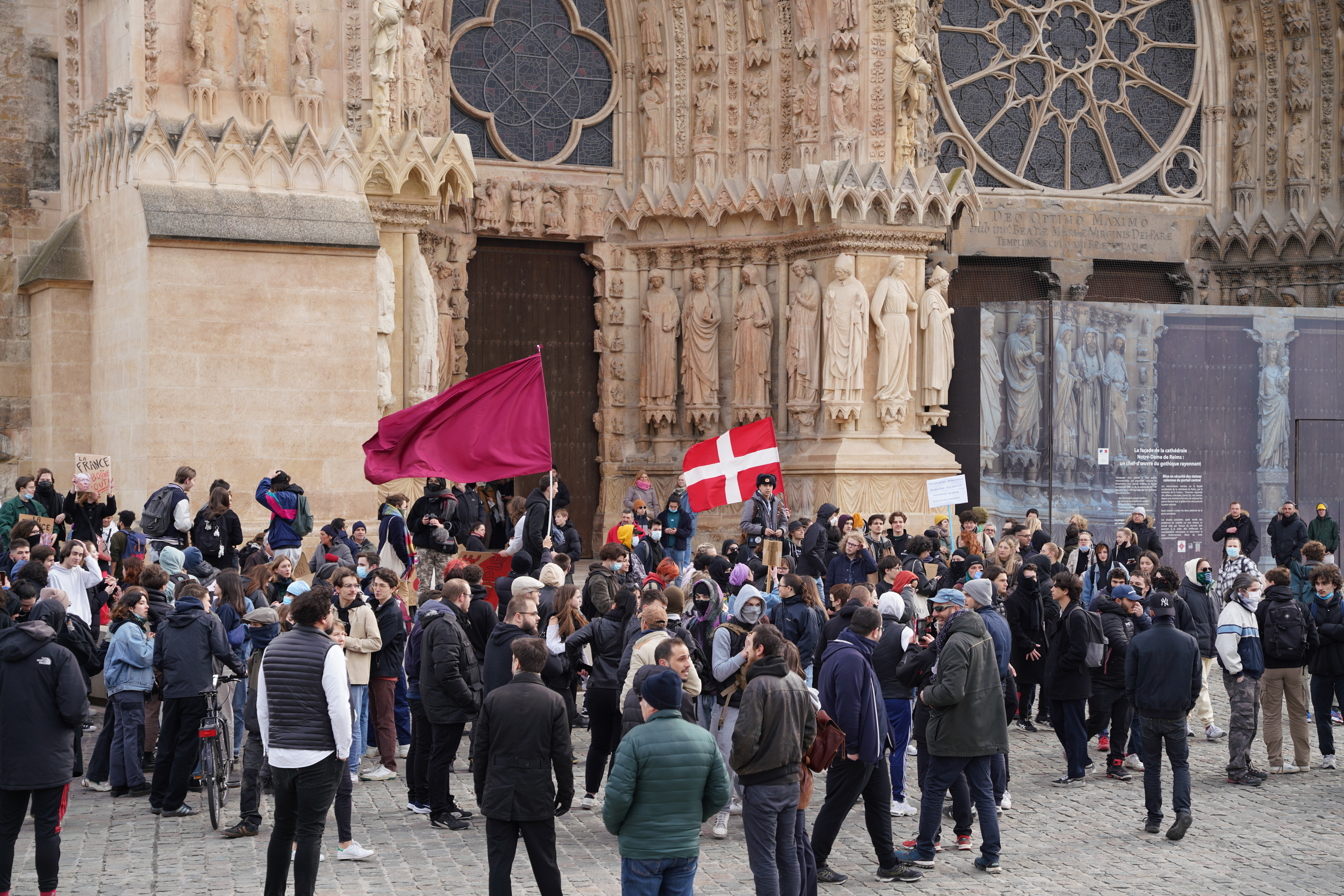
Biểu tình tại Reims.
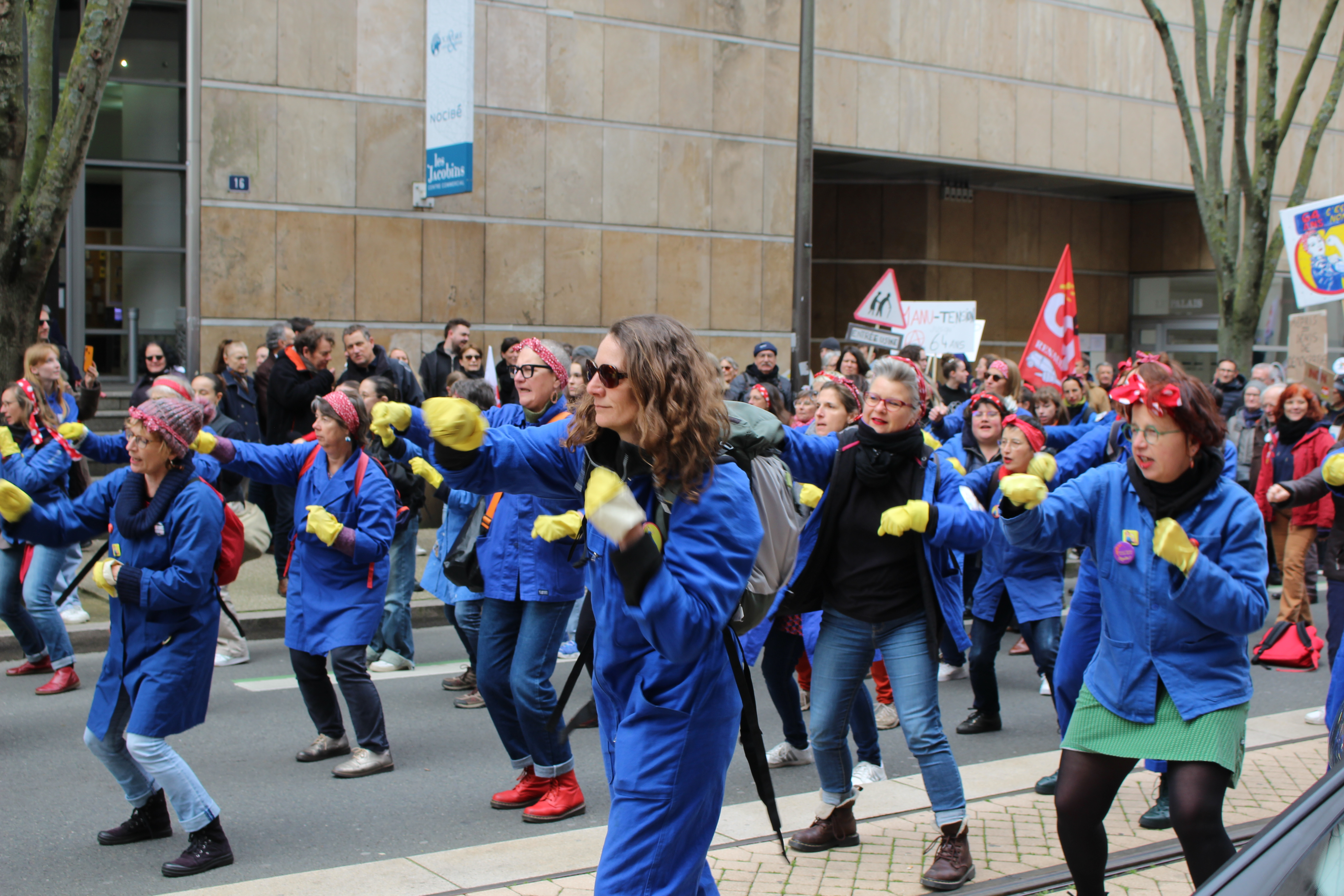
Biểu tình tại  Mans.
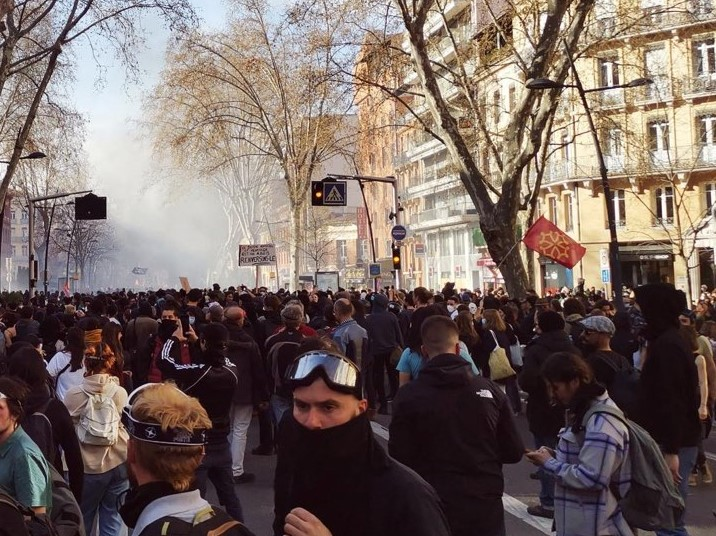
Biểu tình tại Toulouse ở Occitania
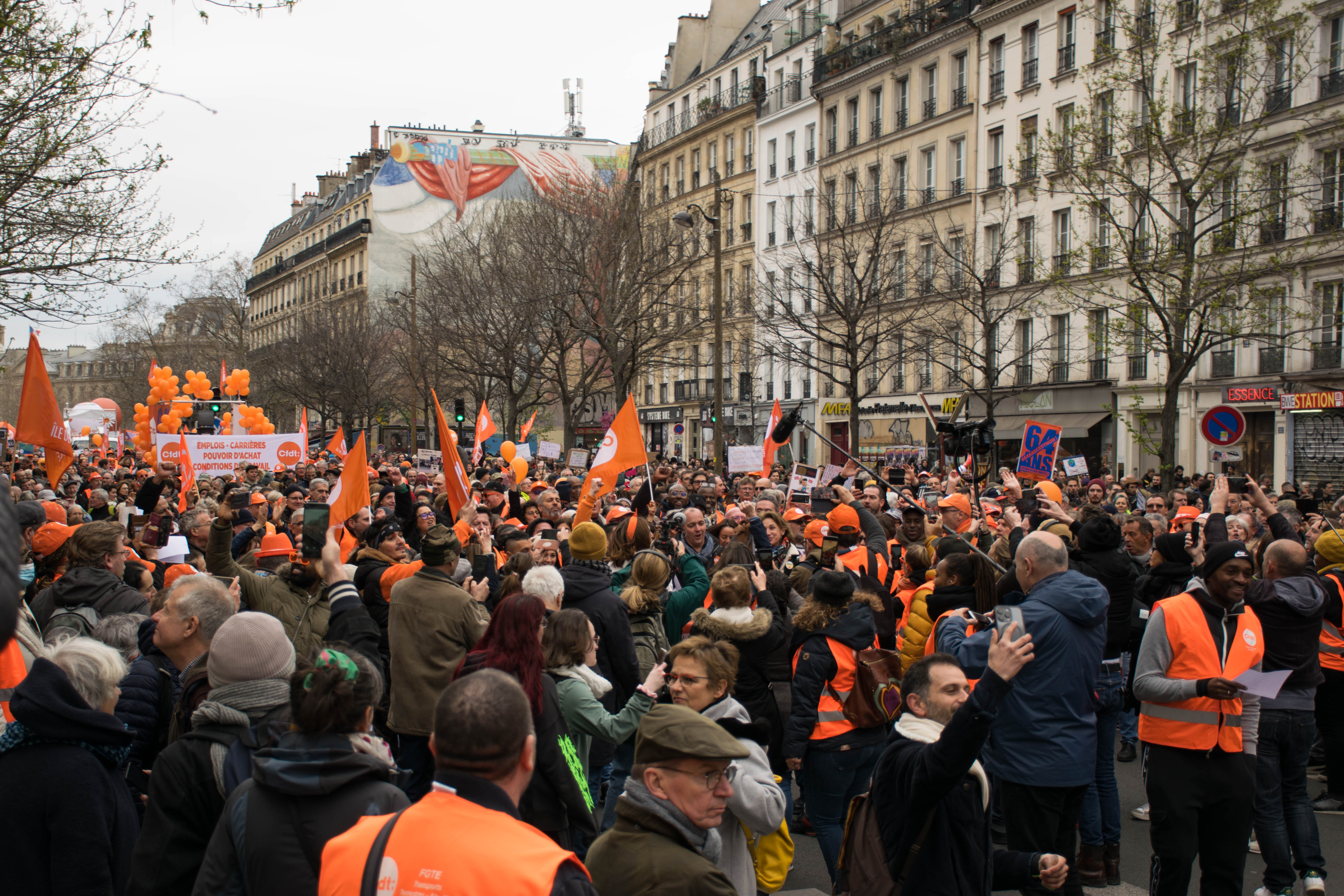
Biểu tình tại Paris.

### 6 tháng 4
Sau khi mà cuộc họp của các nhà lãnh đạo công đoàn cấp cao với thủ tướng Élisabeth Borne đã kết thúc vào ngày 5 tháng 4, khoảng 1 giờ sau khi cả hai bên đều đã nhấn mạnh rằng, một bên thi đang kêu gọi cải cách lương hưu cần phải được hủy bỏ trong phi phía bên còn lại đã kêu gọi nên duy trì cải cách một cách tương ứng. Các nhà lãnh đạo công đoàn đã rời khỏi cuộc họp sau đó rồi họ đã ngay lập tức kêu gọi để tiếp tục cho ngày biểu tình thứ 11 vào ngày hôm sau. Theo các nhà chức trách Pháp, dự kiến đã có khoảng từ 600.000 đến 800.000 người biểu tình, với hơn 60.000 đến 90.000 người đang biểu tình tại Paris. Theo Bộ Nội vụ Pháp, đã có khoảng 111 vụ bắt giữ đã được thực hiện và có hơn 154 cảnh sát đã bị chấn thương. Những người biểu tình đã bắt đầu phóng hỏa quán cà phê Café de la Rotonde, một trong những quán cà phê yêu thích của Macron và những người biểu tình khác đã bắt đầu xông vào các tòa nhà văn phòng của BlackRock và Natixis Investment Managers.

### 14 tháng 4
Vào ngày 14 tháng 4, Hội đồng Hiến pháp Pháp dự kiến sẽ đưa ra phán quyết về dự luật cải cách lương hưu. Thủ tướng Pháp Élisabeth Borne lúc đó đã nói rằng, đề xuất này "gần như là có thể kết thúc cho quá trình dân chủ" và bà nói thêm rằng, "trong cuộc chiến này vốn đã không có người chiến thắng hay kẻ thua cuộc". Văn phòng của Macron vào ngày hôm đó đã cho biết thêm rằng tổng thống sẽ chuẩn bị ký dự luật này chính thức thành một luật trong những ngày tới. Bộ trưởng Lao động Olivier Dussopt đã cho biết chính phủ đang cố gắng chuẩn bị nỗ lực để có thể thực hiện các thay đổi trước khi đến ngày 1 tháng 9. Trước quyết định của Hội đồng Hiến pháp, Macron đã mời các liên đoàn lao động cấp cao đến để gặp ông. Các công đoàn sau đó đã từ chối lời mời của Macron, và họ đã cảnh báo rằng, nếu ông đã từ chối lời đề nghị gặp mặt trước đó của họ thì họ sẽ chuẩn bị kêu gọi tổ chức các cuộc biểu tình mới trên toàn diện rộng vào ngày 1 tháng 5, Ngày Quốc tế Lao động.

## Tác động

### Bạo lực gia tăng

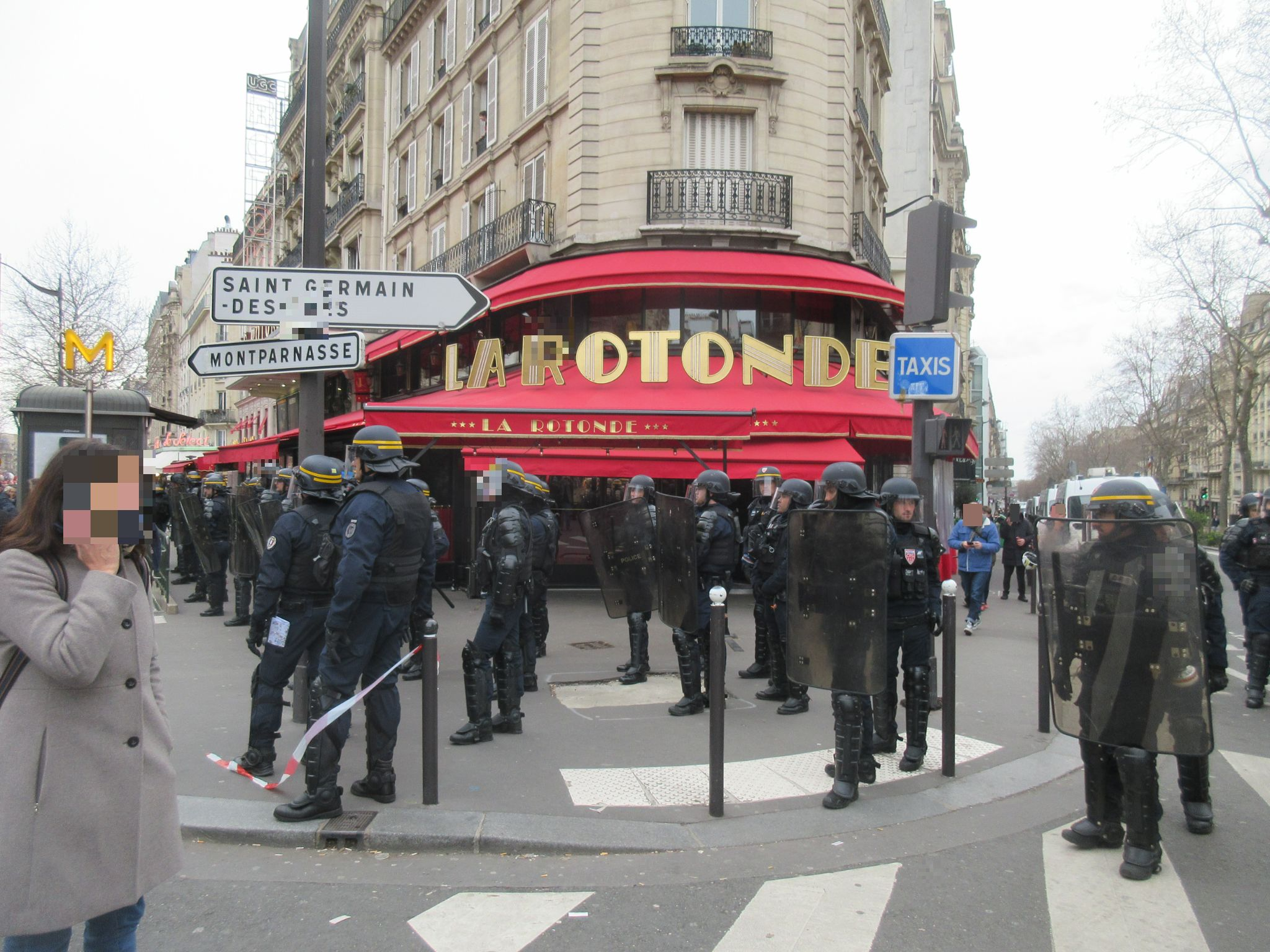
Lực lượng An ninh Cộng hòa Pháp đang bảo vệ quán Café de la Rotonde tại Paris vào ngày 15 tháng 3.

| Date             | Ministères | Syndicats |
| ---------------- | ---------- | --------- |
| 19 tháng 1, 2023 | 35,15 %    | 70 %      |
| 31 tháng 1, 2023 | 25,92 %    | 70 %      |
| 7 tháng 3, 2023  | 32,71 %    | 60 %      |
| 23 tháng 3, 2023 | 21,41 %    | 50 %      |
| 13 tháng 4, 2023 | 4,66 %     |           |